# Sturm auf das Kapitol in Washington 2021

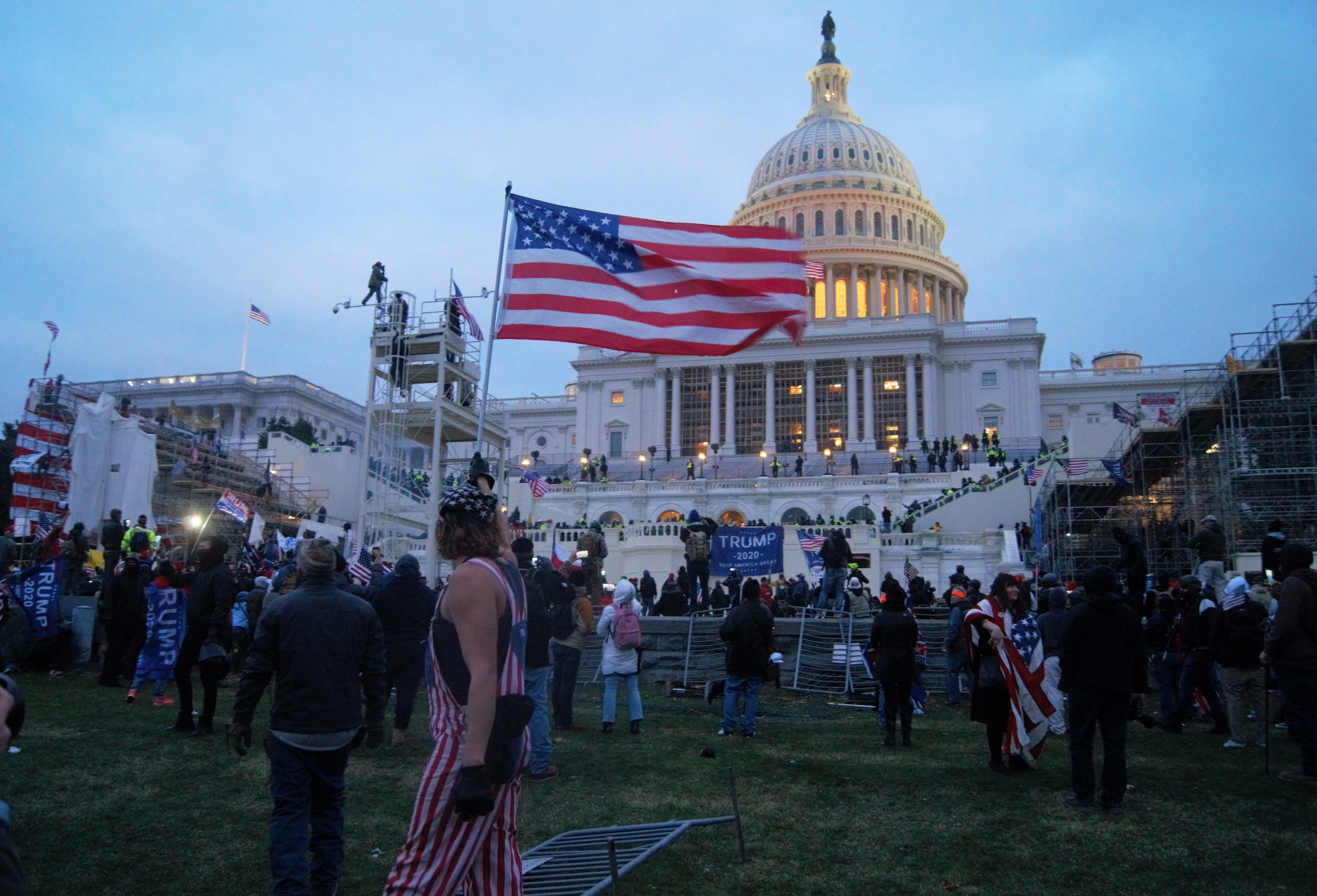
Trump-Unterstützer vor dem Kapitol nach 16 Uhr

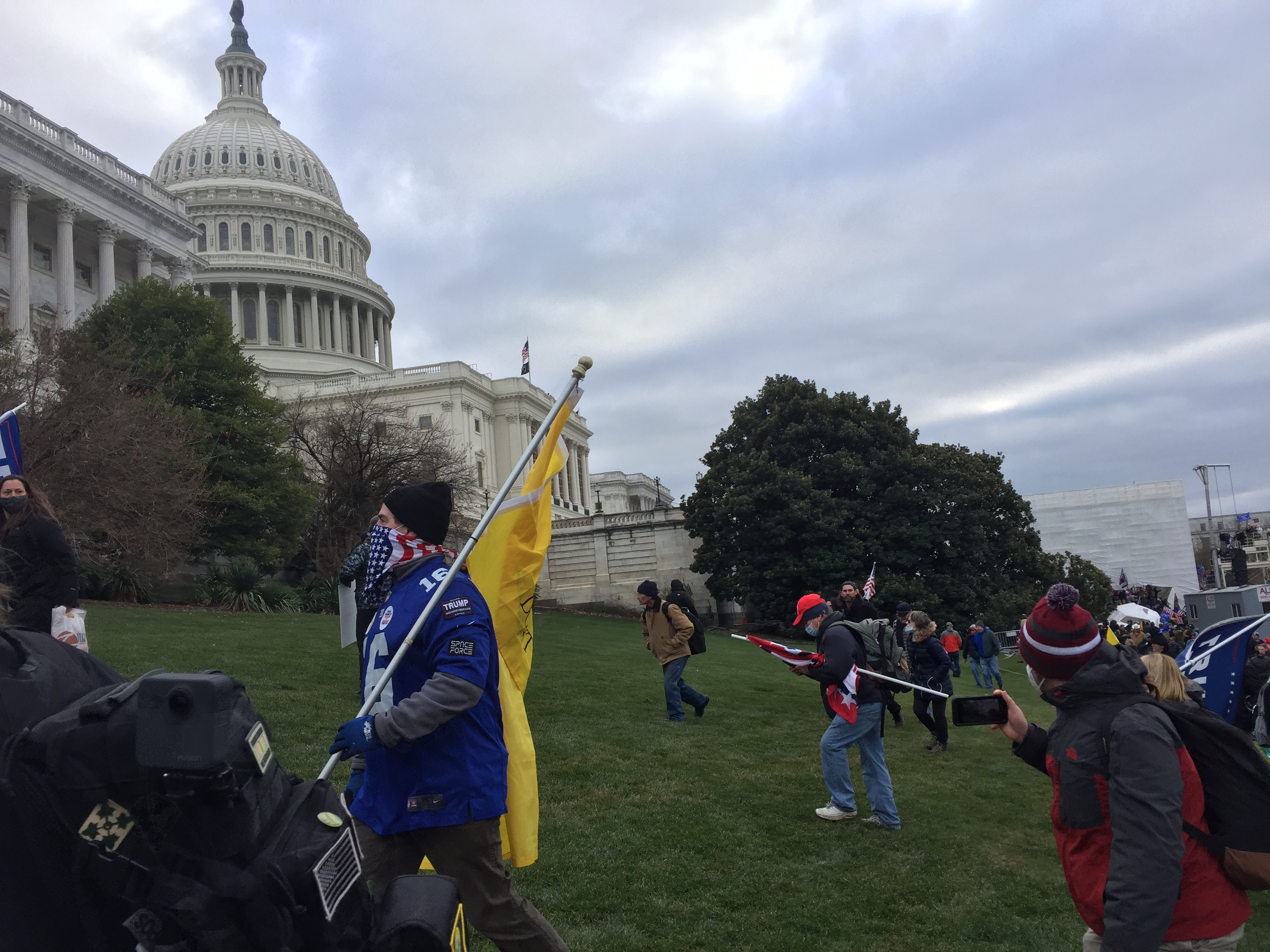
Nach Überwindung der ersten Absperrungen stehen die Demonstranten um 13:55 Uhr direkt vor dem Parlamentsgebäude

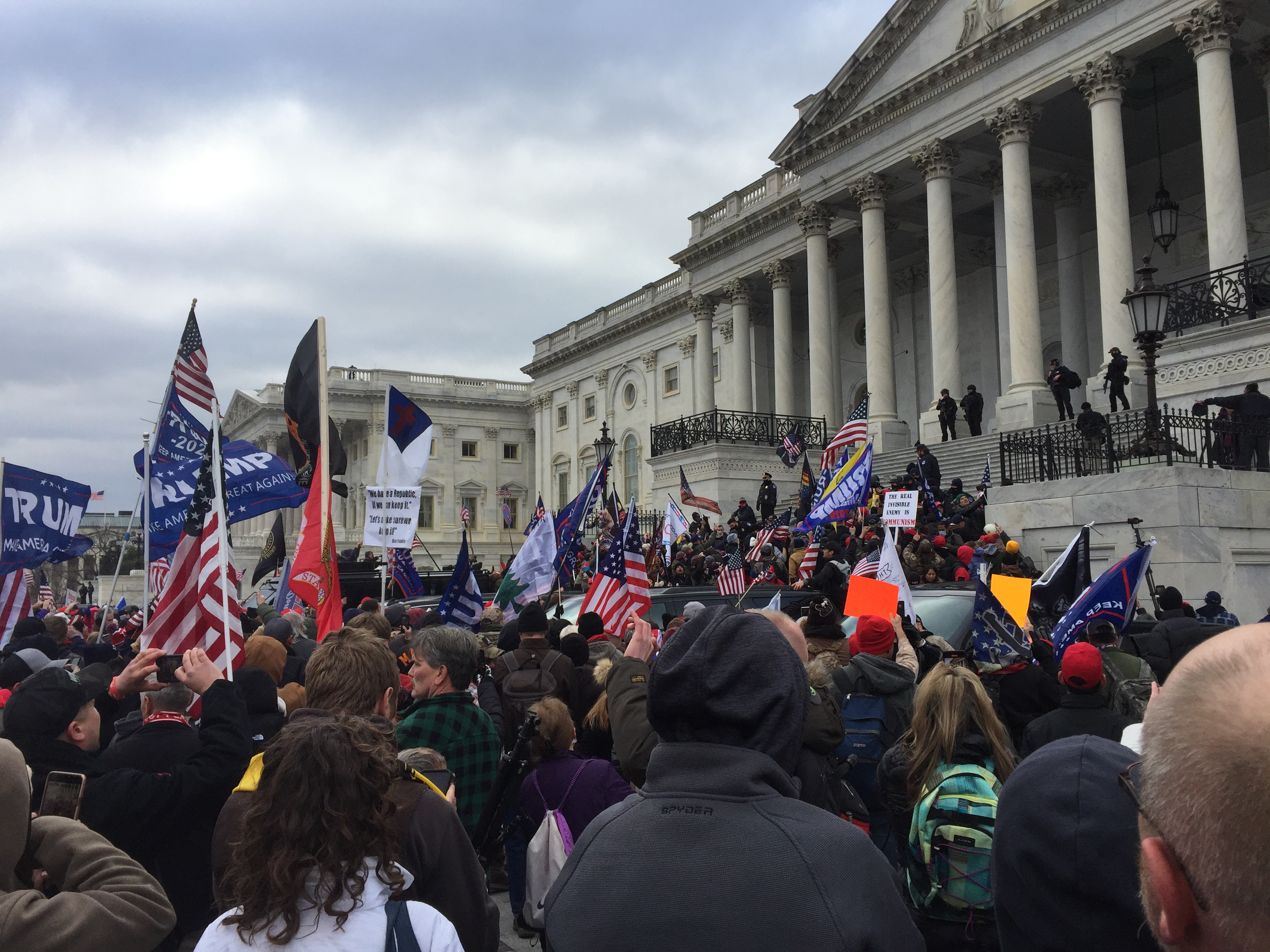
Angriff auf einer anderen Gebäudeseite um 14:02 Uhr

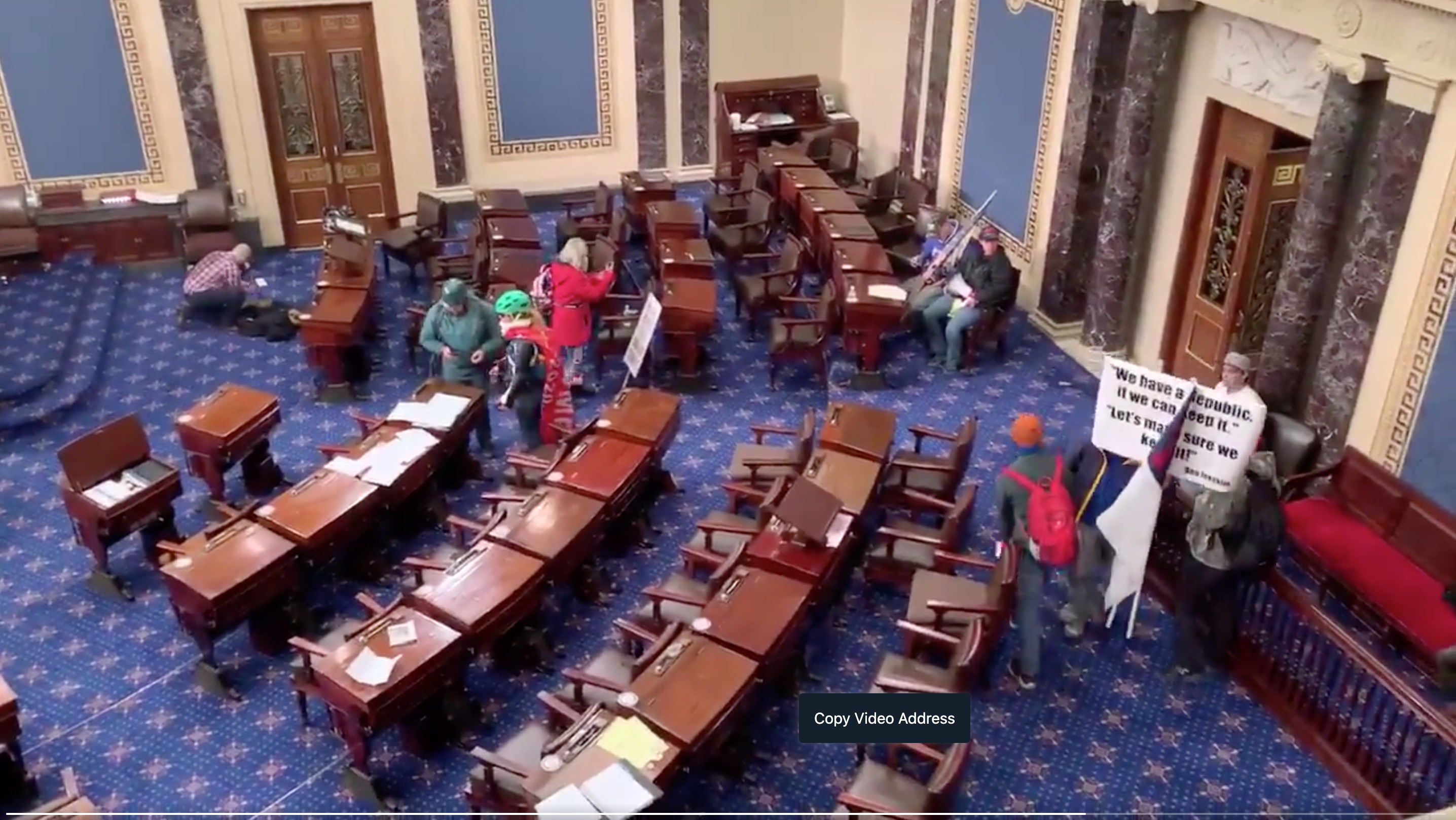
Randalierer im US-Kongress

Der Sturm auf das Kapitol in Washington, D.C. am 6. Januar 2021 war ein Angriff von Anhängern des damals abgewählten, aber noch amtierenden US-Präsidenten Donald Trump auf den Kongress der Vereinigten Staaten. Der in der US-Geschichte einzigartige Vorgang wird von Strafverfolgungsbehörden wie dem FBI als inländischer Terrorismus und von vielen politischen Beobachtern als Teil eines versuchten Staatsstreichs Trumps gewertet.
Das Ziel der Angreifer war es, den Senat und das Repräsentantenhaus an der förmlichen Bestätigung des Sieges von Joe Biden bei der Präsidentschaftswahl 2020 zu hindern und dem Republikaner Trump damit verfassungswidrig zur Fortsetzung seiner ersten Präsidentschaft zu verhelfen. Nach einer aufstachelnden Rede Trumps drangen schätzungsweise zwischen 800 und 1200 Aufrührer ins Kapitol ein und unterbrachen für mehrere Stunden die von Vizepräsident Mike Pence geleitete, gemeinsame Sitzung beider Parlamentskammern. Als unmittelbare Folge der Ereignisse kamen fünf Menschen ums Leben. Zahlreiche Personen wurden verletzt, darunter 140 Polizisten.
Den Gewaltakten war am späten Vormittag des 6. Januar eine Protestversammlung in der Nähe des Weißen Hauses vorausgegangen. Trump, der zum so genannten Save America March nach Washington gerufen hatte, behauptete in seiner Ansprache vor zehntausenden seiner Anhänger wahrheitswidrig, seine Niederlage sei auf einen groß angelegten Wahlbetrug der Demokratischen Partei zurückzuführen. Das Votum des Electoral College, das die eigentliche Wahl des Präsidenten vornimmt, sei daher falsch und müsse zurückgewiesen werden.
Um den Vizepräsidenten und den Kongress zu diesem verfassungswidrigen Schritt zu veranlassen, forderte er seine Unterstützer schließlich auf, mit ihm zum Kapitol zu ziehen. Daraufhin stürmten kurz nach 14 Uhr zahlreiche gewalttätige Demonstranten das Parlamentsgebäude. Die Abgeordneten und der Vizepräsident wurden in Sicherheit gebracht oder verbarrikadierten sich in Büros. Einige Randalierer verschafften sich Zugang zum Sitzungssaal des Senats und zu Abgeordnetenbüros. Sie attackierten Polizisten, richteten Zerstörungen an und begingen Diebstähle.
Die U.S. Capitol Police und die Bürgermeisterin von Washington, D.C. Muriel Bowser forderten beim US-Verteidigungsministerium Unterstützung durch die Nationalgarde an. Deren Einsatz wurde schließlich von Vizepräsident Pence genehmigt, nachdem Trump den entsprechenden Befehl verweigert hatte. Die Ordnungskräfte nahmen etwa 50 Randalierer noch vor Ort fest und erklärten den Gebäudekomplex gegen 17:40 Uhr als wieder gesichert. Bürgermeisterin Bowser verhängte für die Nacht eine Ausgangssperre über die Hauptstadt. Der Kongress setzte am Abend seine Sitzung fort und bestätigte am frühen Morgen des 7. Januar Bidens Wahlsieg.
In den Monaten nach dem Angriff wurden Hunderte daran beteiligter Trump-Anhänger angeklagt und zum Teil zu mehrjährigen Haftstrafen verurteilt. Gegen Trump selbst wurde bereits am 13. Januar 2021 ein zweites Amtsenthebungsverfahren eröffnet, das aber einen Monat später formal mit einem Freispruch endete. Statt der nötigen Zweidrittelmehrheit hatten nur 57 von 100 Senatoren Trump der Anstiftung zum Aufruhr für schuldig befunden.
Auch ein Untersuchungsausschuss des Repräsentantenhauses kam im Dezember 2022 zu dem Schluss, dass die Gewaltakte von Trump selbst initiiert worden seien, um die friedliche Machtübergabe an Joe Biden zu verhindern.
Am 1. August 2023 entschied eine Grand Jury, Trump wegen Wahlmanipulation und Verschwörung zum Betrug an den Vereinigten Staaten vor Gericht zu stellen. Aufgrund von Entscheidungen des republikanisch dominierten Obersten Gerichtshofs der USA hätte der Prozess jedoch erst nach der erneuten Präsidentschaftswahl beginnen können. Nach Trumps Wiederwahl am 5. November 2024 veranlasste der gegen ihn ermittelnde Sonderankläger Jack Smith schließlich die Einstellung des Verfahrens, da es nicht üblich ist, amtierende US-Präsidenten strafrechtlich zu verfolgen. Zugleich beschloss das US-Justizministerium, Teile der Ermittlungsergebnisse zu veröffentlichen. Smith kam in seinem Bericht zu dem Schluss, dass die vorliegenden Beweise für eine Verurteilung Trumps ausreichten.

## Vorgeschichte
Donald Trump hatte bereits im Verlauf des Präsidentschaftswahlkampfs 2016 behauptet, seine damalige Gegenkandidatin Hillary Clinton habe Millionen illegal abgegebener Wahlstimmen erhalten. Eine von seiner eigenen Regierung einberufene Kommission zur Prüfung des Wahlergebnisses fand dafür jedoch keinerlei Belege.
Vor der Wahl 2020 erhob Trump ähnliche Vorwürfe gegen seinen Konkurrenten Joe Biden und die Demokratische Partei: Diese planten angeblich einen massiven Wahlbetrug durch die Manipulation von Briefwahlstimmen, und nur auf diese Weise sei ihm, Trump, der Wahlsieg überhaupt noch zu nehmen.
Im April des Wahljahres 2020 rief Trump seine Anhänger via Twitter dazu auf, mehrere Bundesstaaten zu „befreien“, deren demokratische Gouverneure sich seiner Aufforderung widersetzten, die Maßnahmen zum Schutz gegen die Corona-Pandemie zu lockern. Daraufhin kam es in Lansing, der Hauptstadt von Michigan, zu ähnlichen Szenen wie später in Washington DC: Bewaffnete rechtsextreme Milizen besetzten zeitweilig das Michigan State Capitol. Anfang Oktober verhaftete das FBI mehrere Personen, die einen Plan zur Entführung Gretchen Whitmers, der Gouverneurin des Staates, verfolgt haben sollen. Als Trump während des Wahlkampfs im Fernsehduell mit Joe Biden nach seiner Haltung zu gewaltbereiten Rechtsextremisten wie den Proud Boys gefragt wurde, sagte er, an diese Gruppierung gerichtet, “Stand back and stand by” (deutsch: „Haltet euch zurück und haltet euch bereit“). Gouverneurin Whitmer und andere sahen darin eine Ermutigung solcher Gruppen.
Ende September 2020, sechs Wochen vor der Präsidentschaftswahl, lehnte es Trump bei einer Pressekonferenz im Weißen Haus ab, für den Fall seiner Niederlage eine friedliche Machtübergabe zuzusichern, wie es sie seit Bestehen der USA immer gegeben hat.

### Nichtanerkennung des Wahlergebnisses durch Trump

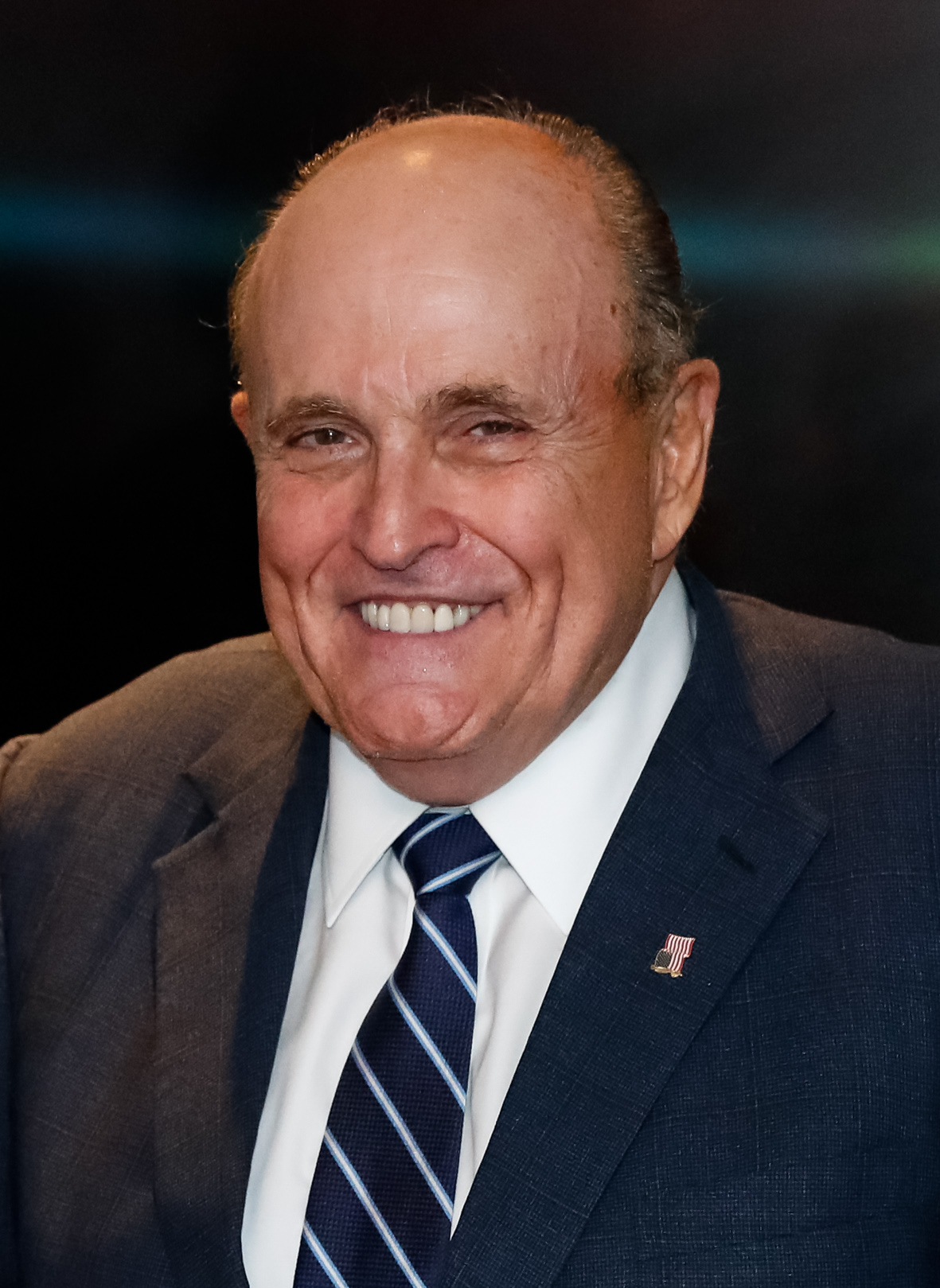
Trumps Anwalt Rudolph Giuliani war wesentlich an der Verbreitung der Big Lie von der angeblich „gestohlenen Wahl“ beteiligt

Nach der Wahl am 3. November 2020 weigerte sich Trump kategorisch, den Sieg Joe Bidens anzuerkennen. Bis zum Sturm auf das Kapitol verfassten er und seine Berater rund zweihundert Posts in Sozialen Netzwerken, in denen sie ihren Gegnern „Wahlbetrug“ vorwarfen, ohne belastbare Beweise dafür anzubringen. Laut The Wall Street Journal wurden diese Posts 3,5 Millionen Mal retweetet und neun Millionen Mal mit „Likes“ markiert. Auch Sender wie One America News Network, Newsmax und der Fox News Channel verbreiteten diese Verschwörungsphantasien, ebenso republikanische Politiker wie Jim Jordan und Newt Gingrich. Der weitaus größte Teil der Trump-Anhänger schenkte deren Behauptungen Glauben. Schon am 14. November 2020 bestritten Tausende von ihnen beim sogenannten Million MAGA March die offiziellen Wahlergebnisse, und am 12. Dezember 2020 demonstrierten sie bei verschiedenen Pro-Trump-Kundgebungen Seite an Seite mit Rechtsextremisten.
Ein Team unter der Führung von Trumps langjährigem Rechtsanwalt Rudy Giuliani focht die Ergebnisse in den besonders hart umkämpften Swing States Arizona, Georgia, Michigan, Nevada, Pennsylvania und Wisconsin an. Darüber hinaus gingen weitere Verbündete Trumps gegen die Wahlergebnisse vor, so dass schließlich über 60 Klagen zusammenkamen.
Anders als Trump selbst – und infolgedessen auch ein Teil der Öffentlichkeit – behaupteten die Anwälte nicht, dass es einen konkreten, massiven Wahlbetrug gegeben habe. Vielmehr beschuldigten sie Gouverneure, Innenminister und Gerichte in den Swing States, die Regeln zur Stimmabgabe unrechtmäßig geändert und damit Artikel II der Verfassung verletzt zu haben. Dieser schreibt vor, dass nur die Staatsparlamente bestimmen dürfen, wie die Wahlmänner ernannt werden. Einige Kläger legten statistische Analysen vor, die zeigen sollten, dass ein Sieg Bidens quasi unmöglich gewesen sei oder dass eine große Zahl nicht wahlberechtigter Menschen an der Abstimmung teilgenommen hätten. Diese Analysen wurden von Statistikern kritisiert: Sie seien unwissenschaftlich und die darauf basierenden Behauptungen leicht zu widerlegen.
Vor allem die Rechtsanwältin Sidney Powell, eine ehemalige Bundesstaatsanwältin aus Texas, von der sich selbst Trumps Anwaltsteam schließlich distanzieren musste, verbreitete Verschwörungstheorien über die Wahl. Sie behauptete, dass Wahlmaschinen der Firma Smartmatic, die in einigen Bundesstaaten eingesetzt wurden, vom ehemaligen venezolanischen Präsidenten Hugo Chávez benutzt worden seien, um Wahlen in seinem Heimatland zu fälschen. Die dafür verwandte Software habe auch bei der Präsidentenwahl das Ergebnis verfälscht. Auch das Unternehmen Dominion Voting Systems sei von diesen Problemen betroffen. Ähnlich äußerten sich Trumps Anwalt Giuliani sowie der Unternehmer und Verschwörungsideologe Mike Lindell.
Im Januar 2021 verklagte Dominion alle drei Trump-Verbündeten beim Bundesgericht in Washington wegen Verleumdung auf jeweils 1,3 Milliarden US-Dollar Schadenersatz. Giuliani habe „eine virale Desinformationskampagne“ mit „nachweislich falschen“ Anschuldigungen betrieben.
Am 11. August wies das US-Bezirksgericht in Washington, D.C. einen Antrag von Powell, Giuliani und Lindell zurück, in dem sie mit Berufung auf die Meinungsfreiheit verlangt hatten, die Klage von Dominion abzuweisen. Laut Richter Carl Nichols begründet der erste Verfassungszusatz, der das Recht auf freie Meinungsäußerung schützt, „keine generelle Immunität“. Dominion verklagte zudem den Sender Fox News, dessen Moderatoren sich die Behauptungen Trumps und Giulianis wider besseres Wissen zu eigen gemacht hatten. Im Rahmen eines Vergleichs musste sich Fox im April 2023 bereiterklären, Dominion Schadenersatz in Höhe von 787 Millionen Dollar zu leisten.
Viele der angeblichen Experten und Zeugen, die die Trump-Kampagne und ihre Unterstützer aufgeboten hatten, wurden vor den Gerichten als unqualifiziert oder unglaubwürdig abgelehnt. Sämtliche Anschuldigungen von Wahlbetrug erwiesen sich als unhaltbar. Bis zum 6. Januar 2021 hatten die Gerichte, darunter auch der Oberste Gerichtshof, 61 von 62 eingereichten Klagen abgewiesen, die meisten davon aus prozessualen Gründen, wie fehlender Klagebefugnis. Letzteres bezeichneten Trump und seine Unterstützer als „feige“.
Die Richter weigerten sich angeblich, die Klagen auch nur anzuhören. Auch das entsprach nicht den Tatsachen: Trumps Unterstützer scheiterten deutlich auch in jenen Fällen, in denen ihre Klagen zugelassen worden waren. Trumps eigener Justizminister, William Barr, erklärte am 1. Dezember, sein Ministerium habe bei einer Untersuchung keine Beweise für einen groß angelegten Wahlbetrug gefunden.
Umgekehrt gibt es Belege dafür, dass Trump die Wahlergebnisse zu seinen Gunsten manipulieren wollte. Laut den Aufzeichnungen eines Telefonats vom 27. Dezember 2020 sagte er zu Jeffrey Rosen, dem kommissarischen Justizminister: „Sagen Sie einfach, die Wahl war korrupt, und überlassen Sie den Rest mir und den republikanischen Abgeordneten.“ Am 2. Januar telefonierten der Präsident und seine Berater etwa eine Stunde lang mit dem Innenminister von Georgia, Brad Raffensperger, einem Republikaner. Sie drängten ihn mehrere Male dazu, den für Trump nachteiligen Wahlausgang in dem Bundesstaat nachträglich zu seinen Gunsten zu ändern. Wörtlich sagte Trump: „Alles, was ich will, ist dies: Ich möchte nur 11.780 Stimmen finden, was eine mehr ist, als wir haben, weil wir den Staat gewonnen haben.“ Raffensperger weigerte sich, dem nachzukommen, und machte das Telefonat öffentlich.

### Pläne, die Bestätigung des Ergebnisses zu verhindern
Am 14. Dezember 2020 trafen sich die Wahlleute in den Hauptstädten ihrer jeweiligen Bundesstaaten, um ihre Stimmen für Präsident und Vizepräsident abzugeben. Wie erwartet, erhielten Joe Biden und Kamala Harris jeweils 306 und Donald Trump und Mike Pence jeweils 232 Stimmen. Die Zertifikate der Stimmen wurden daraufhin an den Kongress übermittelt. Auch republikanische Politiker gratulierten Joe Biden nun zu seinem Sieg, darunter Mitch McConnell, der Mehrheitsführer im Senat. Trump dagegen weigerte sich weiterhin, seine Niederlage einzugestehen, und kündigte an, gegen das Ergebnis zu kämpfen.

#### „Alternative“ Elektoren und Einsprüche gegen die Wahlergebnisse

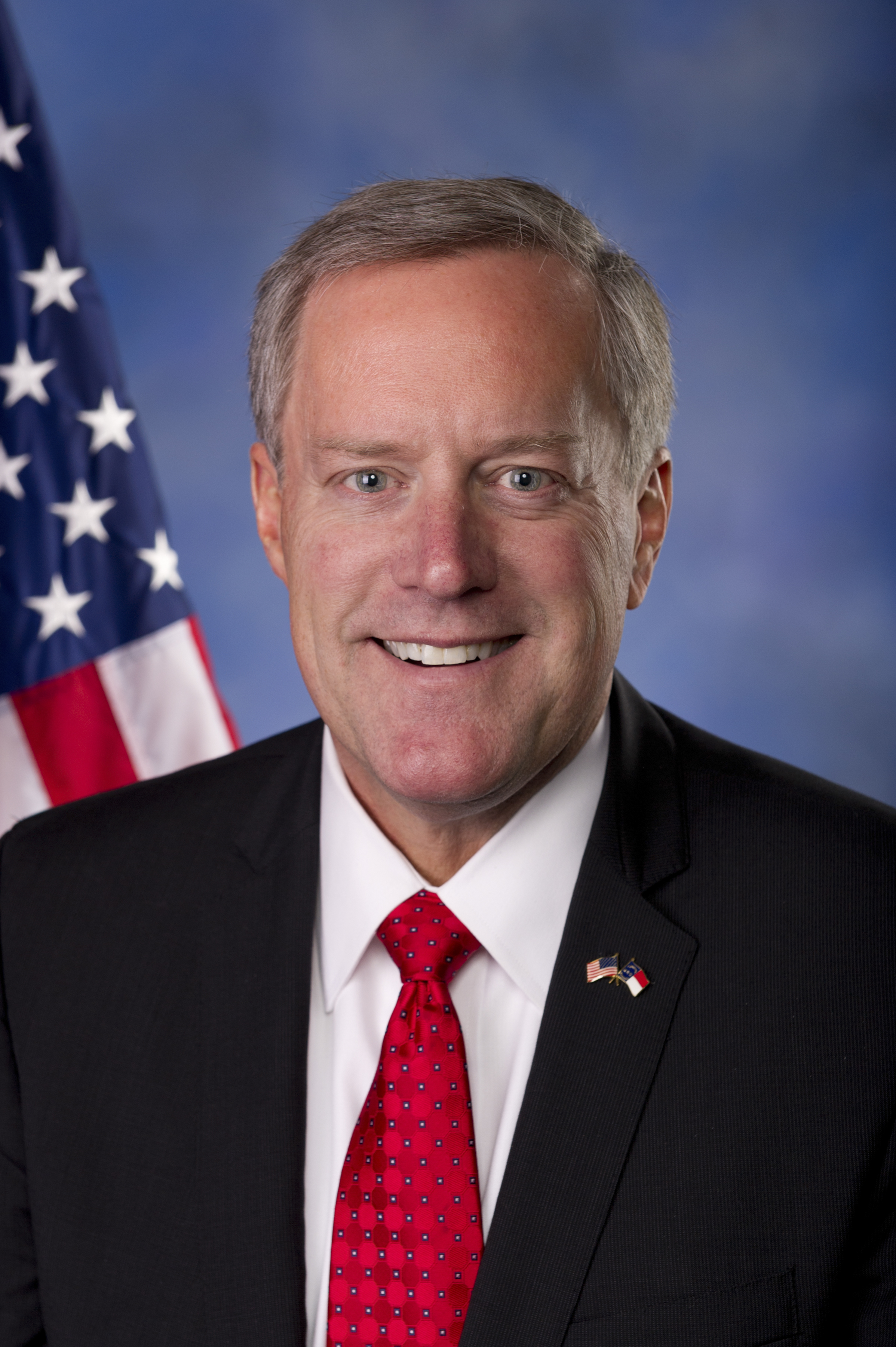
Trumps Stabschef Mark Meadows schlug vor, in republikanisch regierten Staaten alternative Elektoren anstelle der tatsächlich gewählten zu bestimmen.

Bereits am 1. November hatten Trumps Stabschef Mark Meadows und sein ehemaliger Energieminister Rick Perry in einem gemeinsamen Papier eine „aggressive Strategie“ vorgeschlagen: In Staaten wie Pennsylvania, Wisconsin, Michigan, North Carolina, in denen die Republikaner die Mehrheit in den Parlamenten stellten, sollten deren Abgeordnete die Wahlergebnisse für strittig erklären und eine alternative Gruppe von Wahlleuten bestimmen, die Trump wählen sollten. Damit hätte die letztgültige Entscheidung über den Wahlausgang dann beim Obersten Gerichtshof der USA gelegen. Diese Strategie scheiterte an der Weigerung der Staatsparlamente und schließlich am 3. Januar 2021 am Widerstand des US-Justizministeriums (s. u. Fünftes Hearing). Seine letzte Chance sah Trump danach in der für den 6. Januar angesetzten gemeinsamen Sitzung des Kongresses, bei der laut Verfassung die Wahlmännerstimmen ausgezählt und zertifiziert werden.
Auch große Teile der Republikanischen Partei befürworteten den Plan, bei dieser Sitzung Einspruch gegen die Wahlleutestimmen aus den Swing States einzulegen. Der Electoral Count Act, der die Stimmauszählung regelt, ermöglicht dies. Das Gesetz, das als Reaktion auf die heftig umstrittene Präsidentschaftswahl von 1876 verabschiedet worden war, sieht vor, dass jedes Mitglied des Kongresses Einspruch gegen die Stimmen eines Bundesstaates einlegen kann. Wird dieser Einspruch sowohl von einem Senator als auch von einem Abgeordneten des Repräsentantenhauses unterstützt, debattieren ihn beide Kammern bis zu zwei Stunden und stimmen dann über den Einspruch ab. Stimmen sowohl der Senat als auch das Repräsentantenhaus einem Einspruch zu, werden die betreffenden Stimmen nicht gezählt.
Die Idee, diese Möglichkeit zu nutzen, wurde erstmals vom Abgeordneten Mo Brooks aus Alabama vorgeschlagen. Brooks suchte Unterstützung im Senat, dessen republikanische Führung sich jedoch kritisch gegenüber seinem Vorstoß zeigte. Senator John Cornyn bezeichnete den Plan als „aussichtslos“. Auch Mehrheitsführer Mitch McConnell versuchte, eine Abstimmung abzuwenden. Dennoch galten verschiedene Senatoren, vor allem der neu gewählte Tommy Tuberville aus Alabama, als mögliche Unterstützer.
Am 30. Dezember erklärte sich Josh Hawley aus Missouri bereit, den Einspruch zu unterstützen, so dass es eine Debatte geben würde. Infolge von Hawleys Erklärung unterstützten immer mehr Republikaner das Vorhaben, größtenteils Abgeordnete des Repräsentantenhauses. Am 2. Januar kündigten elf republikanische Senatoren, darunter Ted Cruz, an, die Zertifizierung der Stimmen zu verweigern, sofern nicht eine Kommission zur Untersuchung der Wahl gebildet würde, ähnlich wie es 1876 geschehen war. Sowohl Republikaner als auch Demokraten bezeichneten diesen Vorschlag als unrealistisch. Präsident Trump hingegen befürwortete das Vorgehen und rief die Republikanische Partei dazu auf, das Gleiche zu tun. Denjenigen Republikanern, die sich weigerten, drohte er damit, in ihren nächsten Vorwahlen ihre innerparteilichen Gegenkandidaten zu unterstützen und so ihre politische Karriere zu beenden.

#### Versuchte Einflussnahme auf Vizepräsident Pence

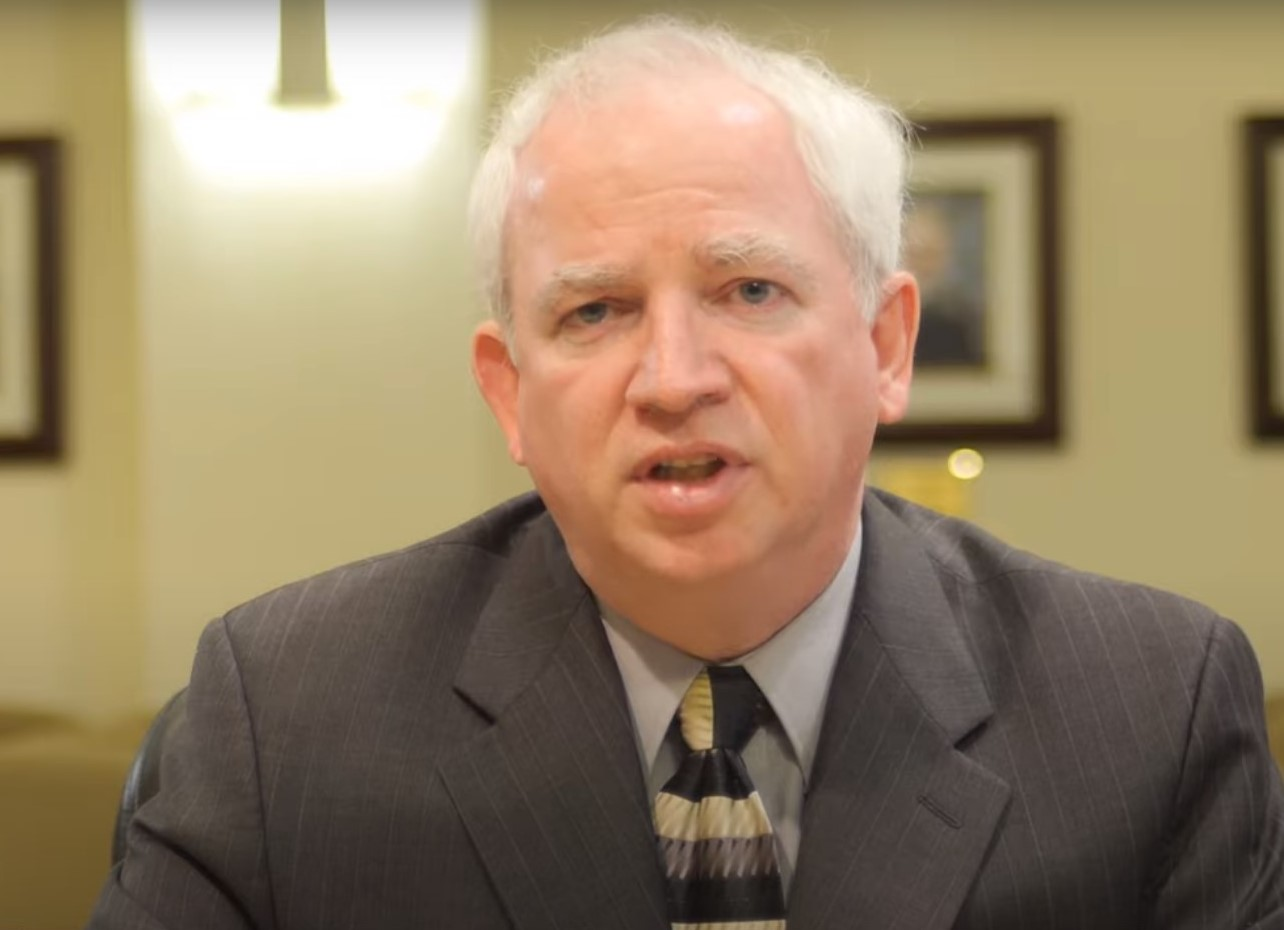
Trumps Rechtsberater John Eastman schlug vor, Vizepräsident Pence solle die Wahl Bidens für ungültig erklären.

Nach Recherchen der Reporter Bob Woodward und Robert Costa verfolgte Trump darüber hinaus einen zweiten Plan, zu seinen Gunsten Einfluss auf den Kongress zu nehmen. Dabei habe er sich auf einen seiner Rechtsberater, den konservativen Juraprofessor John Eastman, gestützt, der schon den Plan, alternative Elektoren abstimmen zu lassen, befürwortet hatte. In einem Memorandum beschrieb Eastman, wie Vizepräsident Mike Pence, der als Präsident des Senats die entscheidende Kongresssitzung leiten würde, den Wahlsieg Bidens für ungültig erklären könnte. Er sollte die Wahlleutestimmen aus fünf Staaten mit demokratischer Mehrheit für ungültig und anschließend Trump zum Wahlsieger erklären. Laut Woodward und Costa wies Trump den Vizepräsidenten noch am Vorabend des 6. Januar auf seine bereits in großer Zahl in Washington eintreffenden, lautstarken Anhänger hin: „Wenn diese Leute sagen, sie hätten die Macht, würden Sie dann nicht gern den Sieg Bidens annullieren?“
Er bedrängte Pence vor der formellen Auszählung der Wahlmännerstimmen mehrfach, die Voten aus den umkämpften Swing States nicht zuzulassen. Pence lehnte, nachdem er laut Woodward und Costa einschlägig von seinem ebenfalls aus Indiana stammenden Amtsvorgänger Dan Quayle beraten worden war, das Ansinnen des Präsidenten jedoch mit dem Verweis auf seinen Amtseid ab. Dieser hindere ihn daran, „einseitig die Autorität zu beanspruchen, darüber zu befinden, welche Wählerstimmen gezählt werden sollen und welche nicht.“ Seine Weigerung machte nun auch Pence, der den Präsidenten bis dahin vorbehaltlos unterstützt hatte, zum Ziel von Trumps verbalen Attacken und des Zorns seiner Anhänger.
Im März 2022 wurde John Eastman von dem kalifornischen Bundesrichter David Carter angewiesen, seine Papiere dem Untersuchungsausschuss des Kongresses zur Verfügung zu stellen. In seinem Urteil kam Carter zu dem Schluss, dass Trump und sein Berater sich mit ihrem Vorgehen wahrscheinlich strafrechtlich schuldig gemacht haben: „Präsident Trump und Dr. Eastman rechtfertigten den Plan mit dem Vorwurf des Wahlbetrugs – aber Präsident Trump wusste wahrscheinlich, dass diese Rechtfertigung unbegründet und daher der gesamte Plan rechtswidrig war (…) Die Unrechtmäßigkeit des Plans war offensichtlich.“ Trump, so Carter, habe wissentlich versucht, das grundlegende Prinzip einer demokratischen Wahl zu untergraben. Er und Eastman hätten mutmaßlich geplant, die Kongresssitzung vom 6. Januar zu behindern. Carters Beurteilung dieses Vorgehens machte sich später auch der Untersuchungsausschuss des Kongresses zu eigen „Ihre Kampagne war nicht auf den Elfenbeinturm beschränkt – es war ein Putsch auf der Suche nach einer Rechtstheorie.“

### Mobilisierung von Trump-Anhängern
Vor dem 6. Januar 2021 hatten konservative und rechtsextreme Aktivisten und Kommentatoren die Möglichkeit diskutiert, dass die Anhänger Trumps dessen Machterhalt auch mit Gewalt sichern könnten. Der Verschwörungstheoretiker Alex Jones stellte bei einem Million MAGA March Ende 2020 in Washington, D.C. eine „zweite amerikanische Revolution“ in Aussicht, um Trump zur zweiten Amtszeit zu verhelfen: „Keine Sorge, Mr. Präsident. Die Kavallerie ist auf dem Weg.“ Unabhängig von Trump planten einige seiner Anhänger unter dem Slogan „Save America“ für den 6. Januar eine eigene Demonstration in Washington.
Der rechtsextreme Aktivist Ali Alexander verkündete in den sozialen Medien, am Tag der Wahlbestätigung werde es in Washington zu Gewalt kommen. Einige seiner Tweets deuten darauf hin, dass er bereits im Dezember 2020 an Plänen für den Angriff aufs Kapitol beteiligt war. Später ermutigte er Aktivisten, Zelte und Schlafsäcke für eine Belagerung nach Washington mitzubringen. „If D.C. escalates so do we“, forderte Alexander seine Anhänger vor ihrem Treffen in der Hauptstadt via Parler auf. Nach eigener Aussage in einem später gelöschten Video hat er den Angriff auf das Kapitol gemeinsam mit drei republikanischen Kongressabgeordneten vorbereitet. Andy Biggs, Mo Brooks und Paul Gosar hätten ihm geholfen, den Protest zu organisieren, der schließlich zur Erstürmung des Parlamentsgebäudes führte.
Zahlreiche Fernsehprediger riefen im direkten Vorfeld zu Gewalt gegen die linke, politische Opposition auf. Zu diesen Predigern zählten unter anderem Joshua Feuerstein, Ken Peters, Greg Locke und Lance Wallnau
Am 5. Januar 2021 gab es im Trump-Hotel in Washington ein Treffen von etwa 15 hochrangigen Personen, die besprachen, wie man am nächsten Tag vorgehen wolle. Darunter waren auch die Söhne Donald Trump Jr. und Eric Trump sowie unter anderem Kimberly Guilfoyle (Freundin von Donald Jr.), Michael Flynn (ehemaliger Sicherheitsberater), Peter Navarro (ehemaliger Handelsbeauftragter), Corey Lewandowski (ehemaliger Kampagnenmanager), Adam Piper (Direktor der Republican Attorneys General Association), Tommy Tuberville (Senator aus Alabama) und Rudy Giuliani (Anwalt von Donald Trump) sowie weitere Senatoren. Es sei besprochen worden, dass der 6. Januar „ein großer Tag“ werde und „viele große Dinge“ passieren würden. Vor allem sei besprochen worden, wie man am besten Druck auf Kongressabgeordnete ausüben könne, um die Zertifizierung des Wahlergebnisses zu verhindern.

## Ereignisse am 6. Januar

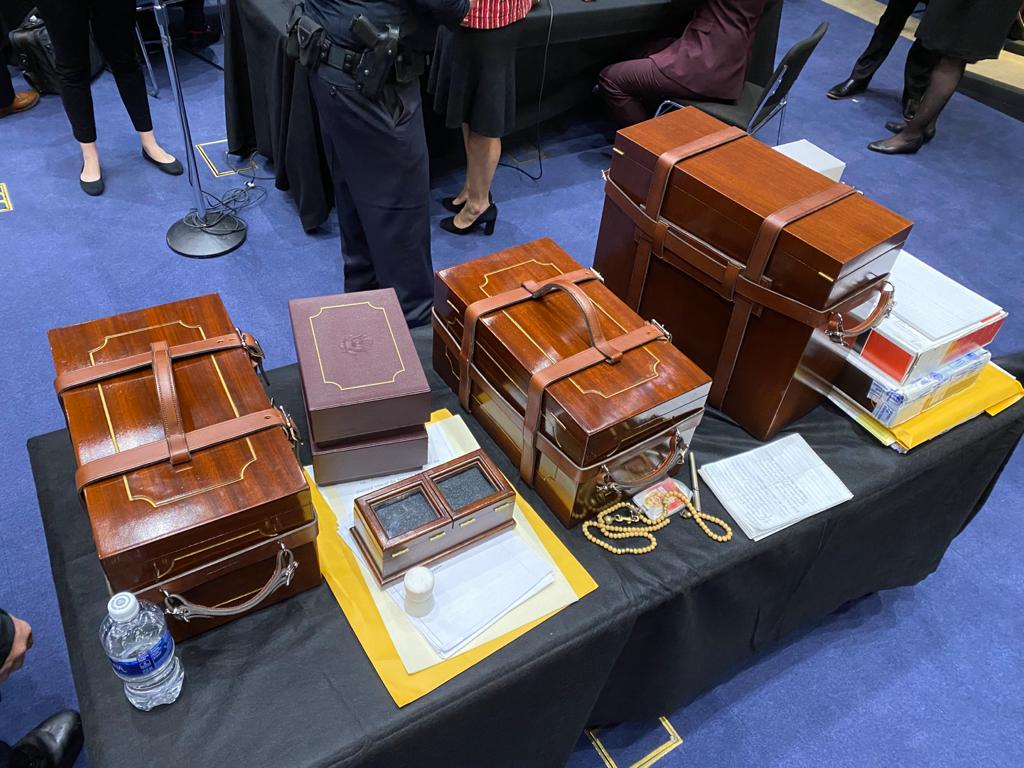
Behälter mit den Wahlunterlagen im Kongress

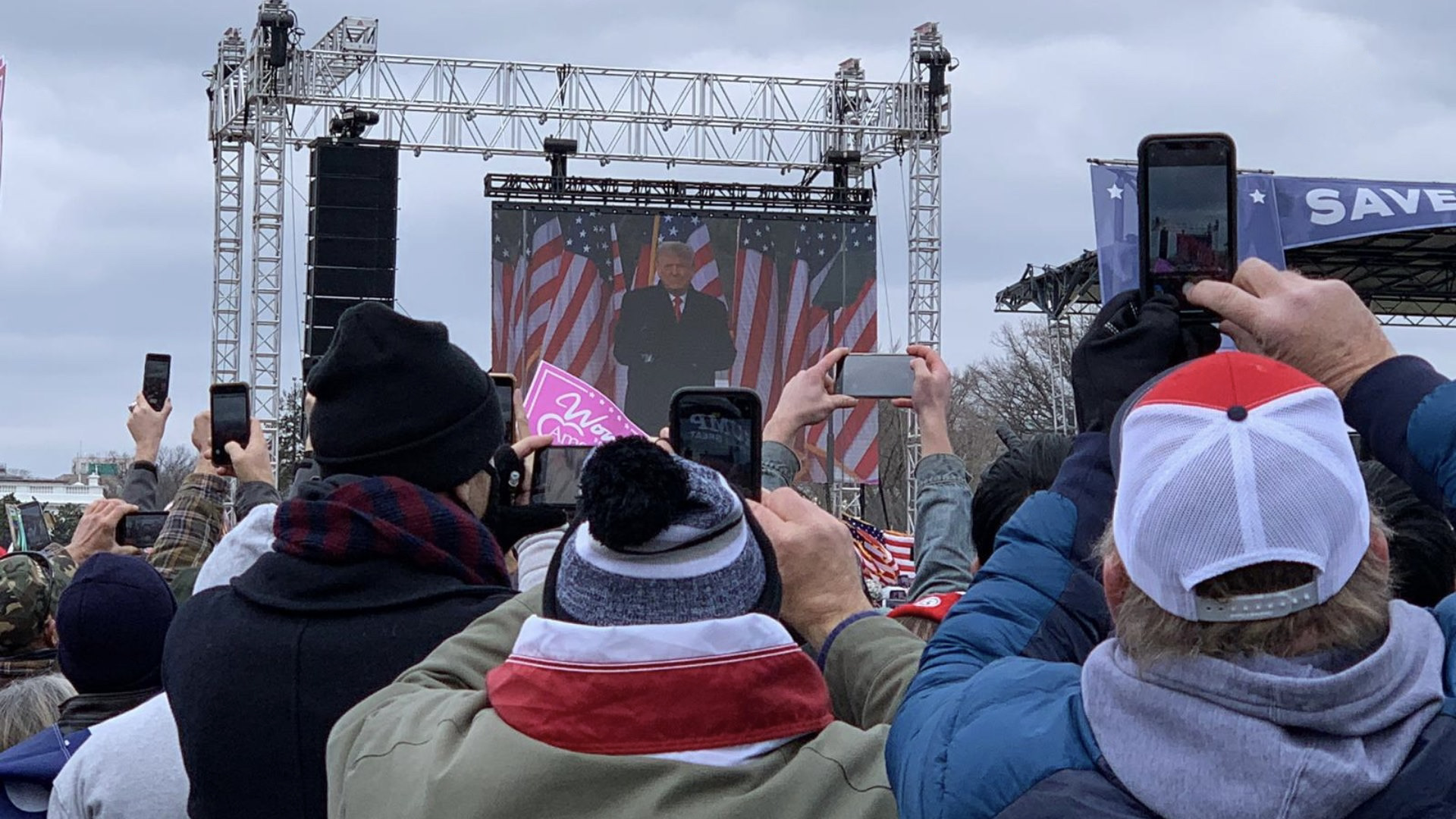
Trump bei seiner Rede auf der Kundgebung

Am 6. Januar sollte der Kongress durch Auszählung der Stimmen des Electoral College den Wahlsieg des gewählten Präsidenten der Vereinigten Staaten Joe Biden bestätigen. Unter regulären Umständen wäre dies ein rein formaler, feierlicher Akt gewesen. Doch Trump hatte den 6. Januar 2021 zum „Tag der Entscheidung“ erklärt. Am 19. Dezember 2020 hatte er seine Anhänger via Twitter aufgefordert: “Be there, will be wild!” (deutsch: „Seid dort, es wird wild!“), eine Formulierung, die er bei seiner Ansprache am Tag der Ausschreitungen wiederholte.

### Demonstration und Rede Trumps
Cassidy Hutchinson, eine Mitarbeiterin von Trumps Stabschef Mark Meadows, sagte im Juni 2022 vor dem Untersuchungsausschuss des Kongresses aus, Präsident Trump sei am Morgen des 6. Januar wütend gewesen, weil sich der für seine Kundgebung vorgesehene Park nur langsam mit Menschen füllte. Der Grund dafür war, dass viele seiner Anhänger bewaffnet waren und sich weigerten, die Metalldetektoren zu passieren, die bei Veranstaltungen mit US-Präsidenten obligatorisch zum Einsatz kommen. Trump habe die Sicherheitsverantwortlichen schließlich angewiesen, die Detektoren zu entfernen: „Es ist mir sch***egal, ob sie Waffen haben – sie sind nicht hier, um mich zu verletzen. Sie können von hier aus zum Kapitol marschieren.“
Laut Cassidy war Trump und seinen Beratern an diesem Morgen vollauf bewusst, dass unter den Protestlern zahlreiche Bewaffnete waren und es am Kapitol zu Gewalttätigkeiten kommen könne.
Trump sprach gegen 12 Uhr im Park The Ellipse zu den mehreren Tausend Demonstranten, darunter christliche Gruppen wie Jericho March und Mitglieder der rechtsextremen Miliz Proud Boys. Dabei wiederholte er die von ihm selbst erfundene Verschwörungstheorie über einen angeblichen Wahlbetrug der Demokraten.
Außerdem wiederholte er seine Forderung an US-Vizepräsident Mike Pence, die Stimmen aus den umkämpften Bundesstaaten zurückzuweisen. Sein damaliger Rechtsberater Rudy Giuliani ging in seiner Rede so weit, wie im Mittelalter eine Entscheidung durch einen „Gerichtskampf“ zu fordern: “So – let’s have trial by combat”. Donald Trump Jr., der älteste Sohn des Präsidenten, drohte den US-Abgeordneten mit den Worten „wir kriegen euch“. Schon in den Wochen zuvor hatte er zu einem „totalen Krieg“ um das Wahlergebnis aufgerufen.
Präsident Trump sagte weiter:

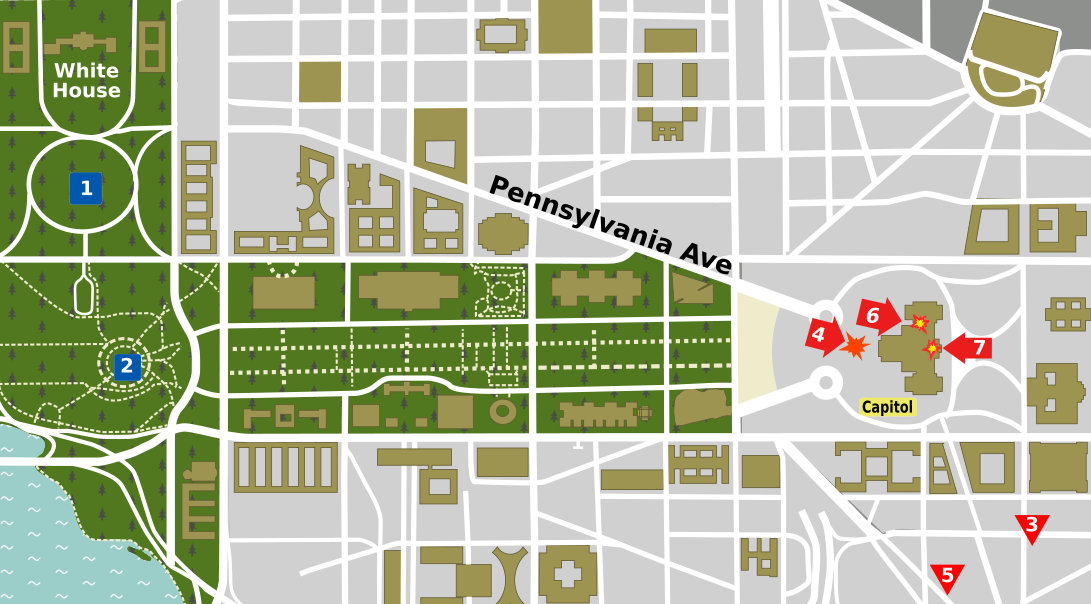
(1) 9.00 Uhr: Beginn der Versammlung im Ellipse-Park vor dem Weißen Haus.
(2) 10.00 Uhr: Proud Boys versammeln sich beim Washington Monument und marschieren ab ca. 10:30 Uhr zum Kapitol
(3) Ca. 12:40 Uhr: Bombenfund vor dem Hauptquartier der Republikaner.
(4) 12:53 Uhr: Proud Boys durchbrechen äußere Absperrung und gelangen aufs Gelände des Kapitols.
(5) 13:07 Uhr: Weiterer Bombenfund vor der Zentrale der Demokratischen Partei.
(6) 14:10 Uhr: Proud Boys dringen über die Westterrasse durch ein eingeschlagenes Fenster ins Kapitol ein.
(7) 14:39 Uhr: Oath Keepers brechen durch eine Tür in die Rotunde des Kapitols ein.

“Our country has had enough. We will not take it anymore and that’s what this is all about. To use a favorite term that all of you people really came up with, we will stop the steal. Today I will lay out just some of the evidence proving that we won this election, and we won it by a landslide. This was not a close election. I say sometimes jokingly, but there’s no joke about it, I’ve been in two elections. I won them both and the second one, I won much bigger than the first. Almost 75 million people voted for our campaign, the most of any incumbent president by far in the history of our country, 12 million more people than four years ago. […] We went to 75 million and they say we lost. We didn’t lose.”

„Unser Land hat genug. Wir werden das nicht mehr ertragen, und darum geht es hier. Um einen Lieblingsbegriff zu verwenden, der eigentlich von Euch allen kommt: Wir werden den Diebstahl stoppen. Heute werde ich nur einige der Beweise darlegen, die belegen, dass wir diese Wahl gewonnen haben, und wir haben sie erdrutschartig gewonnen. Dies war keine knappe Wahl. Ich sage manchmal scherzhaft – es ist aber kein Spaß –, dass ich an zwei Wahlen teilgenommen habe. Ich habe beide gewonnen und die zweite habe ich viel höher gewonnen als die erste. […] Fast 75 Millionen Menschen stimmten für unsere Kampagne; das ist bei weitem das höchste Ergebnis, das ein amtierender Präsident in der Geschichte unseres Landes jemals erhalten hat, zwölf Millionen Stimmen mehr als vier Jahre zuvor. […] Wir haben 75 Millionen erreicht und es heißt, wir hätten verloren. Wir haben nicht verloren.“

Er beendete seine Rede mit der Aufforderung, mit ihm zusammen zum Kapitol zu gehen:

“So we’re going to, we’re going to walk down Pennsylvania Avenue, I love Pennsylvania Avenue, and we’re going to the Capitol and we’re going to try and give… The Democrats are hopeless. They’re never voting for anything, not even one vote. But we’re going to try and give our Republicans, the weak ones, because the strong ones don’t need any of our help, we’re going to try and give them the kind of pride and boldness that they need to take back our country.”

„Also wir werden […] die Pennsylvania Avenue hinuntergehen – ich liebe die Pennsylvania Avenue – und wir werden zum Kapitol gehen und wir werden […] versuchen, unseren Republikanern – den schwachen, die starken brauchen keinerlei Hilfe von uns – wir werden versuchen, ihnen den Stolz und die Stärke zu geben, die sie brauchen, um unser Land zurückzuerobern.“

Entgegen seiner Ankündigung begleitete Trump die Protestler nach seiner Rede nicht zum Kapitol. Nach der Aussage von Cassidy Hutchinson vor dem Untersuchungsausschuss hatten Berater des Präsidenten ihm dringend davon abgeraten. Pat Cipollone, der Rechtsberater des Weißen Hauses, habe ausdrücklich gewarnt, man werde in diesem Fall „wegen jedes nur denkbaren Verbrechens angeklagt werden“. Trump habe die Warnung, sich strafbar zu machen, aber in den Wind geschlagen und sei schließlich sogar gegen seine eigenen Personenschützer handgreiflich geworden, als diese ihn statt zum Kapitol zum Weißen Haus zurückbrachten.

### Erstürmung des Parlamentsgebäudes

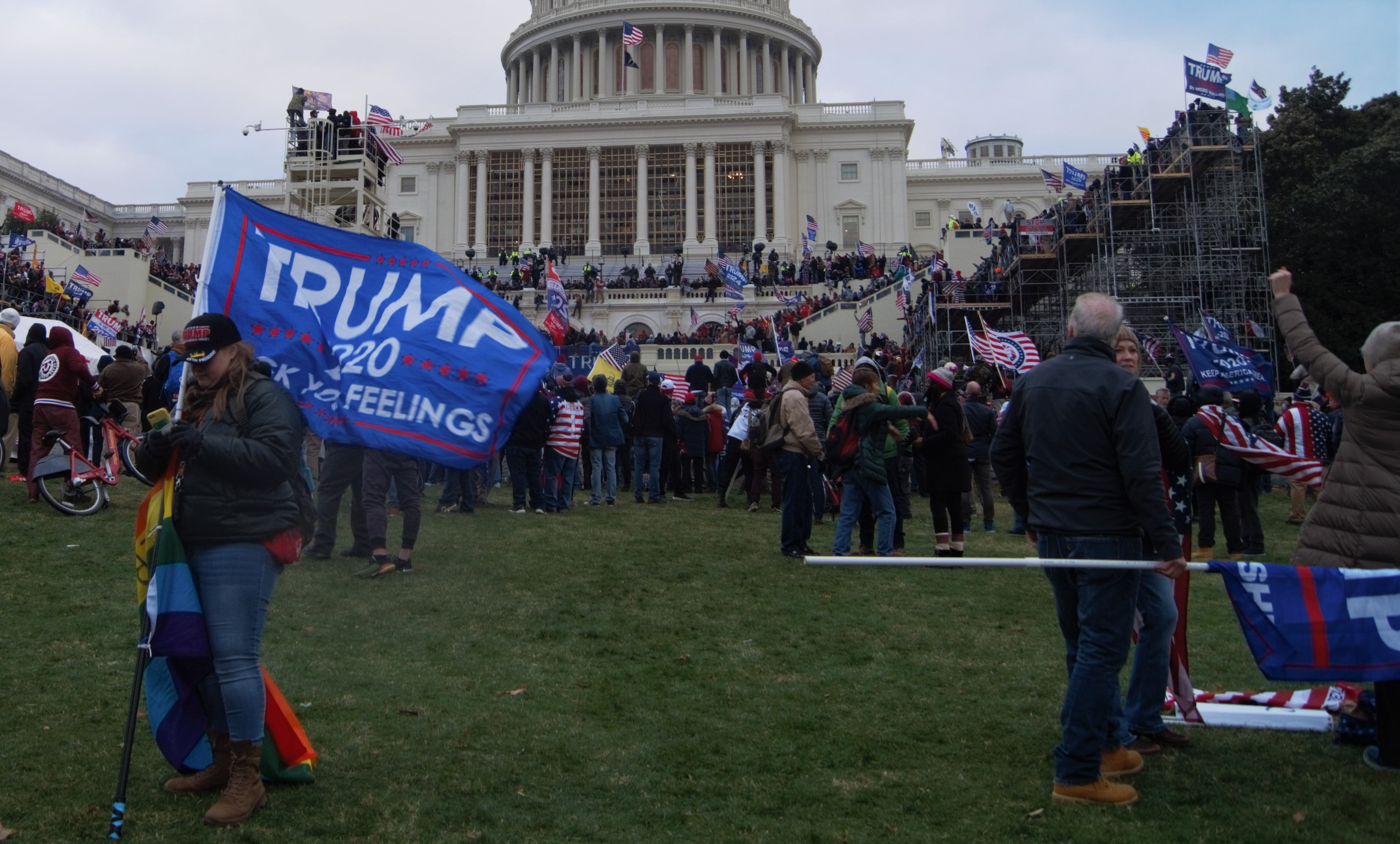
Randalierer drängen gegen 14:15 Uhr auf die Treppen des Kapitols

Trumps Aufforderung folgend, zog ein Teil der Demonstranten bereits während seiner langen Rede zum Kapitol. Dort durchbrachen sie schon etwa ab 12:30 Uhr erste Polizeisperren und strömten auf das Gelände.
Zu diesem Zeitpunkt, die Sitzung der beiden Parlamentskammern war noch im Gange, wurden unweit des Kapitols, vor den Parteizentralen von Demokraten und Republikanern, zwei Rohrbomben entdeckt. Wie Überwachungskameras später zeigten, hatte eine unbekannte Person sie dort am Vorabend platziert. So war ein Teil der Sicherheitskräfte zu Beginn der Erstürmung mit der Sicherstellung und kontrollierten Sprengung der Bomben befasst. Das FBI kam später zu dem Schluss, die Sprengsätze seien nicht Teil eines gezielten Ablenkungsmanövers gewesen. Neben den Bomben wurden auch Molotowcocktails in der Umgebung des Kapitols gefunden und sichergestellt.
Ab 14 Uhr drangen erste Angreifer in das Parlamentsgebäude selbst ein, etwa indem sie Fenster einschlugen. Darunter waren konservative, in der Mehrzahl aber rechtsextreme Trump-Anhänger aus der Alt-Right-Bewegung, die sich auf Gewalt vorbereitet hatten.
Um 14:13 Uhr wurde die laufende Sitzung unterbrochen und der Plenarsaal evakuiert. Eugene Goodman von der Kapitolspolizei (USCP) provozierte die Angreifer, um sie vom Eingang des Senatssaales wegzulocken, wo sich noch weitere Kräfte der Kapitolspolizei gemeinsam mit US-Senatoren befanden. Er verzögerte damit das Eindringen der Aufständischen in den Sitzungssaal um mehrere Minuten, so dass die Aufrührer später keinen Politiker mehr antrafen. Auch Mike Pence, als US-Vizepräsident zugleich Präsident des Senats, konnte dank Goodmans Vorgehen in Sicherheit gebracht werden. Zahlreiche Angreifer drangen bis in die Kammer des Senats vor. Einer setzte sich auf Pence’ Stuhl und brüllte: „Trump hat diese Wahl gewonnen.“ Außerdem brachen die Randalierer in das Büro von Nancy Pelosi ein, der Sprecherin des Repräsentantenhauses.
Sie besetzten auch den Sitzungssaal des Repräsentantenhauses. Mehrere Kongressabgeordnete flüchteten innerhalb des Gebäudes und verbarrikadierten sich in verschiedenen Räumen. Videoaufnahmen belegen, dass der gewalttätige Mob im Inneren des Kapitols lautstark forderte, den Vizepräsidenten als „Verräter“ zu erhängen. Auf der Westseite des Kapitolgeländes hatten Unbekannte zuvor bereits einen Galgen samt Henkerschlinge errichtet. Laut im Juni 2022 bekanntgewordenen Recherchen der New York Times äußerte der leitende Secret-Service-Agent des Vizepräsidenten gegenüber Pences Stabschef, Präsident Trump werde sich öffentlich gegen Pence richten, was Sicherheitsrisiken für den Vizepräsidenten zur Folge haben könnte.
Nach dem Vorstoß in das Gebäude sagte eine Frau: „Ich dachte, ich folge meinem Präsidenten und tue, wozu er uns aufgefordert hat.“ Andere Trump-Anhänger, die sich im Büro eines Abgeordneten aufhielten, forderten: „Lass uns Trump anrufen und ihm sagen, was los ist. Er wird sehr glücklich sein.“
Trumps gewählter Nachfolger Joe Biden forderte in einer TV-Ansprache den noch amtierenden Präsidenten Trump auf, seine Anhänger zur Beendigung der „Belagerung“ zu bewegen. In zwei Tweets, um 14:38 Uhr und um 15:13 Uhr, rief Trump diese zwar auf, friedlich zu bleiben, aber nicht dazu, sich zurückzuziehen. Um 14:30 Uhr bat die U.S. Capitol Police das US-Verteidigungsministerium dringend um Unterstützung durch weitere Bundeskräfte und die Nationalgarde. Auch die Bürgermeisterin von Washington, D.C. stellte ein entsprechendes Hilfsersuchen.
Da Washington Bundesterritorium ist, kann dort ausschließlich die US-Regierung über den Einsatz von Bundeskräften entscheiden. Laut Medienberichten weigerte sich Präsident Trump zunächst, die angeforderte Unterstützung zu schicken. Dies sei erst auf Intervention des im Kapitol eingeschlossenen Vizepräsidenten Pence geschehen. Erst um 16:17 Uhr, mehr als zwei Stunden nachdem die ersten Randalierer gewaltsam ins Kapitol eingedrungen waren, veröffentlichte Trump ein Video, in dem er sie aufforderte, das Kapitol zu räumen. Er lobte sie gar als „große Patrioten“; sie seien „sehr besonders“ und er „liebe“ sie. Er wiederholte seine Behauptung, er sei um den Wahlsieg betrogen worden; sie sollten nun jedoch friedlich nach Hause gehen. Daraufhin sperrten mehrere Social-Media-Plattformen seine Konten. Gegen 16:30 Uhr teilte die Sprecherin des Weißen Hauses, Kayleigh McEnany, mit, der Präsident habe nun den Einsatz von Bundeskräften im Kapitol freigegeben.
Laut der offiziellen Anrufliste des US-Präsidenten führte Trump am 6. Januar 2021 von 11:17 bis 18:54 Uhr kein einziges Telefonat. Ermittler des parlamentarischen Untersuchungsausschusses recherchieren (Stand März 2022), ob die Liste manipuliert wurde und ob Trump über inoffizielle Kanäle kommunizierte, etwa über Handys von Mitarbeitern oder über Wegwerfhandys (Prepaid-Handys, die nach kurzer Nutzungsdauer entsorgt werden).
Der direkt dem Verteidigungsminister unterstehende United States Secretary of the Army, Ryan D. McCarthy, teilte später mit, sämtliche 1100 Mitglieder der Nationalgarde der Hauptstadt seien mobilisiert worden, um die lokalen Behörden zu unterstützen. Auch seien Angehörige mehrerer Bundesbehörden am Kapitol im Einsatz, um die Situation unter Kontrolle zu bringen.
Unabhängig davon entschlossen sich die Gouverneure der beiden benachbarten Bundesstaaten, schnell eigene Kräfte zu schicken: die Gouverneure von Virginia, Ralph Northam (Demokraten), und Maryland, Larry Hogan (Republikaner), entsandten die Nationalgarden ihrer Bundesstaaten sowie Angehörige der Virginia State Police und der Maryland State Police, um die Gewalt zu beenden. Auch der Gouverneur von New Jersey, Phil Murphy (Demokraten), kündigte an, ein Kontingent seiner Kräfte nach Washington, D.C. zu schicken. Jedoch konnten alle Gouverneure ihre Kräfte erst nach der lange hinausgezögerten Freigabe durch die US-Regierung in Washington, D.C. einsetzen. An der langwierigen Entscheidungsfindung im Verteidigungsministerium war auch General Charles Flynn beteiligt, der Bruder von Trumps ehemaligem Nationalen Sicherheitsberater Dreisternegeneral Mike Flynn, der eine zentrale Figur der rechtsextremen QAnon-Verschwörungserzählung ist. In den Wochen vor der Besetzung des Kapitols hatte Mike Flynn sich öffentlich dafür starkgemacht, die Verfassung auszusetzen, das Kriegsrecht zu verhängen und die Streitkräfte mit der Ausrichtung von Neuwahlen zu betrauen.
Gegen 17:40 Uhr waren die Aufrührer zurückgedrängt und das Kapitol galt wieder als „gesichert“. Außerhalb des Gebäudes griffen die verbliebenen Demonstranten noch Journalisten an, die über die Ereignisse berichten wollten. Deshalb wurde unter anderem eine Liveübertragung der Tagesthemen mit der Korrespondentin Claudia Buckenmaier aus Sicherheitsgründen unterbrochen.
Auch ein Team des ZDF sowie Teams von n-tv und RTL wurden von Demonstranten bedrängt und ihre Ausrüstung wurde teilweise zerstört.
Die Stadt Washington verhängte eine Ausgangssperre von 18 Uhr bis 6 Uhr morgens.

### Unterbrochene Parlamentssitzung
Wie von Trump und seinen Unterstützern geplant, hatten am Morgen des 6. Januar mehrere republikanische Senatoren, darunter Ted Cruz, gegen die formelle Bestätigung der Präsidentschaftswahlergebnisse Einsprüche eingelegt. Wegen der Debatten darüber zog sich die Sitzung von Senat und Repräsentantenhaus bereits mehrere Stunden hin und dauerte noch an, als die Demonstranten das Kapitol erreichten. Nachdem es ihnen gelungen war, in das Gebäude einzudringen, wurde die Sitzung um 14:29 Uhr unterbrochen. Laut Senator Jeff Merkley (Demokraten) wurden die Ballots, die Ergebnismeldungen der einzelnen Bundesstaaten, in letzter Minute von Senatsmitarbeitern gerettet. Vizepräsident Mike Pence wurde von Sicherheitskräften in einen sicheren Raum gebracht.
Nach der Räumung des Gebäudes durch Sicherheitskräfte setzten Senat und Repräsentantenhauses ihre Sitzung um 21:02 Uhr Ortszeit fort. Beide lehnten die beantragten Einsprüche gegen die Wahlergebnisse in den Bundesstaaten Arizona und Pennsylvania ab. Die Zurückweisung erfolgte im Senat mit deutlicher Mehrheit von 93 zu 6 Stimmen im Falle Arizona, und mit 92 zu 7 Stimmen für Pennsylvania. Abschließend erfolgte die Bestätigung der Wahl von Joe Biden und Kamala Harris durch den Senatsvorsitzenden Vizepräsident Mike Pence.

### Todesopfer und Verletzte

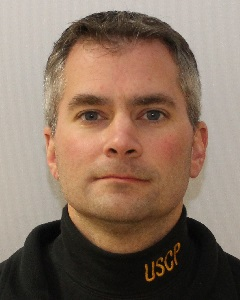
Brian Sicknick

In unmittelbarem zeitlichen Zusammenhang mit dem Aufruhr starben vier Demonstranten und ein Polizist. Viele Aufständische sowie 140 Sicherheitsleute wurden verletzt.
Brian Sicknick, ein 42-jähriger Angehöriger der Capitol Police, erlitt während des Angriffs einen zweifachen Schlaganfall und starb einen Tag später im Krankenhaus. Lange kursierten Meldungen, nach denen direkte Gewalteinwirkung durch die Randalierer oder eine allergische Reaktion auf chemische Reizstoffe seinen Tod verursacht haben soll. Diese erwiesen sich nach einer Autopsie allerdings als falsch und es wurde festgestellt, dass Sicknick nicht verletzt wurde und keine entsprechende Allergie hatte.
Der Gerichtsmediziner stufte seinen Tod als natürlich ein, er schloss allerdings nicht aus, dass die Ereignisse am Kapitol zum Tod des Polizisten beigetragen haben könnten. Sicknick sei unter den Beamten gewesen, die sich mit dem Mob auseinandersetzten und all das habe in Bezug auf seinen Zustand eine Rolle gespielt.
Die Capitol Police erklärte, sie akzeptiere die Ergebnisse des Gerichtsmediziners, „aber das ändert nichts an der Tatsache, dass Officer Brian Sicknick in Ausübung seiner Pflicht starb, als er mutig den Kongress und das Kapitol verteidigte“.

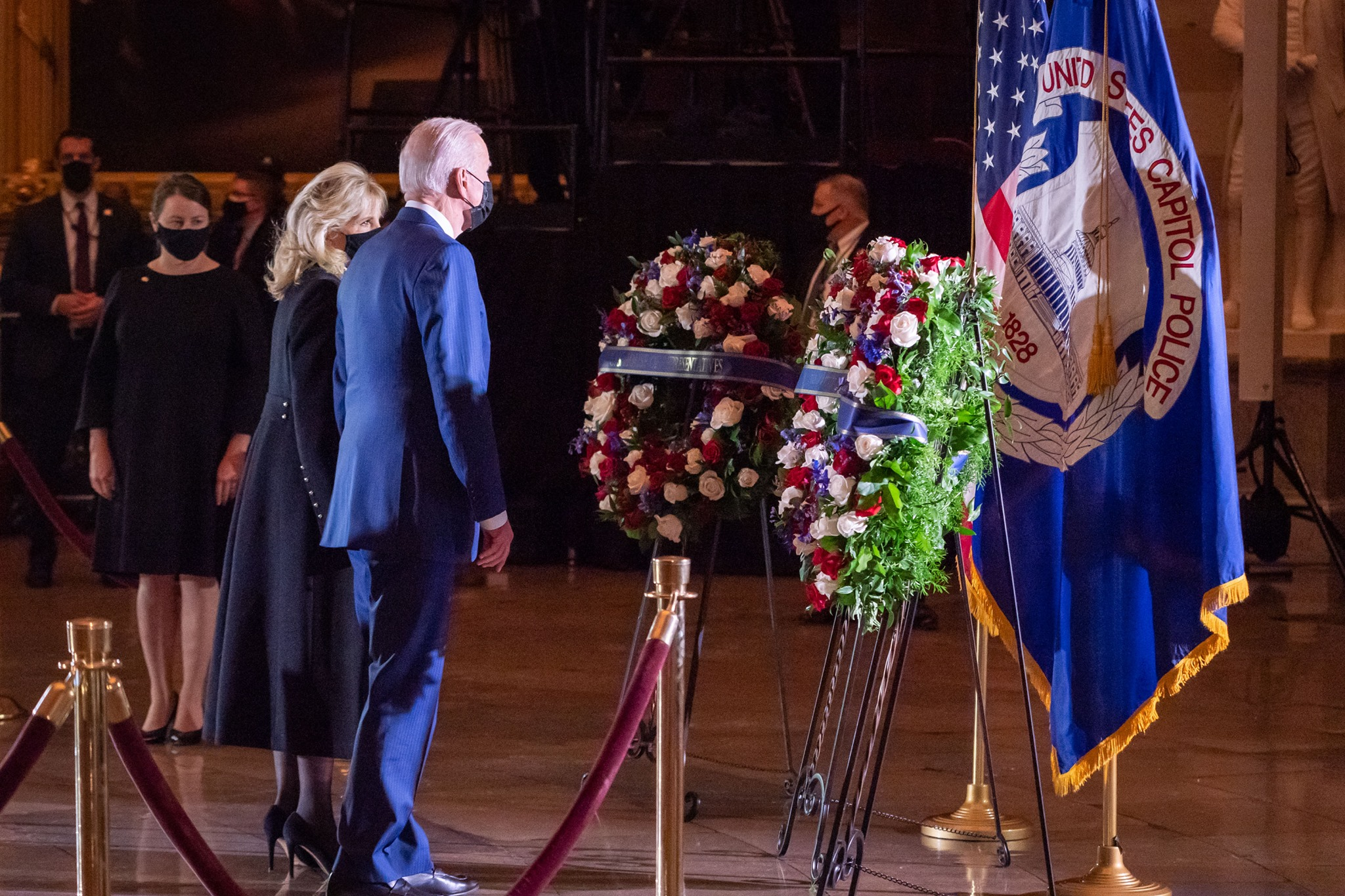
Präsident Joe Biden und First Lady Jill Biden zollen Brian Sicknick Respekt

Am 2. Februar, also noch vor der Bekanntwerdung der tatsächlichen Todesursache, wurde Sicknick auf Anordnung des Kongresses im Kapitol aufgebahrt. Diese Ehrung wurde nur wenigen zuteil: bisher ausschließlich Präsidenten, verdienten Politikern, Kriegshelden, dem Pastor Billy Graham, der Bürgerrechtlerin Rosa Parks sowie den beiden 1998 im Dienst erschossenen Kapitolspolizisten Jacob Chestnut und John Gibson.
Vier weitere Polizisten, die am 6. Januar im Kapitol Dienst getan hatten, begingen in den Tagen und Monaten danach Suizid. Die Motive waren aber unklar und es ist nicht bewiesen, ob die Selbsttötungen durch die Ereignisse des 6. Januar induziert waren.
Die Trump-Unterstützerin Ashli Babbitt, früher Senior Airman bei der US Air Force, wurde von einem Polizisten der Capitol Police angeschossen, als sie im Inneren des Kapitols zusammen mit anderen Randalierern versuchte, eine Tür einzuschlagen und in die Speaker’s Lobby einzudringen. Aus dieser Halle vor dem Sitzungssaal des Repräsentantenhauses wurden gerade die Abgeordneten evakuiert. Trotz sofortiger medizinischer Hilfe starb Babbitt später im Krankenhaus.
Der Polizist, der geschossen hatte, wurde beurlaubt. Am 14. April gab das US-Justizministerium bekannt, dass keine Anklage gegen ihn erhoben werde, da er in Notwehr gehandelt habe. Von Trump-Anhängern wird Babbitt als Märtyrerin verehrt.
Ein Randalierer starb an einem Herzinfarkt und ein weiterer an einem Schlaganfall. Von einer Frau wurde angenommen, sie sei zu Tode getrampelt worden; später gab eine Regierungsbehörde bekannt, die Frau sei an einer Amphetamin-Überdosis verstorben. Ein 53-jähriger Trump-Anhänger, der wegen seiner Teilnahme an der Erstürmung kurzzeitig in Haft genommen und angeklagt worden war, nahm sich wenige Tage nach den Ereignissen ebenfalls das Leben; ein Zusammenhang zwischen Suizid und Sturm auf das Kapitol wurde in dem Bericht über seinen Tod nicht erwähnt.

### Sachschäden
Sieben historisch bedeutsame Kunstwerke wurden beschädigt, darunter eine Marmorstatue, die Thomas Jefferson, den 3. Präsidenten darstellt, sowie Porträts des 4. und des 6. Präsidenten, James Madison und John Quincy Adams. Die Kunstwerke wurden zur Schadensbewertung und Restaurierung an die Smithsonian Institution gesandt. Auch weitere Statuen, Wandmalereien, historische Bänke und Fensterläden wurden unterschiedlich schwer beschädigt, vor allem durch Rückstände von Pfefferspray, Tränengas und Feuerlöschmittel.
Fahnen, Schilder und andere Gegenstände, die im ganzen Kapitol von Randalierern zurückgelassen wurden, wurden gesammelt und ebenso wie das beschädigte Namensschild vom Büro von Nancy Pelosi, der Sprecherin des Repräsentantenhauses, als historische Artefakte für die Sammlungen des Repräsentantenhauses und des Senats aufbewahrt.

### Täter

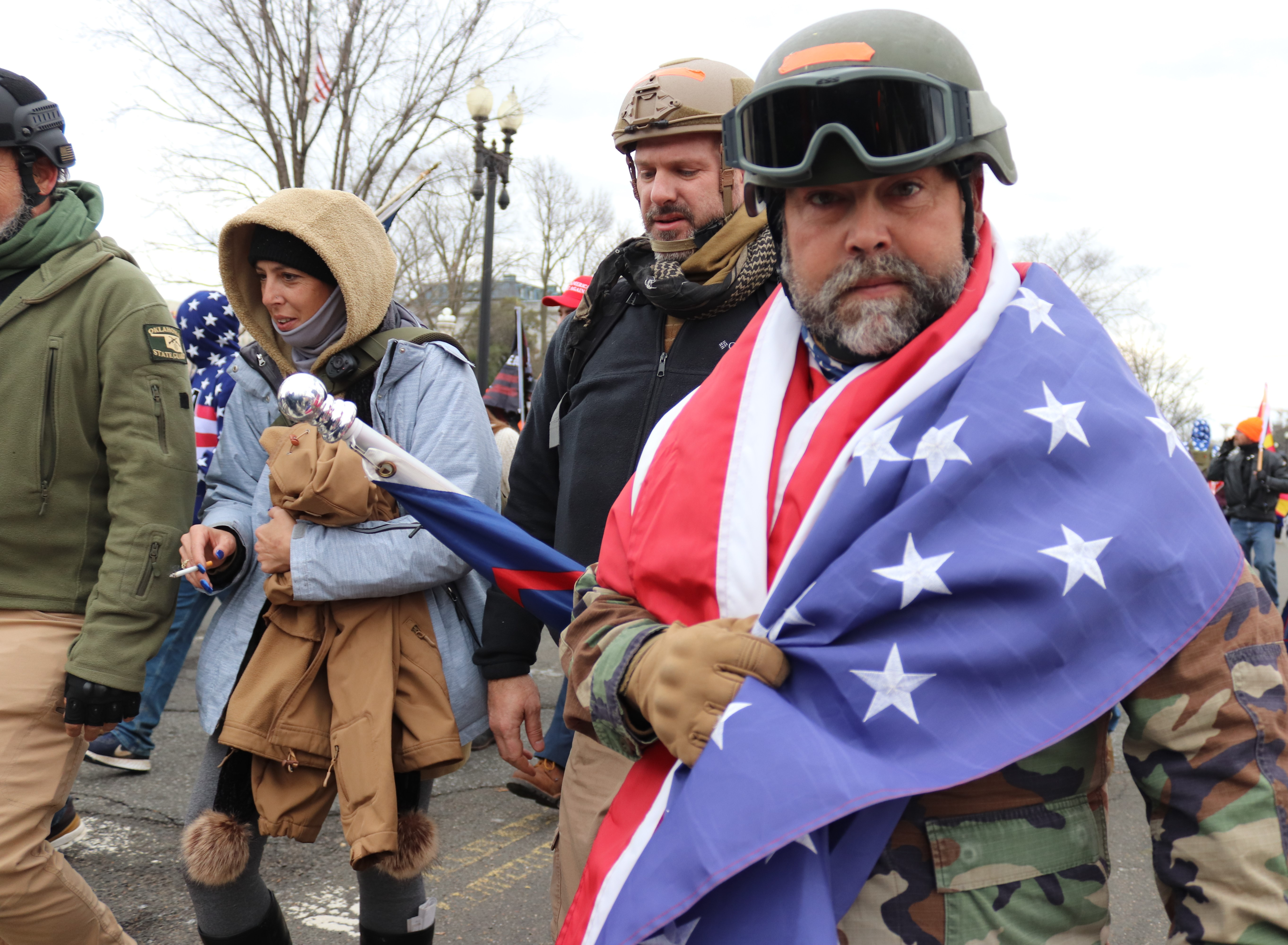
Mitglieder der Proud Boys während des Marsches zum Kapitol

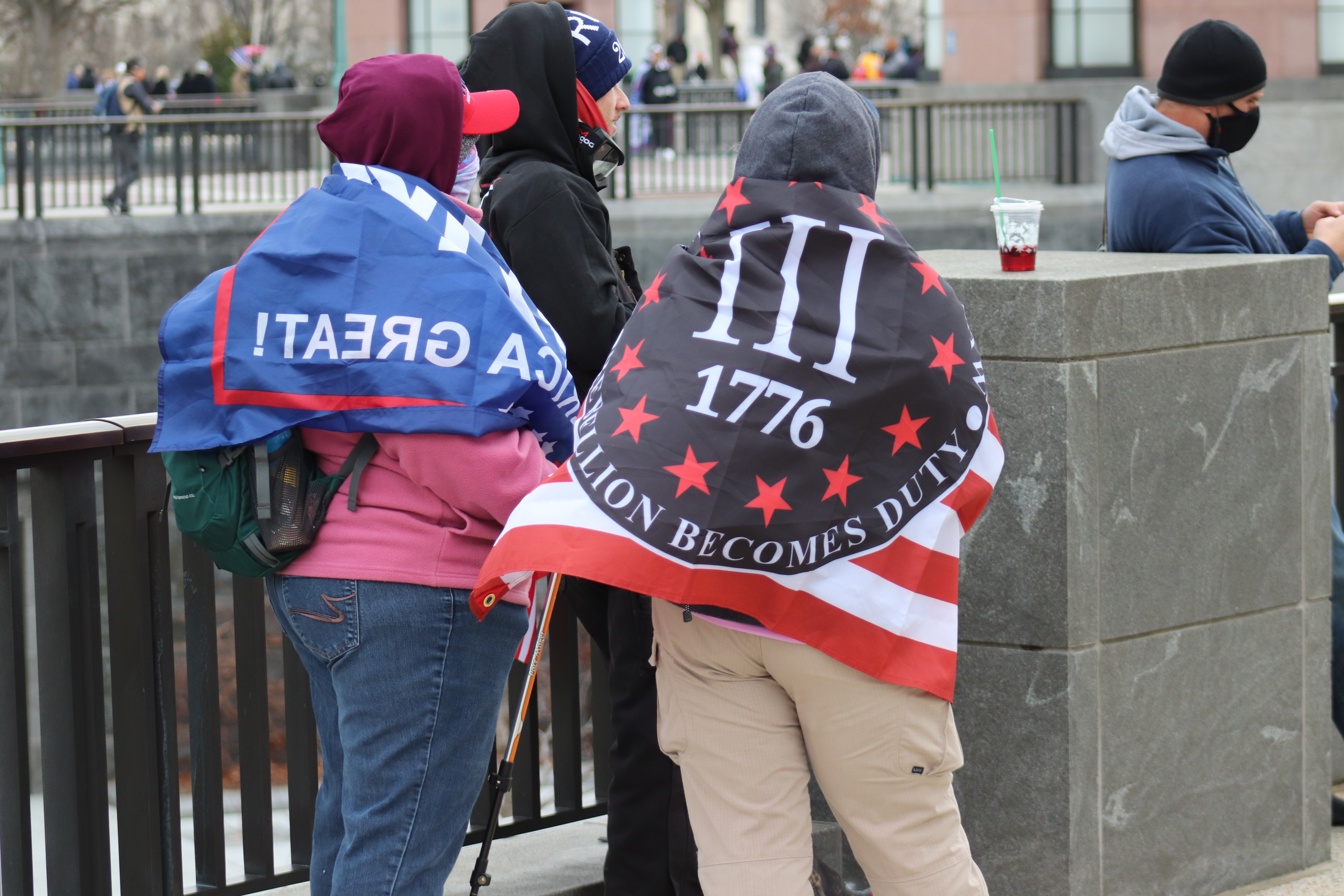
Angehörige der Three Percenters am 6. Januar 2021 in Washington, D.C.

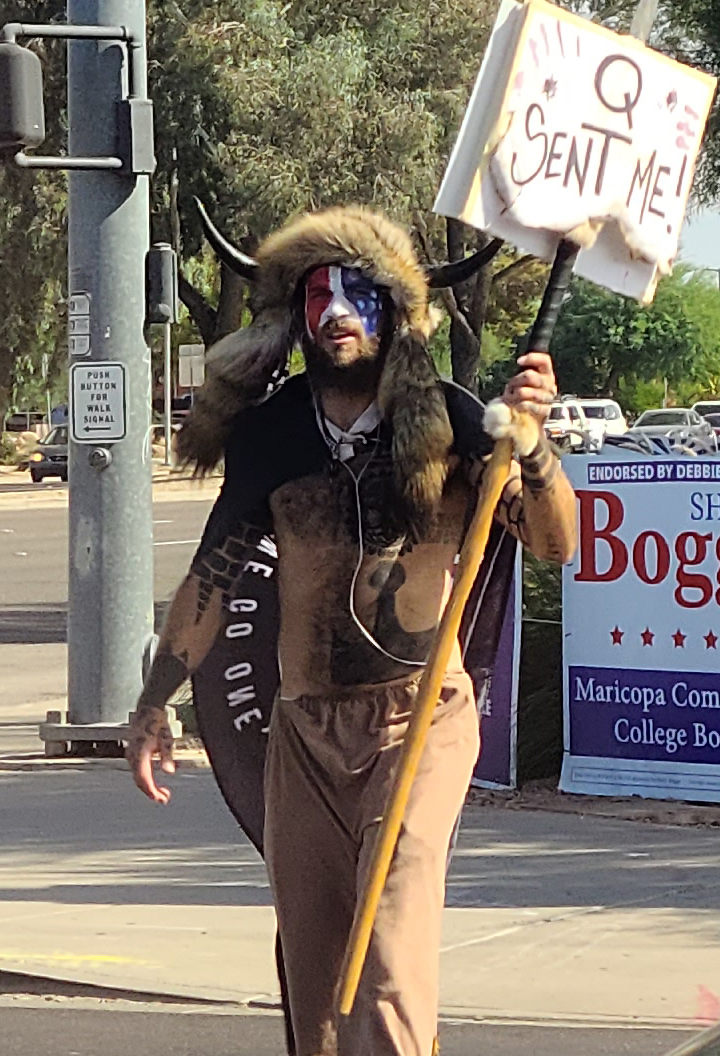
Der Q-Anon-Anhänger Jake Angeli bei einer Protestaktion in Peoria, Arizona am 25. Oktober 2020

Viele der an den Ausschreitungen beteiligten Trump-Anhänger, wegen des Datums 6. Januar später auch als J6ers bezeichnet, hatten am Morgen die Veranstaltung im Ellipse-Park besucht und waren Trumps Aufforderung gefolgt, „zum Kapitol zu gehen“.
Der Mob setzte sich aus unterschiedlichen Gruppen zusammen. Ein großer Teil waren militante Anhänger der Alt-Right-Bewegung und des Patriot Movement; etliche Eindringlinge trugen Kappen oder schwenkten Flaggen der vom US-Präsidenten geführten MAGA-Bewegung und die Gadsden-Flagge aus der Zeit der Amerikanischen Revolution, die heute von der rechtspopulistischen Tea-Party-Bewegung genutzt wird. Auch die Christliche Flagge und die Flagge der Konföderierten waren vereinzelt zu sehen.
Erkennbar beteiligt waren
- Oath Keepers, Mitglieder einer rechtsextremen, libertär-staatsfeindlichen selbsternannten Miliz, der nach eigenen Angaben vor allem aktive und ehemalige Militärs und Polizisten angehören,[133][134]
- Three Percenters, Rechtsextremisten, die sich vor allem für das uneingeschränkte Recht auf Waffenbesitz einsetzen,[135]
- Proud Boys, Mitglieder einer gewaltbereiten Gruppierung weißer Rassisten,
- sowie Anhänger von QAnon, einem Netzwerk rechtsextremer Verschwörungstheoretiker.[136][137]

Laut National Public Radio sollen einige der Proud Boys „Storm the Capitol“ und „1776!“ skandiert haben. Nach Einschätzungen soll die Ideologie der „weißen Vorherrschaft“ eine einende Rolle spielen, wobei in geringer Zahl auch konservative Juden und farbige Menschen als Trump-Unterstützer vor dem Kapitol zu sehen waren. Konträr dazu waren vereinzelt auch antisemitische Symbole zu sehen, etwa ein T-Shirt mit dem Aufdruck „Camp Auschwitz“.
Auch Angehörige oder Veteranen von Armee und Polizei waren unter den Angreifern. Nach dem Sturm wurden u. a. zwei ehemalige Polizisten aus Virginia und ein pensionierter Oberstleutnant der Air Force festgenommen. Videoaufnahmen und Bilder zeigen Eindringlinge, die taktische Ausrüstung trugen und mit Handzeichen kommunizierten, zudem waren die Angreifer gut über die Örtlichkeiten im Gebäude informiert. Ebenso liegen Videoaufnahmen von Angreifern vor, die aussagten, dass „alles nach Plan“ liefe, sodass Ermittler inzwischen davon ausgehen, dass der Angriff nicht spontan erfolgte, sondern vorbereitet wurde. In einer Anklageschrift wird explizit festgehalten, es gebe gravierende Beweise dafür, dass Angehörige der Regierung gefangen genommen und ermordet werden sollten.
Manche Teilnehmer, darunter ein ehemaliger Offizier der Luftstreitkräfte, führten Kabelbinder mit sich und fragten danach, wo sich Vizepräsident Mike Pence und die Sprecherin des Repräsentantenhauses Nancy Pelosi aufhielten. Dies wird als möglicher Hinweis dafür gedeutet, dass Geiselnahmen geplant waren. Einer der später Verhafteten führte in seinem Fahrzeug elf einsatzbereite Molotowcocktails mit einer Füllung aus „selbst hergestelltem Napalm“ sowie drei Schusswaffen mit, darunter ein Sturmgewehr des Typs Colt M4.
Medial bekannt wurden unter anderem Jake Angeli, der sich „QAnon-Schamane“ nennt und mit nacktem, tätowierten Oberkörper, bemaltem Gesicht und einer Fellmütze mit Bisonhörnern zu sehen war, sowie Richard Barnett, der ins Büro von Nancy Pelosi eindrang, die Füße auf ihren Schreibtisch legte und später damit bei einem Reporter der New York Times prahlte. Da die Randalierer ihre Aktion auf zahlreichen Videos und Fotos festhielten oder streamten, ließen sich viele leicht identifizieren. Einige verloren wegen der Teilnahme ihre Jobs. Der 36-jährige Adam Johnson aus Florida, der das Rednerpult von Nancy Pelosi entwendet hatte, wurde am 8. Januar verhaftet, ebenso der republikanische Abgeordnete im Abgeordnetenhaus von West Virginia Derrick Evans, der daraufhin am 9. Januar von seinem politischen Amt zurücktrat.
Unter den Randalierern befanden sich auch einige Prominente. Nach veröffentlichtem Fotomaterial waren etwa die Musiker Jon Schaffer von Iced Earth und Ariel Pink an den Ausschreitungen beteiligt. Ein weiterer Teilnehmer war der Schwimm-Olympiasieger Klete Keller. Am Capitol Hill hatte der rechte Verschwörungstheoretiker Alex Jones vor der Erstürmung erneut behauptet, die Wahl sei Trump gestohlen worden. Er sprach davon, dass man sich im Krieg befinde, und rief seine Anhänger zum Marsch auf das Kapitol auf.

## Sicherheitsmaßnahmen
Drei Institutionen waren am 6. Januar für die Sicherheit in Washington verantwortlich: die 2.300 Personen starke United States Capitol Police (USCP) für den unmittelbaren Schutz des Kapitols, das Metropolitan Police Department of the District of Columbia (MPD) für die Ordnung in der Stadt sowie die Nationalgarde des Districts of Columbia, die beide Polizeieinheiten auf Anforderung hätte unterstützen können.
Die Schätzungen der Sicherheitsbehörden über die Zahl der zu erwartenden Demonstranten schwankten im Vorfeld erheblich - zwischen 2.000 und 80.000. Am 3. Januar warnte die Geheimdienstabteilung der United States Capitol Police (USCP) in einem internen Memo davor, dass Trump-Anhänger den 6. Januar als letzte Gelegenheit sehen könnten, das Ergebnis der Präsidentschaftswahlen durch Gewaltanwendung gegen den Kongress zu kippen. In den folgenden drei Tagesberichten wurde diese Warnung jedoch nicht wiederholt und die Wahrscheinlichkeit ziviler Unruhen am 6. Januar als „fern“ (remote) bis „unwahrscheinlich“ (improbable) eingestuft. Ein Untersuchungsausschuss des Repräsentantenhauses erklärte dies damit, dass „ein einziger Analyst“ die Tagesberichte „ohne Aufsicht und Überprüfung“ vorbereitet und verbreitet hatte.
Steven A. Sund, Chef der USCP, sagte später aus, man habe nicht mit dem kriminellen, randalierenden Verhalten der Demonstranten gerechnet. Alle Polizisten standen zum Einsatz bereit, auch die sieben Züge einer Einheit für zivile Unruhen mit etwa 250 Beamten. Aber nur vier dieser Züge waren mit Helmen, Schutzkleidung und Schilden ausgestattet.

### Vorbereitung der Sicherheitskräfte
Am 31. Dezember 2020 forderte Bürgermeisterin Muriel Bowser Truppen der Nationalgarde des Districts of Columbia an, um die städtische Polizei (MPD) während der erwarteten Demonstrationen in Washington zu unterstützen. Da allein die US-Regierung den Einsatz dieser Truppen in der Bundeshauptstadt genehmigen kann, leitete Verteidigungsminister Christopher C. Miller das Ersuchen an den Präsidenten weiter. Ende Mai 2021 wurde bekannt, dass Trump dieses Hilfegesuch in sein Gegenteil verkehrt und Miller am 3. Januar angewiesen hatte, „alles zu tun, was nötig ist, um die Demonstranten zu schützen, die ihre von der Verfassung garantierten Rechte ausüben“. Trumps Anweisung wurde jedoch nicht umgesetzt. Die Nationalgarde blieb größtenteils außerhalb der Stadt stationiert.
Am 3. Januar bot das Verteidigungsministerium an, die Nationalgarde zum Kapitol zu entsenden, erhielt jedoch von der Kapitolspolizei die Auskunft, dass dies nicht notwendig sei. Am selben Tag lehnten auch Paul D. Irving, Sergeant at Arms of the United States House of Representatives, und Michael C. Stenger, Sergeant at Arms of the United States Senate, eine zusätzliche Unterstützung durch die Nationalgarde ab.
Miller genehmigte am 4. Januar 2021 den Einsatz eines kleinen, unbewaffneten Kontingents der Nationalgarde. Bowsers Büro teilte an diesem Tag CNN mit, dass diese 340 Gardisten in erster Linie den U-Bahn- und Straßenverkehr sichern sollten. Gleichzeitig erklärte Bowser, das MPD sei am 6. Januar federführend und werde mit der USCP, der Park Police und dem Secret Service zusammenarbeiten. In einem Brief an das Justizministerium schrieb sie, dass sie kein weiteres Bundessicherheitspersonal anfordere, und riet von jedem zusätzlichen Einsatz ohne sofortige Benachrichtigung und Rücksprache mit dem MPD ab.
Am 4. Januar verbot Verteidigungsminister Miller, die Nationalgarde ohne seine persönliche Zustimmung mit Waffen und Schutzausrüstung einzusetzen. Ryan McCarthy, United States Secretary of the Army, bestimmte einen Tag später, dass jeder Einsatz der Garde erst von der gesamten Befehlskette genehmigt werden müsse. Der kommandierende General der Nationalgarde von Washington, Generalmajor William Walker, sagte später: „Alle militärischen Befehlshaber haben normalerweise die Befugnis zur sofortigen Reaktion, um Eigentum, Leben und in meinem Fall Bundesfunktionen zu schützen. Aber in diesem Fall hatte ich diese Befugnis nicht.“ Er sagte ferner aus, der damalige USCP-Chef Steven Sund habe am 6. Januar um 13:49 Uhr einen verzweifelten Antrag auf eine Entsendung der Nationalgarde gestellt. Die Genehmigung habe er, Walker, aber erst nach 17:00 Uhr erhalten, obwohl Nationalgardisten bereitstanden. McCarthy sagte vor dem Kongress aus, es habe für den Fall, dass die Ereignisse an diesem Tag eskalierten, keine Pläne gegeben, die örtlichen Polizeikräfte durch die Nationalgarde zu unterstützen, außer durch Verkehrskontrollen.

### Kritik an den Sicherheitsmaßnahmen
Nach dem Angriff übten Medien und Politiker aller Seiten heftige Kritik am Schutzkonzept, an den Vorbereitungen und am Vorgehen der Sicherheitsbehörden. Obwohl mehrere Abgeordnete die Verantwortlichen auf die Gewaltankündigungen rechter Milizen hingewiesen hatten, standen den hunderten randalierenden Trump-Anhängern nur wenige Polizisten gegenüber. Auch die technischen Schutzmaßnahmen u. a. durch Absperrungen am Kapitol waren ungenügend.
Zudem wurde kritisiert, dass die Behörden sehr zögerlich gegen die Aufständischen vorgegangen seien, auch nachdem der Sturm auf das Gebäude bereits begonnen hatte. Selbst diejenigen, die ins Gebäude eingedrungen waren, wurden nur in wenigen Fällen verhaftet und stattdessen von den Sicherheitskräften aus dem Gebäude geleitet. Insgesamt kam es während der Besetzung lediglich zu 14 Festnahmen, was die Ermittlung der Aufrührer und ihre Strafverfolgung erheblich erschwerte. Begründet wurde die Zurückhaltung bei den Festnahmen mit der mangelnden Personalstärke der Sicherheitskräfte.
Medien verwiesen darauf, dass es weder ein Konzept dafür gegeben habe, Demonstranten fernzuhalten, noch berittene Polizisten und Polizeihunde eingesetzt worden seien. Zudem tauchten in sozialen Medien Videos auf, die darauf hindeuten, dass sich Polizisten der USCP mit randalierenden Trump-Befürwortern verbrüdert haben. Große Aufmerksamkeit erhielt beispielsweise ein Video, das einen Polizisten zeigt, der offenbar für ein Selfie mit einem Eindringling posierte. Gegen mehr als ein Dutzend Kapitolspolizisten wurden Ermittlungen wegen Verdachts auf Beihilfe oder unangemessener Unterstützung der Demonstration aufgenommen, mehrere wurden suspendiert. Zwar trat die Führung der USCP zurück, aber die Frage, warum sie die Sicherheitsmaßnahmen trotz Warnungen durch das FBI vor militanten Gruppen nicht verstärkt habe, blieb offen.
Das zögerliche Verhalten von Polizei und Sicherheitsbehörden gegenüber den meist weißen Aufständischen wurde mit dem harten staatlichen Vorgehen gegen die überwiegend von Afroamerikanern getragenen, zumeist friedlichen Demonstrationen der Black-Lives-Matter-Bewegung im Sommer 2020 verglichen. Die Autorin Roxane Gay kommentierte, dass schwarze Demonstranten „tot vor dem Kapitol liegen würden“, während die Aufrührer am 6. Januar kaum Widerstand überwinden mussten.

## Politische und juristische Folgen
Aufgrund der Ereignisse traten eine ganze Reihe von Mitarbeitern Trumps sowie einige Verantwortliche für die Sicherheit des Kapitols von ihren Ämtern und Funktionen zurück. Darüber hinaus führte das Verhalten des Präsidenten vor und während des Angriffs auf das Kapitol zu einem zweiten Impeachmentverfahren, zu einer Untersuchung durch einen Ausschuss des im Kongresses sowie zu mehreren gegen ihn und einige seiner Berater gerichteten Anklagen auf nationaler und bundesstaatlicher Ebene. Parallel dazu kam es gegen Personen, die direkt an dem Angriff beteiligt waren, zu Ermittlungen, Prozessen und Verurteilungen durch die Strafverfolgungsbehörden.

### Rücktritte
Unmittelbar nach dem Sturm auf das Kapitol entschieden sich einige Mitarbeiter Trumps und der First Lady sowie weitere Funktionsträger zum sofortigen Rücktritt:
- Stephanie Grisham, frühere Kommunikationsdirektorin und Pressesprecherin des Weißen Hauses, langjährige Mitarbeiterin des Präsidenten, danach Stabschefin der First Lady,[175]
- Anna Cristina Niceta, Social Secretary des Weißen Hauses,[175] langjährige Mitarbeiterin des Präsidenten;
- Sarah Matthews, stellvertretende Pressesprecherin des Weißen Hauses[175]
- Matthew Pottinger, stellvertretender Nationaler Sicherheitsberater[176]
- Mick Mulvaney, Nordirland-Beauftragter, früherer Stabschef des Weißen Hauses[177]
- Tyler Goodspeed, Vorsitzender des Council of Economic Advisers[178]

Weitere Rücktritte wurden in den folgenden Tagen bekanntgegeben:
- Elaine Chao, Verkehrsministerin, Ehefrau von Mitch McConnell[178][179]
- Steven Sund, Chef der Capitol Police[180]
- Ryan Tully, Trumps führender Berater für die Russland-Politik[181]
- John Costello, hochrangiger Beamter für Cybersicherheit[182]
- Betsy DeVos, Bildungsministerin[183]
- Paul D. Irving, Sergeant-at-Arms des Repräsentantenhauses[184]
- Michael C. Stenger, Sergeant-at-Arms des Senats[184]
- Chad Wolf, Heimatschutzminister[185]
- Eric Dreiband, Abteilungsleiter im Justizministerium[186]

### Zweites Impeachment gegen Trump

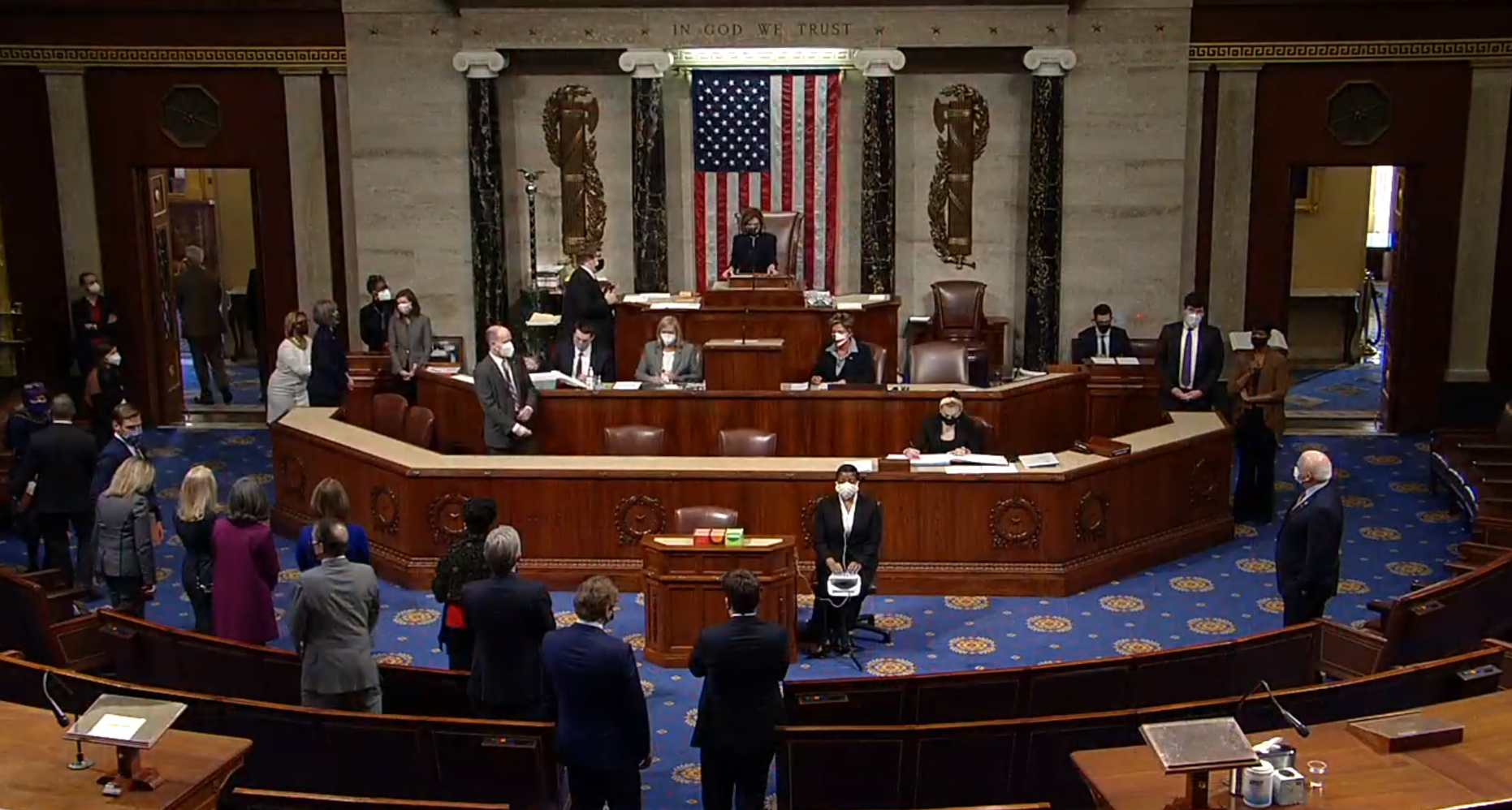
Das Repräsentantenhaus bei der Abstimmung über das Impeachment

Bereits am späten Nachmittag des 6. Januars 2021 wurde Vizepräsident Mike Pence von mehreren Seiten aufgefordert, gemäß dem 25. Verfassungszusatz zu handeln, also den Präsidenten per Kabinettsbeschluss für amtsunfähig zu erklären und an seine Stelle zu treten. Dafür sprachen sich unter anderem der frühere, republikanische Verteidigungsminister William Cohen und die demokratischen Kongressabgeordneten Charlie Crist, Ted Lieu und Seth Moulton aus sowie die National Association of Manufacturers, eine Vereinigung republikanischer Unternehmer.
Die demokratische Kongressabgeordnete Ilhan Omar begann noch während der Räumung des Kapitols mit der Formulierung eines zweiten Impeachment-Antrags gegen Donald Trump. Auch die demokratischen Kongressabgeordneten David Cicilline, Ayanna Pressley, Mark Takano und Tim Ryan befürworteten ein solches Verfahren oder die Absetzung nach dem 25. Zusatzartikel. Ryan kommentierte: „Sie versuchen, die Wahl zu stehlen – mit Gewalt, Aufstand und einem Putsch.“ Die Sprecherin des Repräsentantenhauses Nancy Pelosi erklärte, der Präsident sei „gestört und gefährlich“, weshalb es dringend notwendig sei, ihn für sein Verhalten während der Unruhen zur Rechenschaft zu ziehen.
Führende Mitglieder von Trumps eigener, republikanischer Partei wandten sich ebenfalls gegen ihn. So forderte Phil Scott, der Gouverneur des Bundesstaates Vermont, den Rücktritt oder die Amtsenthebung des Präsidenten. Am 12. Januar, einen Tag vor der Abstimmung über die Einleitung des Impeachments im Repräsentantenhaus, erklärten einige republikanische Abgeordnete öffentlich ihre Unterstützung für das Vorhaben. Als erster äußerte sich John Katko, der schweren Schaden für die Zukunft der Demokratie befürchtete, falls Trump als Verursacher eines Aufruhrs ungestraft davonkomme. Liz Cheney, die dritthöchste Republikanerin im Repräsentantenhaus, sagte, sie werde aus Gewissensgründen für die Amtsenthebung stimmen. Weitere republikanische Unterstützer des Impeachment waren Adam Kinzinger, Fred Upton und Jaime Herrera Beutler.
Am 13. Januar 2021 sprach sich das Repräsentantenhaus mit 232 zu 197 Stimmen für die Eröffnung eines Amtsenthebungsverfahrens aus. Die Anklage lautete auf Anstiftung zum Aufruhr. Zu den Befürwortern gehörten alle demokratischen, aber auch zehn republikanische Abgeordnete. Trump war damit der erste Präsident in der Geschichte der Vereinigten Staaten, der sich zum zweiten Mal einem Impeachment stellen musste. Wie im ersten Amtsenthebungsverfahren wurde er erneut freigesprochen: 57 Senatoren, darunter diesmal auch sieben Republikaner, stimmten zwar für einen Schuldspruch und nur 43 dagegen, aber die nötige Zweidrittelmehrheit von 67 Stimmen für eine nachträgliche Amtsenthebung wurde verfehlt. Der republikanische Minderheitsführer im Senat, Mitch McConnell, machte Trump zwar für die Ereignisse verantwortlich, stimmte aber dennoch gegen eine Verurteilung, da ein Verfahren nach dem Ende der Amtszeit eines Präsidenten seiner Meinung nach unzulässig gewesen sei. Diese Haltung wiederum kritisierte Nancy Pelosi, die Sprecherin des Repräsentantenhauses, als „erbärmlich“, da McConnell diesen Hinderungsgrund selbst herbeigeführt hatte, als er sich weigerte, noch während Trumps Amtszeit eine außerplanmäßige Sitzung des Senats zur Entgegennahme der Anklagepunkte anzuberaumen. Auch die übrigen 42 republikanischen Senatoren, die eine Verurteilung Trumps verhindert hatten, hätten „… die Verfassung, das Land und das amerikanische Volk mit diesem Votum im Stich gelassen.“

### Untersuchungsausschuss des Repräsentantenhauses

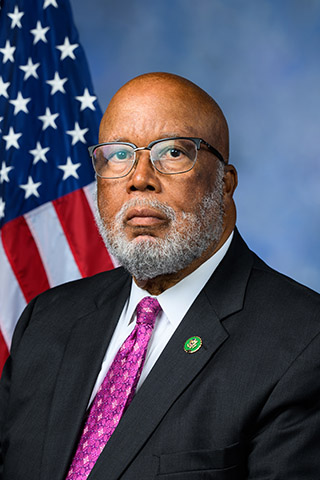
Bennie Thompson (D), Vorsitzender des Untersuchungsausschusses

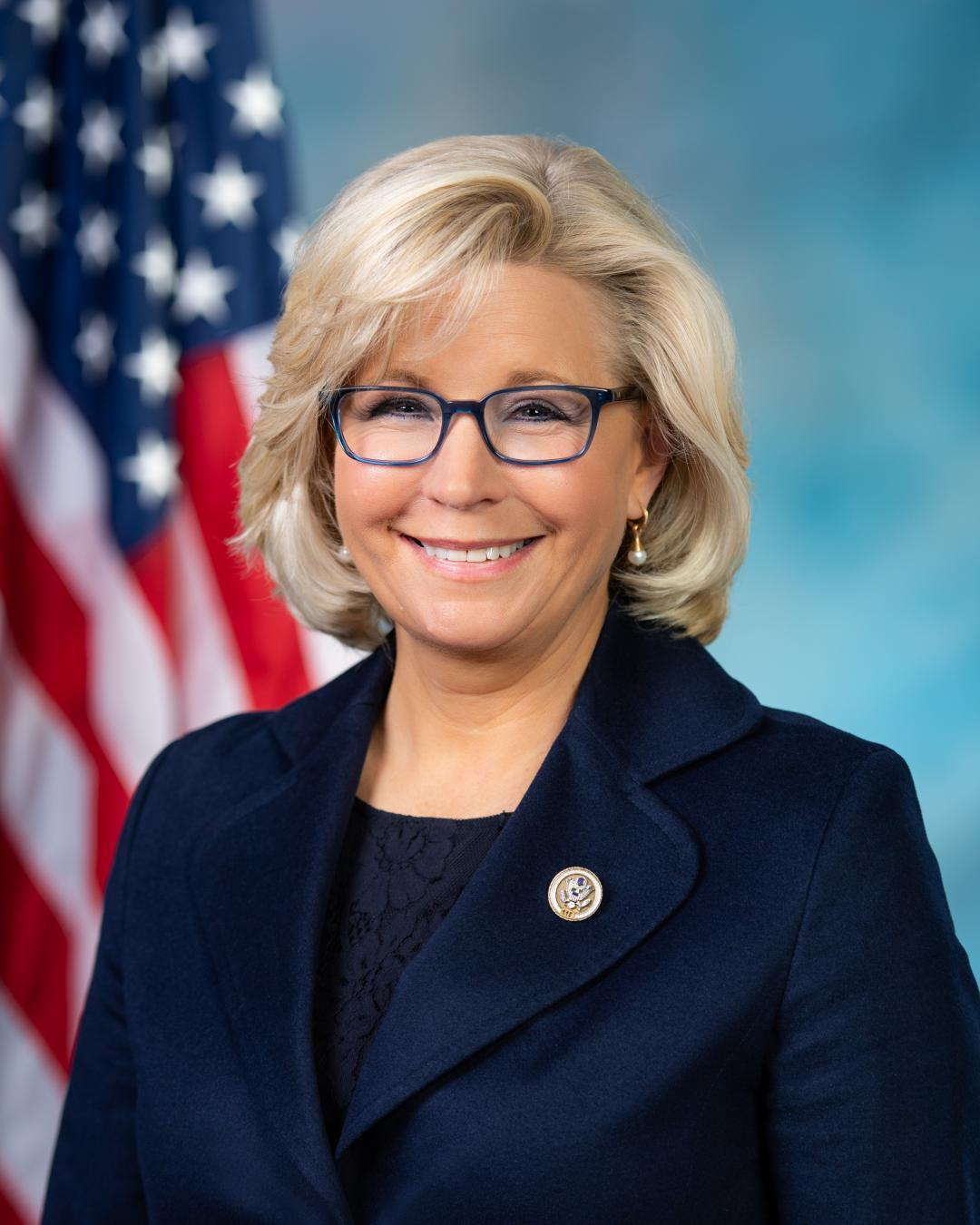
Liz Cheney (R), Stellvertretende Ausschussvorsitzende

Am 1. Juli 2021 nahm ein Untersuchungsausschuss des Repräsentantenhauses (Select Committee to Investigate the January 6th Attack on the United States Capitol) seine Arbeit auf, der die Umstände und Ursachen der Ereignisse vom 6. Januar klären sollte. Insbesondere galt es, herausfinden, wie der Angriff geplant und wodurch er motiviert wurde und ob er mit einer politischen Strategie zur Umkehrung des Wahlergebnisses koordiniert – das heißt: Teil eines Putschversuchs – war. Ein weiterer Untersuchungsgegenstand waren die unzureichenden Sicherheitsvorkehrungen im Kapitol. Der Ausschuss beschloss am 13. Oktober 2022 einstimmig, auch Ex-Präsident Trump selbst vorzuladen. Dazu kam es jedoch nicht mehr, da die Legislaturperiode des 117. Kongresses am 31. Dezember 2022 endete und die Republikaner im neugewählten Repräsentantenhaus die Mehrheit hatten. Nach einer Arbeit von 18 Monaten, der Anhörung von über 1.000 Zeugen und der Auswertung zahlreicher Dokumente legte der Ausschuss am 22. Dezember 2022 seinen 845 Seiten umfassenden Abschlussbericht vor. Dieser benennt Trump als den Hauptverantwortlichen einer Verschwörung gegen das demokratische System der USA.

#### Konstituierung
Bereits vor dem Zusammentritt des Gremiums kam es erneut zu Streit zwischen den Fraktionen der Demokraten und der Republikaner. Der Ausschuss sollte ursprünglich paritätisch mit je fünf Abgeordneten beider Parteien besetzt sein. Die Republikaner wollten mit Jim Jordan und Jim Banks aber zwei dezidierte Trump-Anhänger entsenden. Nancy Pelosi als Sprecherin des Repräsentantenhauses bezweifelte deren Unvoreingenommenheit und legte ihr Veto gegen ihre Nominierung ein. Daraufhin zog Kevin McCarthy, der Fraktionschef der Republikaner, alle fünf Nominierten seiner Partei zurück. Nur zwei Republikaner, die Trump-Gegner Liz Cheney und Adam Kinzinger, erklärten sich bereit, bei der Untersuchung mitzuwirken. Beide sind aber innerhalb ihrer Partei isoliert, und Abgeordnete, die der extrem konservativen Vereinigung Freedom Caucus angehören, forderten ihren Ausschluss aus der Fraktion. Wegen des fehlenden Rückhalts in ihrer Partei wurden beide bei den Midterm-Wahlen 2022 nicht wiedergewählt.
Die neun Mitglieder des Untersuchungsausschusses waren:
- Bennie Thompson, Demokrat (D) aus Mississippi, Ausschussvorsitzender
- Liz Cheney, Republikanerin (R) aus Wyoming, stellvertretende Vorsitzende
- Pete Aguilar (D) aus Kalifornien
- Adam Kinzinger (R) aus Illinois
- Zoe Lofgren (D) aus Kalifornien
- Elaine Luria (D) aus Virginia
- Stephanie Murphy (D) aus Florida
- Jamie Raskin (D) aus Maryland
- Adam Schiff (D) aus Kalifornien[204][205]

#### Verlauf der Untersuchungen
Bis Mitte 2022 hatte der Ausschuss mehr als 1.000 Befragungen vorgenommen und über 140.000 Dokumente gesichtet.
In der ersten Sitzung kamen Mitglieder der Sicherheitskräfte zu Wort, die das Kapitol am 6. Januar gegen die Angreifer verteidigt hatten. Sie erhoben zum Teil schwere Vorwürfe gegen Abgeordnete der Republikaner, für deren Rettung sie damals ihr Leben riskiert hätten, die aber im Nachhinein die Realität verleugneten. Ein Polizist bezeichnete dieses Verhalten als „Verrat des Amtseids“.
Seit Herbst 2021 rückte bei der Untersuchung zunehmend die Frage in den Vordergrund, inwieweit Trump und sein Beraterkreis eine Machtübergabe an seinen gewählten Nachfolger gezielt verhindern wollten. Dem Ausschuss ging es darum, Zeugenaussagen und Akteneinsicht zu Treffen zwischen Trump und seinen damaligen Mitarbeitern in den Tagen und Wochen vor dem 6. Januar zu erhalten. Trump forderte seine Mitarbeiter auf, nicht mit dem Untersuchungsausschuss zu kooperieren. Dieser gab Anfang November 2021 bekannt, dass er sechs Vertraute des Ex-Präsidenten vorladen werde, darunter seinen juristischen Berater John Eastman, den früheren Polizeichef von New York City Bernard Kerik, seinen Wahlkampfmanager Bill Stepien und seinen nationalen Sicherheitsberater Michael T. Flynn. Letzterem wird vorgeworfen, er habe Trump nach der Präsidentschaftswahl vorgeschlagen, Wahlgeräte zu konfiszieren und Notstandsgesetze auszurufen. Er ließ mehrere Termine verstreichen, an denen er vor dem Ausschuss erscheinen sollte, und reichte gegen die Vorladung Klage ein. Diese wurde am 22. Dezember 2021 abgewiesen.
Weitere Trump-Vertraute weigerten sich ebenfalls, der Vorladung Folge zu leisten, und wurden daher wegen Missachtung des Kongresses angeklagt. Dieses Vergehen kann mit bis zu einem Jahr Gefängnis und bis zu 100.000 US-Dollar Geldstrafe geahndet werden. Zu diesem Personenkreis gehören:
- Steve Bannon, der als rechtsextrem geltende ehemalige Trump-Berater, der in einem Podcast am 5. Januar 2021 zu den Pro-Trump-Kundgebungen am nächsten Tag aufgerufen und Krawalle vorhergesagt hatte („Es wird nicht so ablaufen, wie ihr es euch vorstellt. OK, es wird ganz außerordentlich anders sein. […] So viele Leute haben gesagt: ‚Mann, wenn ich in einer Revolution wäre, würde ich in Washington sein.‘ - Nun, dies ist deine Zeit in der Geschichte.“),[200][210]
- Mark Meadows, Trumps ehemaliger Stabschef,[211]
- Peter Navarro, Trumps ehemaliger Handelsberater, der sich geweigert hatte, über mögliche Pläne zur Anfechtung des Wahlergebnisses auszusagen,[212][213] sowie
- Dan Scavino, unter Trump Vize-Stabschef für Kommunikation und Soziale Medien im Weißen Haus.[214]

Zwei republikanische Kongressabgeordnete, der Minderheitsführer im Repräsentantenhaus Kevin McCarthy sowie Jim Jordan, verweigerten ebenfalls die Zusammenarbeit mit dem Untersuchungsausschuss. Sie standen vor und während der Erstürmung mit Trump in Kontakt und hätten möglicherweise zur Aufklärung von dessen Verhalten am 6. Januar beitragen können. Da beide Immunität genießen, bat der Ausschuss sie um eine freiwillige Aussage. McCarthy bezeichnete die Arbeit des Gremiums jedoch als „Machtmissbrauch“, an dem er sich nicht beteiligen werde. Jordan betrachtete den Untersuchungsausschuss insgesamt als „unrechtmäßig“.
Darüber hinaus lud der Ausschuss am 18. Januar 2022 Rudy Giuliani und drei andere Berater Trumps unter Strafandrohung vor. Sie sollten zu falschen Behauptungen über den Wahlausgang befragt werden sowie zu ihrer Beteiligung an Versuchen des abgewählten Präsidenten, die Auszählung der Stimmen zu stoppen. Sie und zwei weitere Trump-Mitarbeiter wurden zur Herausgabe von zugehörigen Dokumenten und zur Stellung einer Kaution verpflichtet. Giuliani wird außerdem vorgeworfen, Trump im Dezember 2020 zur Beschlagnahme von Wahlmaschinen geraten zu haben, obwohl er gewusst habe, dass das Heimatschutzministerium dazu nicht befugt ist.
Am 9. November 2021 hatte das Bundesbezirksgericht von Washington geurteilt, dass dem Untersuchungsausschuss Akteneinsicht in ca. 800 Seiten umfassende, geheime Dokumente aus dem Nationalarchiv zu gewähren sei. Diese haben die Kommunikation und Aktionen von Trump vor und am 6. Januar 2021 zum Inhalt. Unter anderem enthalten sie Sitzungsprotokolle von Besprechungen, an denen Trump am Tag der Erstürmung teilgenommen hat. Er klagte gegen die Herausgabe der Papiere und berief sich dabei auf das Exekutivprivileg, das es einem Präsidenten ermöglicht, bestimmte Dokumente geheim zu halten. Ein Bundesgericht wies diese Argumentation im November 2021 mit der Begründung zurück, Trumps exekutive Befugnisse gälten nicht lebenslang. Das Exekutivprivileg solle die Regierung schützen, nicht eine Person, die nicht mehr Präsident sei. Ein Berufungsgericht urteilte im Dezember 2021 zudem, dass Bidens Entscheidung zur Freigabe der Dokumente mehr Gewicht habe als Trumps Weigerung. Daraufhin stellte Trump am 23. Dezember einen Dringlichkeitsantrag gegen die Anordnung zur Herausgabe der Papiere beim Supreme Court. Dieser lehnte den Antrag am 19. Januar 2022 mit einer Mehrheit von acht der neun Richter ab. Trump durfte die Herausgabe der Dokumente durch das Nationalarchiv nun nicht länger verweigern.
Gesetzeswidrig hatte Trump jedoch zahlreiche weitere Akten gar nicht erst an das Nationalarchiv übergeben, sondern nach seinem Ausscheiden aus dem Amt behalten. Nach monatelangen, weitgehend ergebnislosen Verhandlungen zwischen dem Archiv und dem Ex-Präsidenten kam es am 8. August 2022 zu einer Durchsuchung von dessen privatem Anwesen Mar-a-Lago in Florida durch das FBI. Bei dieser in der Geschichte der USA beispiellosen Polizeiaktion wurden 15 Kisten mit Regierungsdokumenten beschlagnahmt.
Bereits Ende März 2022 hatte der Bundesrichter David O. Carter entschieden, dass 101 E-Mails von Trumps Rechtsberater John Eastman an den Untersuchungsausschuss übergeben werden dürfen.

#### Öffentliche Hearings
Eineinhalb Jahre nach den Ereignissen waren laut Umfragen nur noch 45 Prozent der US-Amerikaner davon überzeugt, dass Donald Trump persönlich für die Ausschreitungen verantwortlich zu machen sei. Unmittelbar nach den Ereignissen waren es noch 52 Prozent gewesen. Die Mehrheit der Republikaner betrachtet die Ausschussarbeit nach wie vor als parteipolitisches Manöver der Demokraten. Dazu kam die Befürchtung, dass seine Arbeit – wie es dann tatsächlich geschah – nach einem Sieg der Republikaner bei den Kongresswahlen im November 2022 beendet werden würde. Darum beschloss der Untersuchungsausschuss, die breite Öffentlichkeit umfassend über seine Erkenntnisse zu informieren. Er setzte öffentliche Hearings an, die am 9. Juni 2022 begannen und – mit Ausnahme von Fox News – von allen großen TV-Anstalten der USA zur besten Sendezeit ausgestrahlt wurden. Zunächst waren nur sechs Anhörungen geplant, da sich aber aufgrund einzelner Veröffentlichungen weitere Zeugen meldeten oder zur Aussage bereit erklärten, wurden zusätzliche Termine angesetzt. In den Hearings kamen Zeugen der Ereignisse persönlich sowie in Form von Videoeinspielungen ihrer Aussagen vor dem Untersuchungsausschuss zu Wort. Bei fast allen handelte es sich Mitglieder der Republikanischen Partei, der Regierung oder der Familie Trump. Darüber hinaus wurde zum Teil noch unveröffentlichtes Film- und Fotomaterial vom 6. Januar 2021 gezeigt.

##### Erstes Hearing: „7-Stufen-Plan“
In seinem Eingangsstatement zum ersten Hearing am 9. Juni 2022 wies der Ausschussvorsitzende Bennie Thompson darauf hin, dass es in den USA seit über 220 Jahren stets einen friedlichen Machtübergang von einem Präsidenten zum nächsten gegeben habe. Trump sei der erste, der gegen dieses Prinzip verstoßen habe. Die stellvertretende Vorsitzende, die Republikanerin Liz Cheney, sprach von einem Sieben-Stufen-Plan, den Trump verfolgt habe, um die Ergebnisse der Präsidentschaftswahl von 2020 umzustürzen und verfassungswidrig im Amt zu bleiben:
1. Zunächst hätten Trump und seine Unterstützer die bewusste Lüge verbreitet, die Wahl sei ihm „gestohlen“ worden.
2. Dann sollte der Justizminister ausgetauscht werden, weil dieser sich weigerte, Trumps Lüge als wahr zu bestätigen.
3. Vizepräsident Pence sollte dazu gedrängt werden, bestätigte Wahlstimmen nicht zu zählen, was ein Bruch der Verfassung und der Gesetze gewesen wäre.
4. Es wurde Druck auf Wahlbeamte und Parlamente der Bundesstaaten ausgeübt, die Wahlergebnisse zu verfälschen.
5. Republikaner in mehreren Bundesstaaten wurden angewiesen, falsche Wahllisten zu erstellen und diese an den Kongress zu übermitteln.
6. In Washington versammelte Trump einen gewalttätigen Mob und forderte ihn zum Marsch auf das US-Kapitol auf.
7. Als es zum Gewaltausbruch kam, ignorierte er Bitten um Hilfe und verweigerte sofortige Gegenmaßnahmen.[228]

Als Augenzeugen der Ereignisse wurden in der Anhörung Caroline Edwards, eine Polizistin der Capitol Police, und der britische Dokumentarfilmer Nick Quested befragt. Zudem wurden Videoaufzeichnungen von inzwischen verhafteten Anführern der „Proud Boys“ und der „Oathkeepers“ gezeigt. Aus ihnen ging hervor, dass sie sich ausdrücklich von Trump aufgefordert fühlten, am 6. Januar 2021 nach Washington zu kommen. Laut der stellvertretenden Ausschussvorsitzenden Cheney sagte Trump am 6. Januar zu Mitarbeitern des Weißen Hauses, die Randalierer täten nur, „was sie tun sollten“. Auf deren Forderung, Vizepräsident Mike Pence zu hängen, habe er mit den Worten reagiert, Pence „verdiene es“. Ein weiterer Einspieler zeigte die Aussage von General Mark Milley, dem Vorsitzenden der vereinigten Stabschefs. Er stellte fest, nicht Trump, sondern allein Vizepräsident Pence habe sich am 6. Januar um militärischen Beistand gegen den Angriff des Mobs bemüht. Besonders wichtig für eine mögliche Strafverfolgung von Trump selbst waren Videoaufzeichnungen früherer Zeugenaussagen u. a. seines ehemaligem Justizministers Barr und seiner Tochter Ivanka Trump. Ihnen zufolge war Trump unmissverständlich darüber informiert, dass seine Behauptung, ihm sei der Wahlsieg durch Betrug gestohlen worden, jeder Grundlage entbehrte. Da er trotz dieser Erkenntnis den Vizepräsidenten und die Gouverneure einzelner Bundesstaaten aufforderte, die amtlichen Wahlergebnisse nicht zu akzeptieren, könnte er wegen versuchten Wahlbetrugs angeklagt werden und zwar völlig unabhängig davon, ob er direkt oder indirekt für die Gewalttaten des Mobs am 6. Januar verantwortlich war.

##### Zweites Hearing: Lüge von der „gestohlenen Wahl“
In der zweiten Anhörung am 13. Juni ging es um die erste Stufe des von Liz Cheney vermuteten siebenteiligen Plans: die bewusste Fabrizierung der Big Lie, der großen Lüge über den angeblichen Wahlbetrug zuungunsten Trumps, die der Auslöser für die Erstürmung des Kapitols war.
Als Zeugen traten auf:
- Chris Stirewalt, ein ehemaliger Redakteur des trumpfreundlichen Senders Fox News, der aber am Wahlabend als erster den entscheidenden Sieg Bidens in Arizona bekannt gegeben hat,
- B. Jay Pak, der nach der Wahl 2020 als US-Staatsanwalt in Georgia Betrugsvorwürfen nachgegangen war,
- Al Schmidt, ein Mitglied der Republikanischen Partei und städtischer Beamter in Philadelphia, der dort im November 2020 als Wahlbeobachter tätig war, und
- Benjamin Ginsberg, einer der führenden Experten für Wahlanfechtungen, der in der umstrittenen Präsidentschaftswahl des Jahres 2000 die Interessen der Republikanischen Partei vertreten hatte

In Videoeinspielungen kamen darüber hinaus eine Reihe von Mitgliedern der Regierung und des Beraterstabs von Trump zu Wort, darunter der frühere Justizminister Barr und Trumps Wahlkampfmanager Bill Stepien.
Stepien berichtete über die Wahlnacht im Weißen Haus und darüber, wie niederschmetternd es gewirkt habe, dass ausgerechnet Fox als erster Sender die Niederlage Trumps im Bundesstaat Arizona bekanntgab. Allen seriösen Beratern Trumps sei sofort klar gewesen, dass er damit die Wahl verloren hatte. Trotzdem sei Trump, entgegen dem Rat von Juristen des Weißen Hauses, der Aufforderung seines persönlichen Anwalts Rudy Giuliani gefolgt, als er sich selbst zum Wahlsieger ausrief. Er habe es als Beweis für einen großangelegten Wahlbetrug der Demokraten gewertet, dass Biden erst im Laufe der Nacht aufgeholt und schließlich mehr Stimmen als er erhalten hatte. Der Journalist Stirewalt erklärte dieses Phänomen damit, dass Demokraten deutlich häufiger als Republikaner per Briefwahl abstimmen und ihre Wahlzettel daher erst später ausgezählt werden. Der Wahlabend sei exakt so verlaufen und ausgegangen wie von den Demoskopen des Senders vorhergesagt. Trumps eigene Berater erklärten ihm wiederholt, dass es keinerlei belastbare Belege für seine Behauptungen gebe und dass diese auf falschen Informationen beruhten.
Der ehemalige Justizminister Barr, den Trump aufgefordert hatte, angebliche Fälle von Wahlbetrug zu untersuchen, stellte fest, dass es nichts dergleichen in einem Ausmaß gegeben habe, dass es den Ausgang der Wahl hätte beeinflussen können. Er bezeichnete alle dahingehenden Behauptungen erneut als „Bullshit“, „kompletten Unsinn“ und „idiotisch“. In derselben Weise äußerten sich weitere Mitarbeiter Trumps sowie die Zeugen Pak und Schmidt, die Hinweisen auf angeblichen Wahlbetrug vor Ort, in Georgia und Pennsylvania, nachgegangen waren. Benjamin Ginsberg widersprach einer weiteren Behauptung Trumps, wonach Einsprüche seines Teams gegen örtliche Wahlergebnisse nicht berücksichtigt worden seien. Die Hälfte der Klagen sei aus Mangel an hinreichendem Tatverdacht abgewiesen worden, und in allen besonders umkämpften Bundesstaaten habe es Überprüfungen der Wahlergebnisse gegeben, die ebenfalls keinerlei Beweise für einen groß angelegten Betrug erbracht hätten.
Darüber hinaus präsentierte der Ausschuss in diesem Hearing Belege dafür, dass Trump möglicherweise Spendengelder veruntreut hat. Mit dem Argument, betrogen worden zu sein und Geld für die Anfechtung der Wahl zu benötigen, habe Trumps Team in den Wochen nach dem 3. November 2020 250 Mio. US-Dollar für einen sogenannten „Election Defense Fund“ gesammelt. Zwei ehemalige Mitglieder seines Stabes, Hannah Allred and Gary Coby, sagten jedoch aus, ein solcher Fonds sei ihnen unbekannt und es habe ihn wahrscheinlich nie gegeben. Das Geld sei nicht für den erklärten Zweck verwendet worden, sondern u. a. in Trumps eigene Wirtschaftsunternehmen geflossen. Unter anderem erhielt auch Kimberly Guilfoyle, eine Beraterin Trumps und die Verlobte seines Sohnes Donald Jr., 60.000 Dollar für eine zweieinhalbminütige Rede. Nach den Worten des Ausschussmitglieds Zoe Lofgren gab es „nicht nur die große Lüge, sondern auch die große Abzocke“.

##### Drittes Hearing: Versuche, Druck auf den Vizepräsidenten auszuüben
In der dritten Anhörung am 16. Juni 2022 ging es um die Versuche Trumps, seinen eigenen Vizepräsidenten, Mike Pence, zum Bruch der Gesetze und der Verfassung der Vereinigten Staaten zu bewegen. Er sollte seine rein zeremonielle Rolle als Senatspräsident am 6. Januar 2021 dazu ausnutzen, die Ergebnisse der Präsidentschaftswahl einseitig infrage zu stellen.
In Videoeinspielungen waren der ehemalige Vizepräsident selbst, einige seiner Mitarbeiter und Mitarbeiter Trumps zu sehen und zu hören. Persönlich als Zeugen anwesend waren
- Greg Jacob, ein Berater von Mike Pence, der die Erstürmung des Kapitols an dessen Seite miterlebt hat, und
- J. Michael Luttig, ein ehemaliger Bundesrichter, den Pence im Vorfeld der Ereignisse vom 6. Januar zu Rate gezogen hat.

Beide Zeugen sind konservative Republikaner.
Ihre Aussagen bestätigten die schon Monate zuvor veröffentlichten Recherchen von Bob Woodward und anderen. Danach ging Trumps Plan für den 6. Januar auf ein verfassungsrechtlich unhaltbares Memorandum des Juraprofessors John Eastman zurück, den Trump bereits vor der Wahl speziell dafür eingestellt hatte, die erwarteten, für ihn negativen Wahlergebnisse anzufechten. Seine Idee war es, dass Pence entweder die Wahlmännerstimmen aus den besonders umkämpften Bundesstaaten wegen angeblicher Wahlfälschungen zurückweisen und eine Neuauszählung verlangen oder die Stimmen für Joe Biden gar nicht erst bestätigen und damit Trump zum Wahlsieger erklären sollte. Trump übte in den Wochen vor der entscheidenden Sitzung des Kongresses erheblichen Druck aus, um Pence zu diesem Vorgehen zu bewegen, zuletzt in einem Telefonat am Morgen des 6. Januar, in dem er ihn wegen seiner ablehnenden, gesetzestreuen Haltung als „Pussy“ und „Weichei“ beschimpfte. Laut den anwesenden und weiteren Zeugen wurden Trump und Eastman vielfach darauf hingewiesen, dass weder das Wahlgesetz noch der 12. Zusatzartikel zur Verfassung der Vereinigten Staaten, der die Präsidentschaftswahlen regelt, eine Interpretation in ihrem Sinne zuließen und dass ihr Vorgehen die womöglich schwerste Verfassungskrise in der Geschichte der USA heraufbeschwöre. Greg Jacob berichtete, dass John Eastman und Rudy Giuliani dies ihm gegenüber sogar zugegeben hätten. Dennoch traten die beiden auf der Kundgebung am 6. Januar ans Rednerpult und versicherten den Trump-Anhängern nicht nur, dass Pence das verfassungsmäßige Recht habe, das Wahlergebnis zurückzuweisen, sondern auch, dass es dafür historische Präzedenzfälle gebe. Beide Behauptungen entsprechen nicht der Wahrheit. Wie kritisch Eastman selbst das eigene Vorgehen beurteilte, geht aus der Tatsache hervor, dass er Trump vor dessen Ausscheiden aus dem Amt, allerdings vergeblich, darum bat, vorsorglich amnestiert zu werden.
Trump stachelte seine Anhänger noch am 6. Januar im Sinne von seinem und Eastmans Plan weiter gegen Pence auf. Über Twitter tat er das selbst dann noch, als sein Stabschef Meadows ihm gegen 14.00 Uhr mitgeteilt hatte, dass der von ihm aufgehetzte Mob ins Kapitol eingedrungen war und Pence mit dem Tod bedrohte. Das Ausschussmitglied Pete Aguilar wies darauf hin, dass der Vizepräsident an diesem Tag tatsächlich in Lebensgefahr schwebte, da der vom Präsidenten aufgehetzte Mob bis auf 13 Meter an ihn herankam. Wie der Augenzeuge Greg Jacob berichtete, brachte der Secret Service Pence schließlich in einer Parkgarage im Untergeschoss des Kapitols in Sicherheit. Dort harrten Pence und seine Begleitung für mehrere Stunden aus, da er sich weigerte, seinen Wagen zu besteigen und das Gebäude zu verlassen. Damit habe er vermeiden wollen, dass Bilder eines fliehenden Vizepräsidenten der USA um die Welt gingen.

##### Viertes Hearing: Versuche zur Wahlmanipulation
Am 21. Juni befasste sich der Ausschuss mit einer weiteren Stufe von Trumps Plan, verfassungswidrig im Amt zu bleiben. Dieser sah vor, Mandatsträger und Beamte, die mit der Wahlaufsicht in den besonders umkämpften Bundesstaaten beauftragt waren, dazu zu drängen, nicht vorhandene Wählerstimmen zu Gunsten von Trump zu „finden“ und das tatsächliche Wahlergebnis mithilfe „alternativer Wahlleute“ zu kippen. Drei Mitglieder der Republikaner, die in ihren Bundesstaaten für den ordnungsgemäßen Ablauf der Wahl verantwortlich waren, sagten bei der Anhörung persönlich aus:
- Russel Bowers, Sprecher des Abgeordnetenhauses von Arizona,
- Brad Raffensperger, Secretary of State (Innenminister) von Georgia, und
- Gabriel Sterling, Raffenspergers Stellvertreter.

Sie berichteten über den Druck, den Trump persönlich und über seine Anwälte auf sie ausgeübt hatte, die Wahlergebnisse zu fälschen, sowie über die Angriffe von Seiten seiner Anhänger, nachdem sie sich geweigert hatten, ihm nachzugeben.
Darüber hinaus wurde Wandrea „Shaye“ Moss angehört, eine einfache Wahlhelferin aus Georgia, die sich und ihre Mutter Ruby Freeman von Trump und Giuliani öffentlich und völlig zu Unrecht beschuldigt sah, die Stimmabgabe in ihrem Wahlkreis zugunsten Bidens manipuliert zu haben.

##### Fünftes Hearing: Versuchte Instrumentalisierung des Justizministeriums
Die Anhörung am 23. Juni 2022 drehte sich um die Versuche Trumps, das US-Justizministerium für sein persönliches Machtspiel zu instrumentalisieren. Es sollte die Lüge von der angeblich gestohlenen Wahl offiziell unterstützen und die Parlamente und zuständigen Behörden in den besonders umkämpften Bundesstaaten dazu bewegen, das tatsächliche Wahlergebnis nicht anzuerkennen und anstelle der rechtmäßigen Wahlleute solche zu bestimmen, die im Electoral College für Trump votieren würden.
Als Zeugen waren drei Spitzen-Beamte des Justizministeriums persönlich erschienen:
- Jeffrey A. Rosen, nach dem Rücktritt William Barrs geschäftsführender Justizminister (Attorney General) der USA,
- Richard Donoghue, sein Stellvertreter (Deputy Attorney General), und
- Steven Engel, als Assistant Attorney General einer der damaligen Abteilungsleiter im Justizministerium.

Als Videoaufzeichnungen wurden Ausschnitte aus der Befragung von Jeffrey Clark gezeigt, auch er einer der ehemaligen Abteilungsleiter des Ministeriums. Clark berief sich jedoch in allen entscheidenden Fragen auf sein Zeugnisverweigerungsrecht.
Rosen, Donoghue und Engel berichteten übereinstimmend von wiederholten Versuchen Trumps, sie zur Unterzeichnung eines Briefs an die Parlamente von Georgia, Michigan und weiteren Bundesstaaten zu drängen, in dem die Integrität der Präsidentschaftswahl infrage gestellt wurde. Rosen gab an, Trump habe ihn deswegen bis zum 3. Januar täglich angerufen. Laut einer handschriftlichen Notiz Donoghues hatte Trump ihn im Dezember 2020 mitten in der Nacht telefonisch aufgefordert: „Just say the election was corrupt + leave the rest to me and the R Congressmen.“ („Sagen Sie einfach, die Wahl sei gefälscht und überlassen Sie alles Übrige mir und den republikanischen Kongressabgeordneten“). Alle drei Zeugen verweigerten die Unterschrift mit dem Hinweis, dass alle Untersuchungen die Korrektheit der Wahl bestätigt hatten.
Trump reagierte darauf am 3. Januar mit der Drohung, nach Barr nun auch Rosen zu entlassen und ihn durch Jeffrey Clark zu ersetzen. Dieser hatte sich bereit erklärt, den Posten zu übernehmen und die gewünschten Schreiben an die Staatsparlamente abzusenden. Erst als die gesamte Spitze des Ministeriums Trump daraufhin mitteilte, in diesem Fall geschlossen zurücktreten zu wollen, habe er von diesem Plan abgelassen.

##### Sechstes Hearing: Bereitschaft Trumps, Gewalt in Kauf zu nehmen
Das sechste Hearing wurde außerplanmäßig für den 28. Juni 2022 angesetzt. In ihm machte Cassidy Hutchinson ihre vielbeachteten Aussagen über Trumps Verhalten unmittelbar vor, während und nach der Kundgebung vom 6. Januar. Unter anderem sagte sie aus, in den Tagen zuvor habe sie bei Besuchen Giulianis im Weißen Haus wiederholt die Begriffe „Proud Boys“ und „Oath Keepers“ gehört, zwei rechtsextreme waffentragende Milizen, die dann eine zentrale Rolle bei der Kapitolserstürmung spielten. Am Morgen des 6. Januar habe Trump die Anweisung gegeben, die Teilnehmer der „Stop the Steal“-Kundgebung auch ohne den Einsatz von Metalldetektoren durch die Sicherheitskontrollen zu lassen, obwohl die Polizei gemeldet hatte, dass viele von ihnen schwer bewaffnet seien und anschließend zum Kapitol ziehen wollten. Trump habe sich selbst an die Spitze des Marsches setzen wollen. Sowohl Mark Meadows als auch Trumps Anwalt Rudy Giuliani baten nach Hutchinsons Aussage um eine vorsorgliche Begnadigung durch den Präsidenten. Cassidy Hutchinson wurde sofort zum Ziel heftiger Attacken des Trump-Lagers, das ihre Glaubwürdigkeit in Frage stellte, obwohl viele ihrer Kernaussagen bereits anderweitig bestätigt worden seien.

##### Siebentes Hearing: Trumps Aufruf zur Demonstration und Kontakte zu Extremisten
In seiner Anhörung am 12. Juli konzentrierte sich der Sonderausschuss auf die Schritte, die Trump unternahm, nachdem seine anfänglichen Bestrebungen, das Ergebnis der Präsidentschaftswahl zu kippen, gescheitert waren. Da die Gerichte alle seine Klagen abgewiesen und weder das Justizministerium noch die mit der Organisation der Wahl befassten Beamten seinem Druck nachgegeben hatten, fasste er nun den 6. Januar ins Auge, den Tag, an dem die Wahlergebnisse offiziell vom Kongress bestätigt werden sollten.
Per Video wurden die Aussagen von Pat Cipollone, dem ehemaligen Rechtsberater des Weißen Hauses, eingespielt. Er berichtete über die Streitereien und Spaltungen, die nach der Wahl am Amtssitz des Präsidenten entstanden waren. Die Berater, die auf die Einhaltung der Verfassung pochten, standen denjenigen gegenüber, die Trump in seinem Bestreben unterstützten, trotz der Wahlniederlage im Amt zu bleiben. Unmittelbar nach einem Meeting Trumps mit Rudy Giuliani und anderen dazu nicht autorisierten Personen am 18. Dezember 2020 habe er seine Anhänger per Tweet aufgerufen, am 6. Januar nach Washington zu kommen.
Zwei dieser Anhänger sagten bei der Anhörung persönlich aus:
- Jason Van Tatenhove, ein ehemaliger Sprecher der Oath Keepers, und
- Stephen Ayres aus Ohio, der wegen seiner Teilnahme am Sturm auf das Kapitol inzwischen verurteilt wurde.

Beide Zeugen, die sich inzwischen von Trump distanziert haben, bestätigten, dass sie diesem Aufruf allein seinetwegen und wegen seiner Behauptung gefolgt seien, die Wahl sei ihm „gestohlen“ worden.
Während des Hearings wurden Videobeweise dafür vorgelegt, dass die Trump-Vertrauten Roger Stone und Michael Flynn unmittelbar vor den Ereignissen vom 6. Januar in direktem Kontakt mit den rechtsextremen Milizen der Proud Boys und der Oathkeepers gestanden hatten, die für die gewaltsamen Ausschreitungen maßgeblich verantwortlich waren.

##### Achtes Hearing: Trumps Verhalten während der Ausschreitungen
Die achte öffentliche Sitzung des Ausschusses am 21. Juli 2022 befasste sich ausschließlich mit den Handlungen und Unterlassungen Trumps während der drei Stunden, die am 6. Januar 2021 zwischen dem Ende seiner Rede und seinem Aufruf an die Randalierer, nach Hause zu gehen, vergangen waren. Als Zeugen persönlich erschienen waren
- Sarah Matthews, die ehemalige stellvertretende Sprecherin des Weißen Hauses und Mitarbeiterin in Trumps Wahlkampagne, sowie
- Matthew Pottinger, damals stellvertretender Nationaler Sicherheitsberater

Ihren Aussagen zufolge wurde Trump unmittelbar über die Erstürmung des Kapitols und die Gewaltandrohungen gegen Mike Pence informiert. Statt Sicherheitskräfte zu Hilfe zu schicken und seine Anhänger zu Ruhe und Ordnung aufzufordern, goss er aber sogar noch Öl ins Feuer, indem er Pence per Tweet angriff. Erst seine Tochter Ivanka habe ihn schließlich bewegen können, seine Anhänger zu friedlichem Verhalten aufzurufen. In Form von Audioaufnahmen wurden Aussagen von Leibwächtern des damaligen Vizepräsidenten eingespielt, aus denen hervorging, dass sie während des Angriffs aufs Kapitol um ihr Leben gefürchtet hatten.

##### Neuntes Hearing: Zusammenfassung und Vorladung Trumps
Im 9. Hearing am 13. Oktober 2022, dem letzten vor den Midterm-Wahlen, traten anders als in den früheren Sitzungen keine Zeugen mehr persönlich auf. Vielmehr fasste der Ausschuss noch einmal alle Anklagepunkte zusammen und legte dabei zum Teil neue, bis dahin unveröffentlichte Videobeweise vor. Damit stellte er die zentrale Rolle heraus, die Trump bei dem Versuch gespielt hatte, die Präsidentschaftswahlen zu kippen. Der Ausschussvorsitzende Thompson bezeichnete ihn als das Zentrum einer Verschwörung und den 6. Januar als „Höhepunkt eines Putschversuchs“.
Ausschussmitglied Zoe Loefgren präsentierte Beweise dafür, dass einer der inoffiziellen Berater Trumps, Tom Fitton, ihm vor der Wahl geraten hatte, seinen Sieg ausschließlich auf Grundlage der am Wahltag abgegebenen Stimmen zu proklamieren und zu erklären, dass alle zuvor, etwa per Briefwahl, abgegebenen Stimmen nicht zählen sollten. Genau nach diesem Schema war Trump tatsächlich vorgegangen. Die Tatsache seiner Niederlage war ihm dabei vollauf bewusst: Nach Aussagen von Generalstabschef Mark Milley und anderen Zeugen hat er sie intern unumwunden eingestanden. Was den 6. Januar anging, wurden Belege dafür beigebracht, dass Trump wiederholt versucht hatte, sich den Randalierern im Kapitol anzuschließen, selbst nachdem diese gewalttätig geworden waren und Polizisten angegriffen hatten. Zu den bis dahin unbekannten Videobeweisen gehören Aufnahmen der demokratischen Fraktionsführer Nancy Pelosi und Chuck Schumer, aber auch des Republikaners Mitch McConnell in geschützten Räumen des Kapitols am 6. Januar 2021. Aus ihnen geht hervor, dass sie die Gouverneure von Virginia und Maryland sowie das Pentagon telefonisch um Truppen zur Unterstützung der Sicherheitskräfte baten und bei Generalstaatsanwalt Jeffrey A. Rosen auf eine öffentliche Erklärung Trumps drängten, in der er seine Anhänger zur Räumung des Kapitols auffordern sollte. Aus weiteren Zeugenaussagen ging hervor, dass Trump über deren Treiben frühzeitig und umfassend informiert war, alle Hilfsmaßnahmen aber über mehrere Stunden bewusst verweigerte.
Am Ende des Hearings beschloss der Kongressausschuss einstimmig, Ex-Präsident Trump selbst vorzuladen, um ihn zu seiner Rolle vor und während der Erstürmung des Kapitols zu befragen. Der Ausschussvorsitzende Thompson erklärte: „Er muss sich für seine Taten verantworten. Er muss sich vor den Polizeibeamten verantworten, die ihr Leben und ihre körperliche Unversehrtheit aufs Spiel setzten, um unsere Demokratie zu verteidigen.“ In Anspielung auf den Watergate-Skandal und Richard Nixon sagte Thompson: „Es ist unsere Pflicht, die Aussage von Donald Trump zu verlangen. Es gibt in der amerikanischen Geschichte einen Präzedenzfall, bei dem der Kongress die Aussage eines Präsidenten erzwingen kann. Es gibt auch einen Präzedenzfall dafür, dass Präsidenten den Ermittlern des Kongresses Zeugenaussagen und Beweismaterial zur Verfügung stellen.“ Trump erhielt die formelle Vorladung am 22. Oktober 2022. Ihr zufolge sollte er bis spätestens 4. November angeforderte Dokumente übergeben und bis spätestens 14. November vor dem Ausschuss erscheinen. Der Beschluss blieb bis zum Ende der Legislaturperiode des 117. Kongresses am 31. Dezember 2022 bestehen. Da bei den Midterm-Wahlen Anfang November 2022 die Republikaner die Mehrheit im Repräsentantenhaus gewannen, galt es von da an jedoch als unwahrscheinlich, dass der Ausschuss bestehen und die Vorladung aufrechterhalten bleiben würde. Tatsächlich folgte der Ex-Präsident der Vorladung nicht, sondern reagierte darauf mit einem 14-seitigen Brief, in dem er die Tätigkeit des Ausschusses, dem Demokraten und Republikaner angehören, als rein parteipolitisch motivierte „Hexenjagd“ denunzierte und die Lüge von der angeblich gestohlenen Wahl wiederholte. Eine mögliche Befragung Trumps hätte nach Auskunft der stellvertretenden Ausschussvorsitzende Liz Cheney nicht live übertragen werden sollen, um ihn daran zu hindern, das Ganze in einen „Zirkus“ zu verwandeln.

##### Zehntes Hearing: Empfehlung der Anklage Trumps
Bei den Midterm-Wahlen im November 2022 verloren die einzigen republikanischen Mitglieder des Untersuchungsausschusses, Liz Cheney und Adam Kinzinger, ihre Parlamentssitze. Da ihre Partei, die die Arbeit des Gremiums überwiegend ablehnt, ab 3. Januar 2023 eine knappe Mehrheit im Repräsentantenhaus besitzen wird, ist davon auszugehen, dass es danach nicht erneut einberufen wird, zumindest nicht in gleicher Zusammensetzung. Aus diesem Grund wurde beschlossen, den Abschlussbericht und die Empfehlungen des Ausschusses noch vor Ablauf der Legislaturperiode des 117. Kongresses zu verabschieden. Die letzte Sitzung am 19. Dezember 2022 diente allein diesem Zweck. Daher traten auch an diesem Tag keine neuen Zeugen mehr auf.
Vielmehr präsentierten die Ausschussmitglieder in einzelnen Stellungnahmen alle Punkte, die aus ihrer Sicht eine strafrechtliche Verfolgung Trumps, als Hauptverantwortlichen für die Erstürmung des Kapitols erforderlich machten. Die Ausschussmitglieder sehen vier Straftatbestände als gegeben an
- Anstiftung zum Aufruhr,
- Verschwörung gegen die Vereinigten Staaten,
- Behinderung des Kongresses und
- Anstiftung zur Falschaussage.

Am Ende der Sitzung entschieden die Ausschussmitglieder einstimmig, ihren Abschlussbericht mit allen Ergebnissen zu publizieren und dem Justizministerium die Eröffnung eines Verfahrens gegen Ex-Präsident Trump zu empfehlen.
Eine solche Empfehlung eines Kongressausschusses ist bisher einzigartig in der Geschichte der Vereinigten Staaten, aber sie ist nicht verbindlich. Die Entscheidung darüber, ob es tatsächlich zu einem Strafverfahren gegen Trump kommt, liegt bei Justizminister Merrick Garland, der bereits einen Sonderermittler gegen den Ex-Präsidenten eingesetzt hat. Falls er der Empfehlung des Untersuchungsausschusses folgt, wäre es das erste Mal, dass sich ein ehemaliger US-Präsident wegen krimineller Machenschaften im Amt vor Gericht verantworten muss. Trump droht eine Haftstrafe und ein lebenslanges Ämterverbot.

#### Abschlussbericht
Am 22. Dezember 2022, kurz vor Ablauf der Legislaturperiode des 117. Kongresses, veröffentlichte der Untersuchungsausschuss seinen 845 Seiten umfassenden Abschlussbericht. Dieser kommt zu dem eindeutigen Ergebnis: „Die zentrale Ursache des 6. Januar war ein Mann, der ehemalige Präsident Donald Trump, dem viele andere folgten. Keines der Ereignisse des 6. Januar wäre ohne ihn geschehen.“ Neben strafrechtlichen Konsequenzen fordern die Ausschussmitglieder in dem Bericht außerdem, Trump in Zukunft von öffentlichen Ämtern auszuschließen. Ein lebenslanges Ämterverbot würde automatisch verhängt, sollte Trump wegen Anstiftung zu Aufruhr verurteilt werden. Im Falle eines Schuldspruchs drohen ihm bis zu 10 Jahre Gefängnis. Darüber hinaus empfahl der Ausschuss dem Kongress mehrere Gesetzesänderungen (s. u.), die verhindern oder es zumindest erschweren sollen, die Ergebnisse einer demokratischen Präsidentschaftswahl zu ignorieren oder zu manipulieren.

### Konsequenzen für die Bundesgesetzgebung
Als erste wichtige Konsequenz aus dem Verhalten Trumps und einigen seiner juristischen Ratgeber vor und während des Kapitolssturms verabschiedete eine Mehrheit aus Demokraten und gemäßigten Republikanern am 22. Dezember 2022 im Senat und am Folgetag im Repräsentantenhaus eine Reform des Electoral Count Act von 1887. Sie nahmen an dem Gesetz, das die Zählung der Wahlleutestimmen regelt, einige Klarstellungen vor, die seine missbräuchliche Auslegung in Zukunft verhindern sollen. Das Reformgesetz schreibt beispielsweise fest, dass der Vizepräsident bei der Stimmauszählung im Kongress nur den zeremoniellen Vorsitz führt, aber keine Befugnis hat, über die Bestimmung, Annahme oder Ablehnung der Elektoren zu befinden. Um gegen die von den Bundesstaaten übermittelten Stimmen der Wahlleute Einspruch zu erheben, sind künftig 20 Prozent der Abgeordneten jeder der beiden Parlamentskammern nötig, nicht wie bisher nur je ein Mitglied des Senats und des Repräsentantenhauses. Darüber hinaus wird den Parlamenten der Bundesstaaten bis auf seltene Ausnahmen verboten, eine demokratische Wahl als gescheitert zu erklären.

### Juristische Maßnahmen gegen Trump
Infolge zahlreicher Handlungen Trumps vor, während und nach dem Angriff auf das Kapitol erhoben sowohl Einzelpersonen als auch Strafverfolgungsbehörden auf nationaler und bundesstaatlicher Ebene eine Reihe von Klagen gegen ihn. Drei der darauf folgenden Gerichtsverfahren sind die ersten ihrer Art gegen einen ehemaligen US-Präsidenten.

#### Verfahren wegen Verschwörung zum Betrug an den USA
Am 18. November 2022 setzte US-Justizminister Merrick Garland den New Yorker Staatsanwalt Jack Smith als Sonderermittler gegen Trump ein. Smith untersuchte sowohl Trumps Rolle im Zusammenhang mit der Erstürmung des Kapitols als auch die Mitnahme als geheim eingestufter Dokumente durch den Ex-Präsidenten. Nach der 2017 durchgeführten Sonderermittlung zur Beeinflussung des Wahlkampfs in den Vereinigten Staaten 2016 ist dies bereits das zweite Verfahren dieser Art, das sich gegen Trump richtet. Am 5. April 2023 erklärte sich der ehemalige US-Vizepräsident Mike Pence bereit, der Vorladung eines Bundesrichters zu folgen und zu den Ereignissen vom 6. Januar 2021 vor der Grand Jury auszusagen, die über die Anklageerhebung entscheiden sollte.

##### Erste Anklageschrift
Die Jury gab der Anklage durch Sonderermittler Smith am 1. August 2023 statt. Danach sollte sich der Ex-Präsident vor einem Bundesgericht wegen vier strafrechtlich relevanter Vorwürfe verantworten, die auch sein Verhalten vor und während des Angriffs auf den US-Kongress betreffen. Der erste Anklagepunkt lautet „Verschwörung zum Betrug an den Vereinigten Staaten“: Trump und sechs Mitverschworene hätten versucht, die Ergebnisse der Präsidentschaftswahl vom 3. November 2020 zu verfälschen. Zwei weitere Anklagepunkte betreffen die Versuche, das Wahlprüfungsverfahren zu behindern, zu dem auch die Zertifizierung der Wahlergebnisse durch den US-Kongress gehört. Auch hierzu soll Trump sich mit anderen verschworen haben. Viertens wirft die Anklage Trump eine „Verschwörung zur Verletzung der Bürgerrechte“ vor, da er versucht habe, die Wahlergebnisse in einigen Bundesstaaten umzukehren. Damit habe er das Stimmrecht der Bürger verletzt. Für jeden einzelnen Anklagepunkt drohen ihm zwischen 5 und 20 Jahren Haft. Trump bezeichnete diese und alle anderen Anklagen als Teile einer von den Demokraten initiierten „Hexenjagd“ und stilisiert sich selbst als politisch Verfolgten. Er plädierte in allen Anklagegepunkten auf „nicht schuldig“ und drohte Beteiligten an dem Verfahren seinerseits mit Verfolgung.
Die zuständige Bundesrichterin setzte den Prozessbeginn zunächst auf den 4. März 2024 fest. Der Termin verschob sich, weil das Oberste Bundesgericht am 22. Dezember 2023 einen Antrag von Sonderermittler Smith ablehnte, sofort zu entscheiden, ob Trump, wie seine Verteidigung vorbrachte, für Handlungen als US-Präsident Immunität beanspruchen könne. Aufgrund der Verzögerung, die durch die zuvor erforderliche Klärung der Immunitätsfrage entstand, war absehbar, dass der eigentliche Prozess wahrscheinlich erst nach der Präsidentschaftswahl 2024 würde stattfinden können. Falls Trump die Wahl gewinnt, könnte er einen Justizminister ernennen, der alle Verfahren gegen ihn auf Bundesebene einstellen lässt. Das Berufungsgericht für den Gerichtsbezirk Washington, D.C. urteilte am 6. Februar 2024 einstimmig, Trump sei nicht immun gegen eine Strafverfolgung wegen möglicher Straftaten während seiner Präsidentschaft. In ihrer Urteilsbegründung bezeichneten die drei Richter den Standpunkt als inakzeptabel, „dass das Amt des Präsidenten seine ehemaligen Inhaber für alle Zeit über das Gesetz stellt“. Weiter hieß es: „Im Grunde würde die Haltung des ehemaligen Präsidenten Trump unser System der Gewaltenteilung zum Einsturz bringen“, denn eine vollständige Immunität habe zur Folge, „dass der Kongress im Hinblick auf den Präsidenten keine Gesetze erlassen, die Exekutive keine Strafverfolgung einleiten und die Judikative keine Kontrolle ausüben könnte.“

##### Immunitätsurteil, zweite Anklageschrift und Verfahrenseinstellung
Trump legte gegen das Urteil Berufung beim Obersten Gerichtshof der USA ein. Dieser entschied am 1. Juli 2024, dass ein US-Präsident für offizielle, amtliche Handlungen absolute Immunität vor Strafverfolgung genießt, nicht jedoch für inoffizielle. Die Vorinstanz muss nun entscheiden, welche Taten Trumps am 6. Januar offizielle Amtshandlungen waren und welche nicht. Die Entscheidung des Gerichtshofs wurde genau entlang der Parteigrenzen getroffen: die sechs konservativen Richter stimmten dafür, die drei liberalen dagegen. Die liberale Richterin Sonia Sotomayor urteilte in ihrem Minderheitenvotum: „Die Beziehung zwischen dem Präsidenten und dem Volk, dem er dient, hat sich unwiderruflich verschoben. Bei jeder Ausübung seiner Amtsgewalt ist der Präsident jetzt ein König, der über dem Gesetz steht.“
Als Reaktion auf das Urteil des Supreme Court legte Sonderermittler Smith Ende August 2024 eine überarbeitete Anklageschrift vor. Darin hielt er an allen vier Anklagepunkten fest, strich aber einzelne Passagen, in denen es nicht um Trumps Handeln als unterlegener Präsidentschaftskandidat, sondern als scheidender US-Präsident geht, etwa um seine Interaktionen mit dem US-Justizministerium. Aufgrund der erfolgreichen Verzögerungstaktik der Trump-Anwälte kam es nicht mehr zu einem Prozess vor der Präsidentschaftswahl von 2024. Trump hatte für den Fall eines Wahlsiegs angekündigt, Smith zu entlassen und alle auf Bundesebene gegen ihn anhängigen Verfahren einstellen zu lassen. Da es in den USA unüblich ist, gerichtlich gegen amtierende Präsidenten vorzugehen, stellte der Sonderermittler das Verfahren nach Trumps erneuter Wahl am 5. November ein. Seiner drohenden Entlassung kam Smith zuvor, indem er wenige Tage vor Trumps zweitem Amtsantritt zurücktrat. Der scheidende Justizminister Garland verfügte im Januar 2025, Smiths Ermittlungsergebnisse teilweise veröffentlichen zu lassen.

#### Verfahren wegen versuchter Wahlmanipulation in Georgia
In Georgia erhob Distriktstaatsanwältin Fani Willis von Fulton County am 14. August 2023 Anklage gegen Trump und 18 weitere Personen wegen des Versuchs der illegalen Wahlbeeinflussung in dem Bundesstaat. Anfang Januar 2021 hatte Trump dessen Innenminister, Brad Raffensperger, telefonisch bedrängt, genügend Stimmzettel zu „finden“, um den Wahlsieg seines Gegners Joe Biden in Georgia annullieren zu können. Zu den Beschuldigten in dem Verfahren gehören neben Trump u. a. Rudy Giuliani, Mark Meadows, John Eastman, Jeffrey Clark und Sidney Powell. Die 41 Punkte umfassende Anklageschrift, die auf einem Gesetz gegen organisierte Kriminalität beruht, wirft ihnen 161 einzelne strafbare Handlungen vor, darunter Wahlbetrug, Nötigung, Anstiftung zur Verletzung des Amtseids, Einschüchterung von Wahlhelfern und die Auswahl falscher Wahlleute. Trump droht eine mehrjährige Haftstrafe, und anders als auf die Verfahren auf Bundesebene kann er auf einen Prozess in Georgia nach seiner Wiederwahl im November 2024 keinen Einfluss nehmen und sich auch nicht selbst begnadigen.
Um hohen Strafen zu entgehen, gingen bis Ende Oktober 2023 bereits vier der 18 Mitangeklagten Trumps einen so genannten Plea Deal mit der Staatsanwaltschaft ein. Der republikanische Wahlbeobachter Scott Hall, der Anwalt Kenneth Chesebro sowie die Anwältinnen Jenna Ellis und Sidney Powell bekannten sich in mehreren Punkten als schuldig und erklärten sich bereit, mit der Staatsanwaltschaft zu kooperieren und gegen ihre Mitangeklagten auszusagen. Hall, Ellis und Chesebro akzeptierten ihre Verurteilung zu je fünf Jahren Gefängnis auf Bewährung sowie zu Geldstrafen von jeweils 5.000 Dollar und zu 200 bzw. 100 Stunden gemeinnütziger Arbeit. Powell wurde im Oktober 2023 zu sechs Jahren Haft auf Bewährung und zu einer Geldstrafe von 6.000 US-Dollar verurteilt.
Das Verfahren gegen Trump selbst geriet jedoch im Frühjahr 2024 in Stocken Trumps Anwälte warfen der Distriktstaatsanwältin Willis vor, sich an dem Fall persönlich bereichert zu haben. Sie sei eine Beziehung mit dem leitenden Staatsanwalt in dem Verfahren eingegangen, der über Gebühr entlohnt worden sei und teure Urlaubsreisen mit ihr unternommen habe. Der den Republikanern angehörende vorsitzende Richter Scott McAfee rügte dies, verzichtete aber auf eine Disqualifizierung von Willis, nachdem diese den ihr unterstellten Staatsanwalt entlassen hatte. Auch hätten die Trump-Anwälte keine stichhaltigen Beweise für einen Interessenkonflikt vorlegen können. Bis zur endgültigen Klärung der Vorwürfe ruht das Verfahren. Mittlerweile wurde Trump erneut zum Präsidenten gewählt. Im Dezember 2024 zog das Berufungsgericht des Bundesstaates Georgia Fani Willis von dem Fall ab. Alle drei Berufungsrichter waren von Republikanern ernannt worden. Willis kann die Entscheidung noch vor den Supreme Court von Georgia anfechten, der aber ebenfalls von durch Republikaner ernannten Richtern dominiert wird. Die von Trumps Anwälten beantragte Einstellung des Verfahrens lehnte das Berufungsgericht ab.

#### Weitere Klagen und Verfahren
Bereits vor seiner Tätigkeit als Vorsitzender des Untersuchungsausschusses hatte der Kongressabgeordnete Bennie Thompson im Februar 2021 zusammen mit der Bürgerrechtsorganisation NAACP in Washington, D.C. Klage gegen Trump wegen seiner Rolle bei der Erstürmung des Kapitols eingereicht. Sie stützten sich dabei auf ein ursprünglich gegen den Ku-Klux-Klan gerichtetes Gesetz aus der Zeit der Reconstruction nach dem Amerikanischen Bürgerkrieg, das die Verschwörung von zwei oder mehr Personen unter Strafe stellt, die versuchen, Staatsbeamte durch Gewalt, Einschüchterung oder Bedrohung an der Erfüllung ihrer Aufgaben zu hindern.
Der demokratische Kongressabgeordnete Eric Swalwell und zwei Beamte der Capitol Police reichten ebenfalls Klagen ein. Letztere erhoben zivilrechtliche Forderungen nach Schadenersatz in Höhe von je 75.000 $. Mit dem Verweis auf seine Immunität als damaliger Präsident beantragte Trump am 10. Januar 2022, die Klagen gegen ihn zurückzuweisen.
Im Fall der zurückbehaltenen Geheimdokumente entschied eine Grand Jury am 8. Juni 2023, Trump in 37 Punkten vor einem Bundesgericht in Miami anzuklagen. Der Prozess, in dem ihm eine Haftstrafe von bis zu 20 Jahren drohte, sollte am 20. Mai 2024 beginnen. Die noch von Trump selbst eingesetzte Bezirksrichterin Aileen Cannon, der einige Beobachter Prozessverschleppung vorgeworfen hatten, entschied jedoch am 15. Juli 2024, das Verfahren einzustellen, weil die Ernennung des Sonderermittlers in dem Fall nicht rechtmäßig erfolgt sei. Gegen die Entscheidung kann Berufung eingelegt werden. Nach seiner Wiederwahl kann Trump jedoch alle Prozesse auf Bundesebene gegen sich einstellen lassen.

#### Kontroverse um möglichen Ausschluss von der Präsidentschaftswahl 2024
In mehreren Bundesstaaten erhoben Bürger Klage gegen Trump aufgrund von Abschnitt 3 des 14. Zusatzartikels zur US-Verfassung. Dieser wurde nach dem Sezessionskrieg eingeführt, um die als Verräter geltenden, ehemaligen Amtsträger der Konföderation, die sich von den USA losgesagt hatte, an der politischen Wiederbetätigung zu hindern. Der Artikel bestimmt, dass Personen, die einen Eid auf die Verfassung geschworen, sich dann aber an einem Aufstand gegen die Vereinigten Staaten beteiligt haben, ihr passives Wahlrecht für Ämter auf Unions- und bundesstaatlicher Ebene verlieren. In Michigan und Minnesota wies die erste Instanz diese Klagen zurück.
Der Supreme Court von Colorado jedoch entschied am 20. Dezember 2023, Trump in diesem Bundesstaat von den Vorwahlen 2024 auszuschließen, und begründete dies ausdrücklich mit der Rolle des Ex-Präsidenten beim Angriff auf das Kapitol 2021. Gleichlautende Beschlüsse fassten am 28. Dezember 2023 die oberste Wahlbehörde des Staates Maine und am 29. Februar 2024 ein Gericht in Illinois. Diese historisch einmaligen Entscheidungen wurden jedoch am 4. März 2024 in letzter Instanz durch den Obersten Gerichtshof der USA in Washington, D.C. aufgehoben. Er verneinte einstimmig, dass die Verfassung Einzelstaaten das Recht gebe, Personen von einer Kandidatur auf Bundesebene auszuschließen. Im Falle von Präsidentschaftskandidaten stehe ein solches Recht allein dem US-Kongress zu. Zu Trumps Rolle am 6. Januar 2021, die für die bundesstaatlichen Entscheidungen ausschlaggebend gewesen war, äußerten sich die Richter nicht.

### Rechtliches Vorgehen gegen Berater und Unterstützer Trumps
Die Klage, die Bennie Thompson im Februar 2021 gegen Trump einreichte und von weiteren Kongressabgeordneten unterstützt wurde, richtete sich auch gegen den Anwalt des abgewählten Präsidenten, Rudy Giuliani, sowie gegen die rechtsradikalen Organisationen Proud Boys und Oath Keepers (s. u.).
Der Oberste Gerichtshof von New York entzog Rudolph Giuliani am 24. Juni 2021 die Zulassung als Rechtsanwalt in diesem Bundesstaat. In der Urteilsbegründung hieß es, dass „es unbestreitbare Beweise dafür gibt, dass der Beklagte in seiner Eigenschaft als Anwalt des ehemaligen Präsidenten Donald J. Trump und der Trump-Kampagne im Zusammenhang mit Trumps gescheiterten Bemühungen um eine Wiederwahl im Jahr 2020 nachweislich falsche und irreführende Aussagen gegenüber Gerichten, Gesetzgebern und der breiten Öffentlichkeit gemacht hat“. Die Schwere von Giulianis „unbestreitbarem Fehlverhalten“ könne nicht überbewertet werden. Wegen der Verleumdung zweier Wahlhelferinnen aus Georgia, denen er wahrheitswidrig eine manipulierte Stimmauszählung zugunsten Bidens vorgeworfen hatte, verurteilte ein Gericht in Washington D.C. Giuliani im Dezember 2023 zu einer Schadenersatzzahlung von 148 Millionen US-Dollar. Anschließend meldete er Konkurs an.
Der erste Vertraute Trumps, der im Zusammenhang mit den Ereignissen vom 6. Januar 2021 verurteilt wurde, war sein ehemaliger Wahlkampfleiter und Chefstratege Steve Bannon. Da er weder der Vorladung vor den Untersuchungsausschuss des Kongresses gefolgt war noch die von diesem angeforderten Dokumente herausgegeben hatte, wurde er der Missachtung des Kongresses angeklagt. Am 22. Juli 2022 befand ihn die Geschworenenjury eines Bundesgerichts in zwei Anklagepunkten für schuldig. Das Strafmaß wurde am 21. Oktober 2022 auf vier Monate Gefängnis und eine Geldstrafe von 6.500 US-Dollar festgelegt. Die Berufung, die Bannon gegen das Urteil einlegte, blieb erfolglos, so dass er am 1. Juli 2024 seine Haftstrafe antreten musste, die er in der Bundesstrafanstalt von Danbury, Connecticut, verbüßte.
Trumps Wirtschaftsberater Peter Navarro wurde im September 2023 - als erster Mitarbeiter des Weißen Hauses überhaupt - wegen Missachtung des Kongresses für schuldig befunden. Am 25. Januar 2024 wurde er zur Zahlung von $9.500 und zu einer Haftstrafe von vier Monaten verurteilt. Navarro hatte unter Berufung auf das Executive Privilege die Aussage vor dem Untersuchungsausschuss und die Übergabe von Dokumenten verweigert, konnte aber keinen Beleg dafür beibringen, dass Trump das Privileg in seinem Fall genutzt hatte. Navarros Berufung gegen das Urteil wurde ebenso abgewiesen wie später die von Steve Bannon, so dass er im März 2024 sein Haftstrafe im Bundesgefängnis von Miami antreten musste.
In Michigan erhob die dortige Generalstaatsanwältin am 18. Juli 2023 Anklage gegen 16 republikanische Politiker aus dem Bundesstaat, die im Dezember 2020 versucht haben sollen, ihre Zertifizierung als Wahlleute zu fälschen und eine gefälschte Elektoren-Liste zur offiziellen Bestätigung der Präsidentschaftswahl am 6. Januar 2021 nach Washington zu schicken. Demnach hätten sie Trumps ursprünglichen Plan unterstützt, die verlorene Wahl mit Hilfe falscher Elektoren doch noch für sich zu entscheiden. Den Angeklagten drohen bis zu 14 Jahre Haft.
In dem gleichgelagerten Fall in Arizona wurde am 24. April 2024 Klage erhoben. Der Bundesstaat beschuldigt Rudy Giuliani, Mark Meadows, Boris Epshteyn und mehrere andere Berater Trumps sowie die „alternativen Elektoren“, die versucht hatten, den Ex-Präsidenten nach seiner Wahlniederlage an der Macht zu halten, der Verschwörung, des Betrugs und der Fälschung. Die Klageschrift führt Trump selbst als nicht angeklagten Mitverschwörer auf.
Die Anklageschrift des Sonderermittlers Smith vom 1. August 2023 (s. o.), in der es unter anderem um Trumps eigene Verantwortung für die Ereignisse vom 6. Januar 2021 geht, listet ebenfalls sechs Mitverschworene auf, die namentlich nicht genannt werden. Aufgrund der Beschreibung ihrer Funktionen schließen Beobachter darauf, dass es sich bei ihnen um Trumps Rechtsbeistand Rudy Giuliani, seinen juristischen Berater John Eastman, die Anwältin Sidney Powell, den ehemaligen Mitarbeiter im US-Justizministerium Jeffrey Clark, den Anwalt Kenneth Chesebro und wiederum um den Berater Boris Epshteyn handelt.

### Juristisches Vorgehen gegen die Randalierer
Während der Untersuchungsausschuss des Kongresses die politisch Verantwortlichen für die Unruhen identifiziert hat, befassen sich die Strafverfolgungsbehörden mit Personen, die an der Erstürmung des Kapitols selbst beteiligt waren. Christopher Wray, Direktor des Federal Bureau of Investigation (FBI), beurteilte deren Handlungen am 2. März 2021 vor dem Justizausschuss des Senats folgendermaßen:

“That attack, that siege, was criminal behavior, plain and simple, and it’s behavior that we, the FBI, view as domestic terrorism.”

„Dieser Angriff, diese Belagerung, war schlicht und einfach kriminelles Verhalten, und es ist ein Verhalten, das wir, das FBI, als inländischen Terrorismus betrachten.“

#### Maßnahmen zur Strafverfolgung

FBI-Plakat zur Tätersuche

Bereits unmittelbar nach den Ereignissen riefen das FBI und die Metropolitan Police von Washington, D.C. mögliche Zeugen auf, Personen zu identifizieren, die bei den Ausschreitungen gewalttätig geworden waren. Kurz bevor die Website des von vielen rechten Demonstranten genutzten sozialen Netzwerkes Parler abgeschaltet wurde, gelang es Hackern, zahlreiche neue Konten mit Administrationsberechtigung anzulegen und auf diese Weise sämtliche Daten inklusive bereits gelöschter Postings zu erbeuten. Die Aktivisten kündigten an, die Daten zu archivieren und den Strafverfolgungsbehörden zur Verfügung zu stellen. Ein Aktivist erstellte eine Website mit 6000 Porträtfotos, die in den 827 Videos vorkommen, die zumeist von den Randalierern selbst beim Sturm auf das Kapitol erstellt und auf Parler hochgeladen wurden. Insgesamt erhielt das FBI nach dem Aufruf mehr als 140.000 Dateien mit Beweismitteln. Das Metropolitan Police Department of the District of Columbia veröffentlichte zahlreiche Fahndungsfotos und lobte eine Belohnung von bis zu 1000 $ für Hinweise aus, die zu Festnahmen führen.
Das US-Justizministerium gab bekannt, dass alle Handybesitzer im Kapitolgebäude identifiziert werden konnten. Zusammen mit den gehackten Textnachrichten, Fotos, Videos und GPS-Standorten verfügt die Anklage über hinreichende Beweismittel, zumal sie auch Täteraktivitäten in der Vergangenheit abbilden.
Michael Sherwin, der oberste Staatsanwalt des Bundesdistrikts Washington, D.C. (United States Attorney for the District of Columbia), der Augenzeuge der Ereignisse gewesen war, kündigte an, alle Ressourcen seiner Behörde aufzuwenden, um die Straftäter zu identifizieren, zu ergreifen und strafrechtlich zu verfolgen. Es werde auch ermittelt, warum die Capitol Police so wenige Eindringlinge festgenommen habe. Am 21. März gab er bekannt, die Ermittlungen hätten bei einigen Verdächtigen hinreichend Anhaltspunkte für eine Anklage wegen Aufwiegelung zum Umsturz ergeben.
Im Dezember 2021 verklagte der Generalstaatsanwalt der Hauptstadt Washington mehr als 30 Mitglieder der Proud Boys und der Oath Keepers auf Schadenersatz. Den Rechtsextremisten wird vorgeworfen, eine „koordinierte Aktion von inländischem Terrorismus“ durchgeführt zu haben. Die Anklage ist der erste Versuch, Verantwortliche für die Gewalttätigkeiten vom 6. Januar nicht nur strafrechtlich, sondern auch zivilrechtlich zu belangen. Am 13. Januar 2022 entschied eine Grand Jury in Washington, D.C., dass der Gründer der „Oath Keepers“, Elmer Stewart Rhodes, und 10 weitere Personen aufgrund ihrer Rolle bei der Erstürmung des Kapitols wegen Verschwörung zum Aufruhr (Seditious conspiracy) angeklagt werden können. Rhodes wurde in Texas verhaftet. Am 8. März 2022 kam auch Enrique Tarrio aus Florida in Untersuchungshaft. An der Erstürmung des Kapitols hatte der damalige Anführer der „Proud Boys“ nicht persönlich teilgenommen, da er schon zwei Tage zuvor wegen eines anderen Delikts verhaftet und anschließend von einem Richter angewiesen worden war, Washington umgehend zu verlassen. Gegen diese Auflage verstieß er, als er sich am Vorabend des 6. Januar zu einer Unterredung mit Elmer Rhodes von den Oath Keepers in einer Washingtoner Tiefgarage traf. Teile dieser Besprechung wurden von einem Team des Filmemachers Nick Quested mitgeschnitten, der eine Dokumentation über die „Proud Boys“ drehte. Tarrio ließ sich, mit einem Ansteckmikro versehen, über Stunden von dem Team begleiten, bat aber vor der Unterredung mit Rhodes explizit darum, die Kameras auszuschalten. In den Tonmitschnitten sagt Tarrio, dass man sich keine Sorgen machen müsse, dass der Plan der Proud Boys durch seine kurzzeitige Inhaftierung aufgeflogen sein könnte, da er vorher alle Nachrichten in seinem Handy gelöscht habe und diese ohnehin zweifach gesichert seien. In der Besprechung wird auch das Kapitol erwähnt. Erst im Kongress-Hearing im Juni 2022 wurde bekannt, dass die schon zuvor in Gerichtsverfahren verwendeten Tonmitschnitte von Questeds Filmteam stammen.
Einzelne Täter entzogen sich der Verhaftung durch Flucht. Der wegen verschiedener am 6. Januar begangener Gewalttaten vom FBI steckbrieflich gesuchte Evan Neumann aus Kalifornien etwa setzte sich August 2021 über die Ukraine nach Belarus ab. Der autoritär regierte Staat des Diktators Alexander Lukaschenko gewährte ihm „politisches Asyl“.

#### Ergebnisse der Strafverfolgung
Bis zum Zeitpunkt der erneuten Wahl Trumps zum US-Präsidenten am 5. November 2024 waren 1.561 Personen wegen ihrer Teilnahme an der Erstürmung des Kapitols 46 Monate zuvor angeklagt worden, 170 davon wegen Gewalttätigkeiten gegen Polizisten oder wegen des Gebrauchs potenziell tödlicher Waffen. Fast 980 Angeklagte hatten sich schuldig bekannt, 210 weitere wurden von Gerichten für schuldig befunden. Mehr als 645 erhielten Haftstrafen zwischen drei Tagen und 22 Jahren. Sie alle wurden nach Trumps zweitem Amtsantritt im Januar 2025 pauschal, also ohne Prüfung der Einzelfälle, von ihm begnadigt (s. u.)
Gleich am 6. Januar waren 69 Personen festgenommen worden, und schon am 7. Januar wurden die ersten beiden auf Bundesebene angeklagt. Am selben Tag kündigte der geschäftsführende Justizminister Jeffrey Rosen eine große Zahl weiterer Anklagen an.
Am 8. Januar wurden der 36-jährige Adam Johnson aus Florida sowie der 60-jährige Richard Barnett aus Arkansas verhaftet. Johnson hatte sich fotografieren lassen, als er das Rednerpult der Sprecherin des Abgeordnetenhauses, der Demokratin Nancy Pelosi, wegtragen wollte. Er wurde im Februar 2022 zu 75 Tagen Haft und einer Geldstrafe von 5.000 US-Dollar verurteilt. Barnett hatte das Kapitol mit einem Elektroschocker betreten und wurde dabei fotografiert, wie er seine Füße auf einen Schreibtisch in Nancy Pelosis Büro legte. Er plädierte auf unschuldig und finanzierte seinen Prozess u. a. mit dem Verkauf signierter Fotos von seiner Tat. Er wurde am 24. Mai 2023 zu 54 Monaten Haft verurteilt.
Am 9. Januar 2021 berichteten Medien über weitere Festnahmen von Personen, die anhand von Foto- und Videomaterial identifiziert worden waren, darunter der als QAnon-Schamane bekannt gewordene Verschwörungstheoretiker Jake Angeli aus Arizona und Doug Jensen aus Iowa. Jensen war auf einem von einem Journalisten der Huffpost aufgenommenen, in den Medien stark beachteten Video zu sehen, in dem er als Erster einer Gruppe von Personen gewaltsam in das Kapitol eindrang, dabei die Anweisungen eines Polizisten missachtete und diesen anschließend eine Treppe hinaufjagte. Jensen selbst hatte ein Bild von sich während der Tat auf seinem Twitter-Account veröffentlicht. Angeli schloss am 3. September 2021 einen Deal mit der Bundesstaatsanwaltschaft: Er bekannte sich vor dem Washingtoner Bundesbezirksgericht der „Behinderung der Arbeit des Kongresses“ für schuldig. Im Gegenzug wurde eine mögliche Haftstrafe auf maximal 51 Monate begrenzt. In seiner Aussage hatte er Trump für die Erstürmung des Kapitols verantwortlich gemacht. Am 17. November wurde er zu 41 Monaten Haft, einer anschließenden Bewährung und zu einer Entschädigungszahlung von 2000 Dollar verurteilt. Der Richter befand, er habe sich selbst zum Inbegriff des Aufruhrs („epitome of the riot“) gemacht.
Ebenfalls wegen der Beteiligung an der Erstürmung verhaftet wurde ein Abgeordneter des Parlaments von West Virginia, Derrick Evans. Evans trat am 9. Januar von seinem Mandat zurück, nachdem er gegen die Zusicherung, gerichtlichen Vorladungen Folge zu leisten (Recognizance bond), wieder auf freien Fuß gesetzt worden war.
Wegen „Behinderung eines behördlichen Verfahrens“ verurteilte ein Bundesbezirksgericht am 20. Juli 2021 einen 38-jährigen Randalierer aus Florida zu 8 Monaten Gefängnis. Er war der Erste, der wegen der Ereignisse eine Haftstrafe antreten musste.
Er hatte im Kapitol die Arbeit von Polizisten behindert. Am 15. Dezember 2021 wurde Robert Palmer aus Florida, der im Kapitolsgebäude Beamte mit potenziell tödlichen Waffen angegriffen hatte, zu fünf Jahren Haft verurteilt. Mit ihm waren bis zu diesem Zeitpunkt 65 von über 700 Angeklagten verurteilt worden.
Die texanische Immobilienmaklerin Jennifer Ryan, die in ihrem Privatjet zur Demonstration nach Washington geflogen war, wurde im März 2022 zu einer Gefängnisstrafe von sechzig Tagen und einer Geldbuße von 1.000 US$ verurteilt. In Tweets hatte sie die Auffassung vertreten, dass ihr blondes Haar und ihre helle Haut sie vor dem Gefängnis bewahren würden. Trotz ihres Reichtums sammelte sie über soziale Medien Spenden für ihre Verteidigung, gab jedoch später bekannt, diese nicht zu benötigen.
Ein Gericht in Washington, D.C. verhängte am 1. August 2022 eine Gefängnisstrafe von sieben Jahren und drei Monaten gegen Guy Wesley Reffitt, ein Mitglied der rechtsextremen Miliz Three Percenters. Zudem muss er sich in psychiatrische Behandlung begeben. Die Jury hat ihn zuvor in fünf Anklagepunkten für schuldig befunden. Zu einer langen Gefängnisstrafe von 10 Jahren mit anschließender 3-jähriger Bewährungsfrist wurde am 1. September 2022 der frühere New Yorker Polizist und Ex-Marineinfanterist Thomas Webster verurteilt. Er hatte bei dem Sturm einen Polizisten mit einer Fahnenstange attackiert und ihn gewürgt, während andere Randalierer auf den verletzten Mann eintraten. Nach Angaben des US-Justizministeriums hat es bis zu diesem Zeitpunkt mehr als 850 Festnahmen im Zusammenhang mit dem Angriff auf das Kapitol gegeben. Unterdessen stellte Trump den verurteilten Randalierern in einer Radiosendung die Begnadigung in Aussicht, sollte er 2024 erneut zum Präsidenten gewählt werden.
Stewart Rhodes, der Gründer der rechtsextremen Miliz Oath Keepers, wurde am 30. November 2022 für schuldig befunden und am 25. Mai 2023 wegen „aufrührerischer Verschwörung“ (seditious conspiracy), das heißt Planung eines Umsturzes, zu 18 Jahren Haft verurteilt. Die Staatsanwaltschaft hatte 25 Jahre gefordert. Rhodes bezeichnete sich in den Verhandlungen als „politischen Gefangenen“.
Fünf hochrangige Mitglieder der gleichfalls rechtsextremen Proud Boys wurden im Juni 2022 wegen aufrührerischer Verschwörung und anderer Straftatbestände angeklagt: Enrique Tarrio, der die Gruppe zur Tatzeit anführte, sowie Joseph Biggs, Zachary Rehl, Ethan Nordean und Dominic Pezzola. Am 4. Mai 2023 sprach eine Jury in Washington, D.C. vier von ihnen im Hauptanklagepunkt schuldig, darunter Tarrio, der an der Erstürmung selbst nicht teilgenommen hatte, sie aber maßgeblich mitgeplant hatte. Pezzola wurde von der Jury zwar anderer Verbrechen für schuldig befunden, aber vom Vorwurf der aufrührerischen Verschwörung freigesprochen.
Am 31. August 2023 wurde Biggs zu 17 Jahren und Rehl zu 15 Jahren verurteilt. Das bis dahin höchste Strafmaß im Zusammenhang mit dem Angriff auf das Kapitol, 22 Jahre Haft, wurde am 6. September 2023 über Tarrio verhängt. Nach Ansicht des Gerichts war er der „höchste Anführer der Verschwörung“. Tarrio hatte vor der Urteilsverkündung um Gnade gebeten und den 6. Januar als „nationale Peinlichkeit“ bezeichnet.
Federico Klein, ein ehemaliges Mitglied des US Marine Corps und zur Tatzeit Sachbearbeiter für die Region Südamerika im US-Außenministerium, wurde am 3. November 2023 von einem US-Bezirksgericht in Washington zu 5 Jahren und 10 Monaten Gefängnis, 3.000 US-Dollar Geldstrafe und 2.000 US-Dollar Schadenersatz verurteilt, unter anderem wegen Körperverletzung. Klein war bereits im März 2021 verhaftet worden. Er und acht Mitangeklagte waren am 6. Januar Teil eines Mobs, der Polizisten attackierte, die einen Tunneleingang auf der Lower West Terrace des Kapitols verteidigten. Der Angriff gilt als einer der gewalttätigsten dieses Tages.
Michael Sparks aus dem Bundesstaat Kentucky wurde im März 2024 wegen Widerstand gegen die Staatsgewalt und Landfriedensbruch schuldig gesprochen. Er erhielt am 27. August 2024 dafür eine Haftstrafe von 53 Monaten und eine Geldbuße von 2000 US-Dollar.
Wer im Vorfeld der Erstürmung die Rohrbomben vor den Parteizentralen der Demokraten und der Republikaner gelegt hat, war auch zwei Jahre später noch nicht aufgeklärt. Für Hinweise auf die Identität des von Überwachungskameras festgehaltenen Täters hat das FBI Anfang 2023 die Belohnung nochmals erhöht.

#### Begnadigungen
Bereits im Vorfeld der Präsidentschaftswahl 2024 hatte Trump bekanntgegeben, im Falle seines Sieges die Teilnehmer an der Erstürmung des Kapitols umfassend begnadigen zu wollen, und bestätigte diese Absicht im Dezember 2024. Er schloss dabei ausdrücklich auch jene 900 Personen ein, die sich selbst vor Gericht als schuldig bekannt hatten. Entgegen seiner Versicherung, jeden Fall einzeln zu beurteilen, begnadigte er bereits am ersten Tag seiner zweiten Amtszeit pauschal rund 1.500 verurteilte Straftäter oder verkürzte ihre Haftstrafen so weit, dass sie sofort freigelassen werden konnten. Darunter befanden sich auch Rädelsführer wie Enrique Tarrio von den sogenannten Proud Boys und Steward Rhodes von den Oath Keepers sowie andere Rechtsextremisten. Vertreter der Demokraten und der Sicherheitskräfte verurteilten Trumps Maßnahme umgehend als Machtmissbrauch und Verletzung der Rechsstaatlichkeit.

## Folgen für die politische Kultur der USA
Trotz des zunächst allgemeinen Erschreckens über die gewaltsamen Ausschreitungen bleibt die Gesellschaft der USA tief gespalten zwischen Befürwortern und Gegnern Trumps.
Schon in den Wochen nach dem 6. Januar 2021 zeigte sich, dass die Gefahr politischer Gewalt in den USA und die Angst davor anhielten. Das US-Repräsentantenhaus verschob eine für den 4. März 2021 geplante Sitzung, weil Sicherheitsbehörden für diesen Tag einen erneuten Angriff gewaltbereiter Trump-Anhänger befürchteten. Bis 1933 war der 4. März traditionell der Tag der Amtseinführung des gewählten US-Präsidenten. Rechtsextreme sollen dieses symbolische Datum daher als „wahren Tag der Amtseinführung“ des von ihnen präferierten Präsidenten ausgewählt haben. Nach diesem Datum wurden eine Stacheldrahtumzäunung rund um das Kapitol zurückgebaut, gesperrte Straßen wieder für den Verkehr geöffnet und die Präsenz der Nationalgarde reduziert. Am 2. April rammte ein Autofahrer eine Straßensperre beim US-Kapitol und fuhr dabei zwei Beamte an, von denen einer starb. Der Fahrer wurde bei dem Zwischenfall erschossen.

### Einfluss Trumps auf die Öffentliche Meinung
Zur politischen Spaltung des Landes trug Donald Trump bei, indem er nach dem Ende seiner ersten Präsidentschaft unbeirrt behauptete, er sei 2020 der eigentliche Wahlsieger und das Opfer eines groß angelegten Betrugsmanövers der Demokraten gewesen. Zugleich verharmloste er den Angriff auf den Kongress. So gab er im Januar 2022 auf einer Kundgebung in Texas bekannt, dass er im Falle eines Wahlsiegs 2024 beabsichtige, „diese Leute vom 6. Januar“ zu begnadigen. Im Mai 2023 bezeichnete er sie in einem CNN-Interview „als stolze Bürger, mit Liebe im Herzen“. Der 6. Januar sei „unglaublich und ein wunderschöner Tag“ gewesen.
Zwei Monate nach den Ereignissen zeigte sich die Mehrheit seiner Anhänger davon überzeugt, dass der Marsch aufs Kapitol, zu dem ihr Idol selbst aufgerufen hatte, zu dem viele von ihnen eigens nach Washington gereist waren und den das ganze Land live im Fernsehen verfolgen konnte, von der „Antifa“ zu gewalttätigen Ausschreitungen missbraucht worden sei, um Trump und sie selbst in Misskredit zu bringen. Auch diese durch nichts belegte Behauptung war von dem Ex-Präsidenten und seinen Helfern, darunter Rudolph Giuliani, in die Welt gesetzt worden. Andere wiederum stritten ihre Teilnahme an den Krawallen gar nicht ab, sondern zeigten sich im Gegenteil stolz darauf und ließen sich von Gleichgesinnten als „Helden“ feiern.
Im Herbst 2022 glaubten laut einer Umfrage von CNN 69 % der Republikaner und der ihnen nahestehenden Wähler, Joe Biden habe die Präsidentschaftswahl 2020 gestohlen und sei nicht der legitime Präsident der USA. Insgesamt stieß Trumps „Big Lie“ Mitte 2023 bei 38 % aller US-Bürger auf Glauben. Dagegen hat der Glaube an die QAnon-Verschwörungstheorie nach dem Sturm auf das Kapitol nachgelassen: Davor lehnten 60 % der amerikanischen Bevölkerung dieses Narrativ ab, danach waren es 77 %.
Am 15. November 2022 kündigte Trump an, sich 2024 erneut als Präsidentschaftskandidat zur Wahl stellen zu wollen. Obwohl bis Mitte 2023 bereits zwei Strafverfahren gegen ihn im Zusammenhang mit der Wahl 2020 und ihren Folgen eröffnet worden waren, behauptete Trump in den Umfragen einen deutlichen Vorsprung von mehr als 20 Prozentpunkten gegenüber allen anderen republikanischen Bewerbern, darunter Ron DeSantis und Mike Pence. Auf der Republican National Convention in Milwaukee sicherte er sich am 15. Juli 2024 die Kandidatur, und am 5. November 2024 wurde Trump mit deutlichem Vorsprung vor seiner Gegenkandidatin Kamala Harris, der Vize-Präsidentin Joe Bidens, erneut zum US-Präsidenten gewählt. Politische Beobachter erwarten von seiner zweiten Amtszeit eine Vertiefung der gesellschaftlichen Spaltung und sogar eine Gefahr für die Demokratie in den USA.

### Trumps Einfluss in seiner Partei
Unmittelbar nach dem Angriff aufs Kapitol war die Zahl der Austritte aus der Republikanischen Partei stark angestiegen. Allein im Januar 2021 kehrten ihr rund 140.000 Mitglieder den Rücken, die in der Regel dem gemäßigten Lager zuzurechnen sind. Da seine eigene, ihm gegenüber weitgehend unkritische Anhängerschaft in der Partei verblieb, konnte sich Trump als deren einflussreichster Politiker etablieren. Funktionsträger der Republikaner, die gegen ihn opponierten oder die Ereignisse vom 6. Januar 2021 kritisieren, verloren an Bedeutung und Einfluss.
Am 4. Februar 2022 erklärte das Nationalkomitee der Republikanischen Partei, beim Sturm auf das Kapitol habe es sich um eine „legitime politische Meinungsäußerung“ gehandelt. Am selben Tag jedoch nahm der ehemalige Vizepräsident Mike Pence, der damals gleichfalls die Präsidentschaft für 2024 anstrebte, erstmals in aller Deutlichkeit Stellung gegen Trump. Dieser habe unrecht mit der Behauptung, er, Pence, hätte laut Verfassung das Recht gehabt, die Wahl Bidens im Kongress zu blockieren. „Offen gesagt, gibt es keine unamerikanischere Idee als die Vorstellung, dass eine einzige Person den US-Präsidenten wählen könnte“.
Auch Mitch McConnell und andere republikanische Politiker wiesen die Behauptungen ihres Nationalkomitees zurück. Pence, dem Trump wegen seines Verhaltens am 6. Januar „Feigheit“ vorgeworfen hatte, fand für seine Haltung wenig Unterstützung von Seiten der Parteibasis und zog seine Präsidentschaftskandidatur aufgrund schlechter Umfragewerte im Herbst 2023 zurück.
Ende Februar 2023 wurde bekannt, dass der Republikaner Kevin McCarthy, seit den Midtermwahlen 2022 neuer Sprecher des US-Repräsentantenhauses, die Videos vom Sturm auf das Kapitol exklusiv dem Fox News-Moderator Tucker Carlson überlassen hat. Das Bildmaterial von insgesamt 44000 Stunden Länge war zuvor nur dem parteiübergreifenden Sonderausschuss sowie Anwälten angeklagter Randalierer zugänglich. McCarthys Entscheidung wurde stark kritisiert, da Carlson zuvor bereits wider besseres Wissen die Verschwörungserzählung vom angeblichen Wahlbetrug verbreitet und mehrfach behauptet hatte, das FBI habe die Krawalle orchestriert und US-Bürger „in die Falle gelockt“, um Konservative und Trump-Anhänger als „Terroristen“ verfolgen zu können. Demokratische Politiker sprachen von einem „schweren Fehler“ und „ungeheuerlichen Sicherheitsverstoß“. Mehrere US-amerikanische Medien vermuten, dass Carlson mit Hilfe des Materials versuchen werde, „die Geschichte umzuschreiben“ und „die öffentliche Erinnerung an diesen Tag mit Agitprop und Verwirrung zu verwischen“.
Tatsächlich kommentierte Carlson die Videos ausschließlich im Sinne Trumps, und der Chef der Kapitol-Polizei bezeichnete seinen Zusammenschnitt des Materials als irreführend. McCarthy wurde im Oktober 2023 trotz seiner Unterstützung Trumps von dessen radikalsten Anhängern im Repräsentantenhaus gestürzt. Sein Nachfolger Mike Johnson, auch er ein Anhänger des Ex-Präsidenten, kündigte an, das Videomaterial vollständig via Internet zu veröffentlichen und jedermann zugänglich zu machen. Johnson schrieb, er wolle es „Millionen Amerikanern, Angeklagten, gemeinnützigen Organisationen und den Medien ermöglichen, selbst zu sehen, was an diesem Tag geschehen ist, anstatt sich auf die Interpretation weniger Politiker verlassen zu müssen“, obwohl US-Gerichte die Ereignisse damals bereits in Hunderten von Verfahren als Beweise für Straftaten bewertet hatten.

### Warnungen von Trump-Gegnern
Der Historiker Timothy Snyder sah bereits 2021 in einer erneuten Präsidentschaftskandidatur Trumps eine große Gefahr für die USA. Er teilt die Republikaner in drei Gruppen ein: in jene, die das politische Regelwerk der USA bewahren wollen wie Liz Cheney, in diejenigen, wie etwa Mitch McConnell, die damit spielen und es z. B. durch Gerrymandering und andere Methoden manipulieren wollen, und schließlich in jene, die es zerstören wollen. Zu den Letzteren zählt er die Senatoren Ted Cruz aus Texas und Josh Hawley aus Missouri. Sie seien bereit, Trumps Strategie weiter zu verfolgen und die Regeln zu verletzen, um selbst an die Macht zu kommen. Über den 6. Januar und seine Folgen urteilte er:

„Trumps Putschversuch von 2020/21 ist, wie andere gescheiterte Putschversuche, eine Warnung für diejenigen, die sich um die Rechtsstaatlichkeit sorgen, und eine Lehre für diejenigen, die das nicht tun. Sein Prä-Faschismus offenbarte eine Möglichkeit der amerikanischen Politik. Damit ein Putsch im Jahr 2024 funktioniert, benötigen die Regelverletzer etwas, das Trump nie wirklich hatte: eine wütende Minderheit, die bereit ist, landesweit Gewalt zu organisieren und eine Wahl mit Einschüchterung zu verbinden. Vier Jahre der Verstärkung einer großen Lüge könnte ihnen genau das bringen. Zu behaupten, dass die andere Seite eine Wahl gestohlen hat, bedeutet zu versprechen, selbst eine zu stehlen. Und zu behaupten, dass die andere Seite es verdient, bestraft zu werden.“

Die konservative Republikanerin Liz Cheney, eine der schärfsten innerparteilichen Gegnerinnen Trumps und Co-Vorsitzende des Untersuchungsausschusses des Repräsentantenhauses, veröffentlichte im Oktober 2023 den Memoirenband „Oath and Honor“, in dem sie die Ereignisse um den 6. Januar schildert und sowohl mit dem Ex-Präsidenten als auch mit der eigenen Partei hart ins Gericht geht. Bei einer Wiederwahl Trumps 2024 drohten die USA, sich „schlafwandelnd in eine Diktatur“ zu begeben. Die Bürger könnten sich in diesem Fall weder auf die Republikaner noch auf die Institutionen verlassen. Sie schreibt: „Wir haben inzwischen gelernt, dass die meisten Republikaner im Kongress das tun werden, was Donald Trump verlangt, egal was es ist.“ Und: „Die Annahme, dass unsere Institutionen sich selbst schützen werden, ist reines Wunschdenken von Leuten, die lieber wegschauen.“ Das Land könne keinen Präsidenten überleben, der bereit sei, die Verfassung außer Kraft zu setzen.
Am ersten Jahrestag der Ereignisse, am 6. Januar 2022, fand eine Gedenkstunde im Kapitol statt. Als einzige Republikaner nahmen Liz Cheney und ihr Vater, der frühere US-Vizepräsident Dick Cheney, daran teil. Alle anderen republikanischen Kongressabgeordneten und die gesamte Führung der Partei boykottierten die Veranstaltung, die von Trump als „politisches Theater“ bezeichnet wurde. Präsident Biden hielt eine programmatische Rede, in der er vor den Gefahren für die Demokratie warnte, die von politisch motivierter Gewalt und der Spaltung der Gesellschaft ausgehen.
Biden brach mit der Tradition, nach der US-Präsidenten ihre Vorgänger nicht allzu scharf kritisieren, indem er Trump, ohne ihn beim Namen zu nennen, direkt für den Angriff auf den Kongress verantwortlich machte: „Zum ersten Mal in unserer Geschichte hat ein Präsident nicht nur eine Wahl verloren, sondern versucht, die friedliche Machtübergabe zu verhindern. (...) An diesem Gedenktag müssen wir dafür sorgen, dass ein solcher Angriff nie wieder geschieht.“ Er fuhr fort: „Ein ehemaliger Präsident der Vereinigten Staaten von Amerika hat ein Netz von Lügen über die Wahl 2020 geschaffen und verbreitet. Er hat dies getan, weil er Macht über Prinzipien stellt, weil er sein eigenes Interesse als wichtiger ansieht als das Interesse seines Landes und Amerikas.“ Man führe einen Kampf um die Seele Amerikas.

## Reaktionen
Bereits während der Ereignisse setzte eine Welle der Empörung über die Erstürmung ein, insbesondere wegen der Rolle, die Trump dabei gespielt hatte. Politiker beider Parteien, aber auch Vertreter von Militär, Medien, Wirtschaft und Religionsgemeinschaften verurteilten das Geschehen mit zum Teil scharfen Worten. Auch Forderung nach strafrechtlichen und politischen Konsequenzen wurden laut. Nur Trumps Anhänger, insbesondere rechtsextreme und streng religiöse Gruppen, entschuldigten oder befürworteten das Verhalten des Ex-Präsidenten.

### In den USA

#### Politik
Zahlreiche Spitzenpolitiker beider Parteien, darunter Vizepräsident Mike Pence, Mehrheitsführer Mitch McConnell, Minderheitsführer Chuck Schumer, Nancy Pelosi und Mitt Romney, verurteilten die Ausschreitungen; einige von ihnen bezeichneten die Ereignisse als versuchte „Rebellion“, „Insurrektion“, „Putsch“ und „inländischen Terrorismus“.
In einer bereits am Abend des 6. Januar 2021 veröffentlichten Presseerklärung beschrieb der republikanische Senator Mitt Romney die Vorgänge als einen „vom Präsidenten der Vereinigten Staaten angestachelten Aufstand“. Diejenigen Abgeordneten, die weiterhin dessen „gefährliches Spiel unterstützen, indem sie Einwände gegen die Ergebnisse einer gesetzeskonformen demokratischen Wahl erheben, werden für immer als Komplizen eines beispiellosen Angriffs auf unsere Demokratie gesehen werden“. Als Ursache benannte er „den verletzten Stolz eines selbstsüchtigen Menschen und die Empörung seiner Anhänger, die er über die letzten zwei Monate hin mit Vorbedacht getäuscht“ habe.
Alle lebenden vormaligen Präsidenten der Vereinigten Staaten äußerten sich über die Vorgänge. Barack Obama bezeichnete sie als „Schmach und Schande“ für die Vereinigten Staaten, angezettelt vom amtierenden Präsidenten, der weiterhin unbegründete Lügen über das Ergebnis der gesetzmäßigen Wahl verbreite.
George W. Bush zeigte sich entsetzt über das rücksichtslose Verhalten mancher führender Politiker seit der Wahl sowie über den Mangel an Respekt, der an diesem Tag den Institutionen, den Traditionen und den Gesetzeshütern entgegengebracht worden sei. Bill Clinton verurteilte den Angriff auf das Kapitol, die Verfassung und das Land als angefacht von einer Politik, die über vier Jahre absichtlich Fehlinformationen verbreitet, Misstrauen gegenüber dem politischen System gesät und Amerikaner gegeneinander ausgespielt habe. Jimmy Carter sprach von einer „nationalen Tragödie“.
Am Abend des 7. Januar 2021 sah sich Trump selbst genötigt, den Sturm auf das Kapitol zu verurteilen. In einer Videobotschaft sagte er: „Wie alle Amerikaner bin ich empört über die Gewalt, Gesetzlosigkeit und das Chaos.“ Es sei nun Zeit für „Heilung und Versöhnung“. Gesetzesbrecher müssten bestraft werden. Er konzentriere sich „nun darauf, eine reibungslose, geordnete und nahtlose Machtübergabe zu gewährleisten“. Mit dem Video kehrte Trump für kurze Zeit auf Twitter zurück, wo sein Account nach seinen ersten Äußerungen zu den Ereignissen vorläufig und ab dem 8. Januar 2021 dauerhaft gesperrt wurde.
Die demokratische Sprecherin des Repräsentantenhauses Nancy Pelosi wandte sich unmittelbar nach den Ereignissen an den Vorsitzenden des Vereinigten Generalstabs Mark A. Milley, da sie befürchtete, dass ein „verwirrter“ und „instabiler Präsident“ möglicherweise Militäreinsätze anordnen oder die Nuklearcodes zur Vollstreckung eines Atomschlags abrufen könnte. Nach Recherchen der Journalisten Bob Woodward und Robert Costa stimmte Milley der Aussage Pelosis zu, nach der Trump verrückt sei. Milley habe geheime Sicherheitsvorkehrungen getroffen, um Trumps Befehlsgewalt über die Atomsprengköpfe einzuschränken.
Im Juli 2021 wurde bekannt, dass Milley im Vorfeld des Sturms auf das Kapitol vor einem „Reichstag-Moment“ gewarnt und Parallelen zwischen Trump und Hitler gezogen haben soll. Entgegen der Gepflogenheit, sich zur Tagespolitik nicht zu äußern, verurteilte der Generalstab der US-Streitkräfte die Erstürmung des Kapitols in einer Stellungnahme vom 12. Januar 2021.
Arnold Schwarzenegger, von 2003 bis 2011 republikanischer Gouverneur von Kalifornien, verglich den Sturm auf das Kapitol in einer Videobotschaft mit der Reichspogromnacht vom November 1938 in Deutschland und Österreich. Für die Vorfälle machte er Donald Trump direkt verantwortlich und nannte ihn „den schlechtesten Präsidenten aller Zeiten“.
Der frühere republikanische Abgeordnete des Repräsentantenhauses, Joe Scarborough, forderte weiterhin die sofortige Verhaftung von Präsident Trump, Donald Trump Jr. und Rudy Giuliani, da deren anstiftende Rhetorik maßgeblich zum Sturm auf das Kapitol beigetragen habe.
Einige republikanische Abgeordnete im Repräsentantenhaus, wie Mo Brooks (Alabama), Matt Gaetz (Florida) und Paul Gosar (Arizona), sowie die rechts-konservativen Kabelsender One America News Network oder Newsmax TV behaupteten indes, der Angriff sei durch Antifa-Aktivisten angezettelt worden. Dabei beriefen sie sich unter anderem auf einen Bericht der als extrem konservativ geltenden The Washington Times, wonach eine Gesichtserkennungssoftware Antifa-Aktivisten unter den Demonstranten identifiziert habe.
Die Zeitung zog den Artikel später zurück. Auch rechtsextreme Aktivisten griffen die Geschichte auf und verbreiteten sie. Verweise auf vermeintliche Drahtzieher aus der Antifa-Szene werden bei Gewalttaten aus der rechten Szene seit Jahren in sozialen Medien erhoben, so beispielsweise auch nach der versuchten Entführung der Gouverneurin von Michigan, Gretchen Whitmer. Das FBI erklärte zwei Tage später, es gebe keine Belege für eine Beteiligung der Antifa-Bewegung.
Die Parteiverbände der Republikaner in Arizona und Oregon erklärten offen ihre Sympathie mit den Angreifern auf das Kapitol.
Im Februar 2022 sprach die republikanische Partei eine formale Rüge gegen die Abgeordneten Liz Cheney und Adam Kinzinger aus, die als einzige Republikaner dem parlamentarischen Untersuchungsausschuss zur Aufklärung des Angriffs auf das Parlament angehören. In der von der republikanischen Partei veröffentlichten Resolution wurden den beiden Abgeordneten vorgeworfen, sich an der „Verfolgung einfacher Bürger, die einen legitimen politischen Diskurs führen“, zu beteiligen.

#### Medien
Wegen drei von der Social-Media-Plattform Twitter beanstandeten Tweets, die Donald Trump zu den Ereignissen gepostet hatte, war sein Twitter-Account @realDonaldTrump zunächst für mindestens zwölf Stunden gesperrt worden.
In diesen Tweets hatte Trump Verständnis für die Randalierer gezeigt und erklärt, die aktuellen Unruhen seien entstanden, weil ihm und seinen Anhängern der „heilige Erdrutschsieg“ bei der Wahl „gemein weggenommen“ worden sei. Dabei nannte er die Demonstranten „große Patrioten“ und rief dazu auf, nun „in Liebe und Frieden“ nach Hause zu gehen und diesen Tag niemals zu vergessen. Kurz darauf gaben auch die Plattformen Facebook und Instagram 24-stündige Sperren von Trumps Account bekannt. Das Video, in dem Trump zu den Vorgängen Stellung nahm, dabei seine Behauptungen zu Wahlfälschungen wiederholte und mit den Worten „Ich weiß, wie ihr euch fühlt. Aber geht nach Hause und geht in Frieden nach Hause“ abschloss, wurde, nachdem es zuvor schon auf Twitter und Facebook gelöscht worden war, auch auf YouTube gelöscht. Am 8. Januar sperrte Twitter den Account des Präsidenten unbefristet, um eine „weitere Anstiftung zur Gewalt zu verhindern“.
Auch der Fox News Channel, der lange Zeit im Sinne Trumps berichtet hatte, distanzierte sich von ihm: Der Co-Moderator der Morgenshow Fox & Friends, Brian Kilmeade, nannte Trumps Verhalten „schrecklich“. Es habe die Republikaner die Mehrheit im Senat gekostet. Trumps Anwaltsteam habe „keinerlei Beweise“ für eine Wahlfälschung.
Mehrere amerikanische Fernsehsender berichteten darüber, dass Trumps eigenes Kabinett über seine Absetzung diskutierte.
In den Medien der extremen Rechten und Foren der Milizbewegung wurde der Sturm auf das Kapitol gefeiert. Das Center on Extremism der ADL dokumentierte deren Reaktionen über Netzwerke wie MeWe, Parler, verschiedenen Milizforen, Twitter und vor allem Telegram. Viele Benutzer in Milizforen gingen von einem bevorstehenden Krieg aus, für den man vorbereitet sein solle. So schrieb ein Benutzer im geschützten Chat der Oath Keepers: „Ich glaube, der Krieg hat begonnen. Der einzige Weg, wie wir Gerechtigkeit für uns selbst bekommen und die Verfassung schützen, ist, wenn wir anfangen, uns zu wehren.“ Weiter wurde über einen Sturm auf D.C. und die Einnahme von Massenmedien diskutiert.
Infolge der Ausschreitungen löschte Twitter die Benutzerkonten von 70.000 Verschwörungstheoretikern, darunter vor allem Anhänger der rechtsextremen QAnon-Bewegung. Außerdem wurden mehrere Postings des Anwalts L. Lin Wood auf Parler gelöscht, in denen dieser unter anderem die Bereitstellung „eines Erschießungskommandos“ für den Vizepräsidenten Pence gefordert hatte. Wood war zuvor einer der Anwälte gewesen, die Trumps Behauptungen während der Gerichtsprozesse um das Wahlergebnis vertraten. Da Parler zahlreiche ähnlich gewaltverherrlichende Postings nicht zeitnah löschte, reagierten Google, Apple und Amazon prompt mit der Entfernung der Plattform aus dem Angebot in ihren jeweiligen App Stores.
Die Washington Post erhielt im Mai 2022 für ihre Berichterstattung über den Sturm auf das US-Kapitol den Pulitzer-Preis in der Kategorie Dienst an der Öffentlichkeit für seine „überzeugend erzählten und anschaulich präsentierten Berichte“ über den Sturm.

#### Wirtschaft
Auch hochrangige Vertreter der US-amerikanischen Wirtschaft verurteilten den Sturm auf das Kapitol aufs Schärfste und forderten eine friedlichen Machtübergabe an den gewählten Präsidenten Biden und seine Vizepräsidentin Harris. Die größten US-Banken stellten ihre Spenden an beide politischen Parteien ein, weitere Unternehmen, darunter die IT-Konzerne Amazon, Facebook, Google und Microsoft, kündigten an, ihre Spendenpraxis zu überdenken.

#### Glaubensgemeinschaften
Zu den wenigen, die Trump auch nach dem 6. Januar weiter zu unterstützen versprachen, gehörten einzelne weiße evangelikale Christen und einige Vertreter des orthodoxen Judentums. Die Evangelikalen hatten schon bei der Präsidentschaftswahl zu 76 % für ihn gestimmt und nur zu 24 % für seinen Herausforderer Biden. Franklin Graham, Leiter der Billy Graham Evangelistic Association, verurteilte zwar die Gewalttaten, sprach Trump aber von jeder Verantwortung frei: „Ich glaube, er hatte in diesem Moment keine Vorstellung davon, was stattfinden würde. Niemand von uns tat das.“ Er meinte, Trump bedauere, was geschehen sei, und dass der Tumult evangelikale Christen nicht davon abhalten werde, ihn weiter zu unterstützen. Ähnlich äußerten sich weitere evangelikale Prediger, während sich andere von Trump abwandten. Die Rabbinical Alliance of America, eine jüdisch-orthodoxe Organisation, die keine Kandidaten bei Wahlen unterstützt, bezeichnete die Ereignisse am Kapitol als schmerzhaft. Das American Jewish Committee hatte kurz vor der Präsidentschaftswahl angegeben, dass 74 % der orthodoxen Juden Trump, 83 % der säkular ausgerichteten Juden dagegen Biden favorisierten.
Der National Council of Churches, ein Zusammenschluss protestantischer und orthodoxer Kirchen, forderte Trump unmissverständlich zum Rücktritt auf. Auch die US-Rabbiner und die Episkopalkirche verurteilten den Sturm als Angriff auf die Demokratie. Die Bischofskonferenz der katholischen Kirche in den USA rief zum Gebet für den Frieden auf. Ihr Vorsitzender, José Horacio Gómez, Erzbischof von Los Angeles, verurteilte in allgemeinen Worten „die Gewalt heute am US Capitol“. Wie die meisten Evangelikalen hatten auch konservative Katholiken lange zu Trump gehalten, da er gegen Abtreibung und für Religionsfreiheit eintrat.

### Internationale Reaktionen
NATO-Generalsekretär Jens Stoltenberg zeigte sich schockiert.
Der EU-Außenbeauftragte Josep Borrell bezeichnete die Vorgänge als „beispiellosen Angriff auf die US-Demokratie, ihre Institutionen und den Rechtsstaat“.
Der irische Außenminister Simon Coveney machte US-Präsident Donald Trump für die Unruhen rund um das Kapitol in Washington verantwortlich. „Wir müssen dies als das bezeichnen, was es ist: ein absichtlicher Angriff eines amtierenden Präsidenten und seiner Anhänger auf die Demokratie, die versuchen, eine freie und faire Wahl zu stürzen!“
Auch der österreichische Bundeskanzler Sebastian Kurz zeigte sich schockiert über die Bilder in Washington und bezeichnete sie als „Angriff auf die Demokratie“. Eine friedliche und geordnete Machtübergabe müsse sichergestellt werden.
Der deutsche Bundespräsident Frank-Walter Steinmeier sagte, das Ereignis habe gezeigt, „wie verwundbar selbst die älteste und mächtigste Demokratie der Welt ist. Diese Szenen, die wir gesehen haben, sind das Ergebnis von Lügen und noch mehr Lügen, von Spalterei und Demokratieverachtung, von Hass und Hetze – auch von allerhöchster Stelle.“ Bundeskanzlerin Angela Merkel bekannte, die Bilder von der Erstürmung des Kapitols hätten sie „wütend und traurig“ gemacht, und sie bedaure sehr, „dass Präsident Trump seine Niederlage seit November nicht eingestanden hat und auch gestern wieder nicht. Zweifel am Wahlausgang wurden geschürt.“
Dies habe die Grundlage für die Ausschreitungen gelegt. Auch Vizekanzler Olaf Scholz zeigte sich bestürzt über die Ereignisse, nannte sie „bedrückend“ und „erschreckend“ und erklärte, dies sei „ganz klar etwas, was man erlebt, wenn Populisten Macht bekommen.“ Der Verfassungsschutzchef von Thüringen Stephan J. Kramer verglich sie mit der Besetzung der Reichstagstreppe im August 2020 durch Gegner der Coronamaßnahmen. Der Präsident des Deutschen Bundestages, Wolfgang Schäuble, kündigte nach dem Aufruhr in Washington die Prüfung möglicher Folgen für das Sicherheitskonzept des Deutschen Bundestags an.
Trotz der öffentlichen Zurückweisung derartiger Pläne durch die Vizepräsidenten Claudia Roth und Wolfgang Kubicki veranlasste Schäuble kurz darauf eine verstärkte Präsenz von Beamten der Polizei beim Deutschen Bundestag vor dem Reichstagsgebäude. Der deutsche Außenminister Heiko Maas bekundete Entsetzen über die Szenen in der US-amerikanischen Hauptstadt und machte Trump für die Ausschreitungen verantwortlich. „Aus aufrührerischen Worten werden gewaltsame Taten“, kommentierte er die Vorgänge. Norbert Röttgen, Vorsitzender des Auswärtigen Ausschusses im Bundestag, sah die Republikanische Partei am Scheideweg. Sie müsse sich nun zwischen Demokratie und Trump entscheiden. Die Deutsche Botschaft in Washington zeichnete in einem Bericht an das Auswärtige Amt in Berlin das Bild einer „Regierung in Auflösung“.
Der französische Präsident Emmanuel Macron bekräftigte in einer Videobotschaft die Solidarität Frankreichs mit dem amerikanischen Volk. Die Ereignisse in Washington wertete er als einen „Angriff auf die Demokratie“.
Die isländische Premierministerin Katrín Jakobsdóttir sprach ebenfalls von einem „Angriff auf die Demokratie“. Islands Außenminister Guðlaugur Þór Þórðarson sagte, dass der „erschreckende und inakzeptable“ Angriff die Beziehungen zwischen den USA und Island nicht belasten werde, die tief verwurzelt und nicht von einzelnen Politikern abhängig seien.

### Bewertungen aus Wissenschaft und Kultur
Der Historiker Timothy Snyder, der in seinem Werk „Über Tyrannei: Zwanzig Lektionen für den Widerstand“ bereits 2017 vor den „faschistischen Tendenzen“ einer Trump-Präsidentschaft gewarnt hatte, sieht die Ursache für die Ereignisse von Washington vor allem darin, dass es dem Präsidenten gelungen sei, ein gemeinsames Verständnis von Wahrheit zu zerstören, ohne die keine Demokratie existieren könne. Er sieht in Trump den Präsidenten der Post-Truth-, der Nach-Wahrheit-Ära. In seinem Essay „The American Abyss“ für die New York Times schreibt er:

„Post-Truth ist Prä-Faschismus, und Trump war unser Post-Truth-Präsident. Wenn wir die Wahrheit aufgeben, geben wir die Macht an diejenigen ab, die über den Reichtum und das Charisma verfügen, um an ihrer Stelle ein Spektakel zu schaffen. Ohne Einigkeit über einige grundlegende Fakten können die Bürger nicht die Zivilgesellschaft bilden, die es ihnen erlauben würde, sich zu verteidigen. Wenn wir die Institutionen verlieren, die Fakten produzieren, die für uns relevant sind, dann neigen wir dazu, uns in attraktiven Abstraktionen und Fiktionen zu suhlen. Die Wahrheit lässt sich besonders schlecht verteidigen, wenn es nicht viel von ihr gibt, und die Ära von Trump – wie die Ära von Wladimir Putin in Russland – ist eine des Niedergangs der lokalen Nachrichten. Soziale Medien sind kein Ersatz: Sie überladen die mentalen Gewohnheiten, mit denen wir emotionale Stimulation und Trost suchen, was bedeutet, dass wir die Unterscheidung verlieren zwischen dem, was sich wahr anfühlt, und dem, was tatsächlich wahr ist.“

Als „Trump-Aufstand“ und einen „mörderischen, wenn auch unausgegorenen Putsch“ bezeichnet der Schriftsteller und Pulitzer-Preisträger Richard Ford die Ereignisse in einem Spiegel-Essay. Neben Trump selbst klagt er dessen hochrangige Unterstützer an,

„… offiziell gewählte amerikanische Volksvertreter – Senatoren und Kongressabgeordnete, die den Furor der Aufständischen anfachten, die in ihren jeweiligen Parlamenten aufstanden und angesichts eines mörderischen Putsches dafür stimmten, die ganze Präsidentschaftswahl für ungültig zu erklären, weil ihnen das Ergebnis nicht gefiel. (Nicht alle waren Männer, aber fast alle waren tatsächlich Weiße.)“

Im selben Essay bezeichnete Ford den Ex-Präsidenten als „… verstrahlte Sumpfkreatur, mit deren Autopsie sich noch in hundert Jahren die Historiker einen Namen machen können.“
Der Politikwissenschaftler und frühere US-Arbeitsminister
Robert B. Reich sieht in den Ereignissen ebenfalls einen regelrechten Putschversuch Trumps, für den er und seine Unterstützer zur Rechenschaft gezogen werden müssten. Reich fordert u. a. Haftstrafen für den Präsidenten selbst, seinen Sohn Donald Trump Jr. und seinen Anwalt Rudy Giuliani. Die Senatoren Ted Cruz und Josh Hawley sollten zurücktreten. Reich weist aber auch Fox News und den Sozialen Medien eine Mitschuld zu: „Vier Jahre lang haben Twitter, Facebook und Youtube als Trumps Lautsprecher funktioniert und jede seiner Lügen und Hetzreden verstärkt.“
Der amerikanische Verfassungsrechtler Russell Miller berichtet, dass es schon vor dem Aufstand am Kapitol Berichte über einen inneren Zirkel im Weißen Haus gab, der über extreme Strategien diskutiert habe, damit Trump nach dem 20. Januar an der Macht bleiben könne. Die Ausrufung des Kriegsrechts scheine tatsächlich einer dieser verzweifelten Pläne gewesen zu sein.
Auch der deutsche Historiker Wolfram Siemann meint, dass der scheidende US-Präsident Donald Trump „mit einer vollständigen Handlungsunfähigkeit des Parlaments“ gerechnet und darin die Chance gesehen habe, Herr der militärischen Exekutive zu werden. Siemann erkennt hinter Trumps Handlungsweise ein einfaches machtpolitisches Kalkül: Er habe ein Blutbad provozieren wollen, das ihm die Möglichkeit gegeben hätte, den Ausnahmezustand auszurufen und sich mit Hilfe des Militärs im Amt zu halten.
Die Historikerin Manisha Sinha zog Parallelen der Situation mit dem Aufstand von Wilmington (1898).
Johannes Thimm, stellvertretender Leiter der Forschungsgruppe Amerika an der Stiftung Wissenschaft und Politik (SWP), hob „sowohl die Anzahl als auch die Intensität in der Überzeugung“ der Trump-Anhänger hervor und warf den zuständigen Polizeibehörden Versagen vor. Es sei „möglich, dass das jetzt ein Weckruf war“ und Trump „so diskreditiert“ sei, dass es „seinen Einfluss in Zukunft“ mindere. Zudem erinnerte Thimm an einen Präzedenzfall für Übergriffe auf ein Parlament in den USA Ende April 2020, als Bewaffnete sich Zutritt zum Parlament des Bundesstaats Michigan verschafft hatten, um in tumultartigen Szenen gegen den Corona-Lockdown zu protestieren; da habe man schon einmal sehen können, „mit welchen Leuten man es zu tun“ habe. Die Aufarbeitung der Ereignisse am Kapitol könnte Biden, so Thimm, auch in ein Dilemma bringen: einerseits müsse er „die Strafverfolgung einsetzen, um dem Rechtsstaat Geltung zu verschaffen“, andererseits entstehe „dadurch bei Trumps Anhängern natürlich der Eindruck, dass politische Gegner Bidens verfolgt“ würden.
Die Historikerin Britta Waldschmidt-Nelson resümierte, dass „die US-amerikanische Republik ja eigentlich die erste der Welt war, in der es seit mehr als 200 Jahren eine Tradition des friedlichen Machtwechsels gab“. Das habe Trump „jetzt zunichtegemacht“.
Laut dem Politikwissenschaftler Torben Lütjen war es „der Tag, an dem die Fantasiewelt von Donald Trump mit der Realität kollidiert“ ist. Die Terrorgefahr extremistischer Milizen und Untergrundgruppen sei für ihn viel naheliegender als ein Staatsstreich. Die meisten in Trumps Partei hätten ihm seit 2016 „die Stange gehalten“, weil die Parteibasis das auch getan habe. Es sei zu befürchten, dass „momentan die Republikaner zwar alle schockiert sind, aber man die Ereignisse dann auf Einzeltäter schiebt und in einigen Wochen zu dem gleichen polarisierenden Kurs zurückkehrt, den es davor schon gab“.
Jan-Werner Müller, ebenfalls Politikwissenschaftler, fasst das Geschehen so zusammen: „Trump ist ein Symptom – Demokratien brauchen mehr als eine gute Verfassung.“
Der Publizist Roger de Weck bezeichnete die Vorgänge als „archaisches Sittengemälde“. Für ihn ist der „QAnon-Schamane im Kapitol“ der „Inbegriff eines nicht harmlosen, aber aussichtslosen Anachronismus – Extremisten als Schildbürger“. Die „Handy-reckenden, Selfie-bezogenen, stolzierenden, teils kriegsbemalten, teils pseudouniformierten Eindringlinge“ seien „buchstäblich todernst und ebenso lächerlich“ gewesen.

## Offizielle Dokumente
- Abschlussbericht des Untersuchungsausschusses (PDF, englisch)
- Anklageschrift gegen Trump wegen zurückgehaltener Geheimdokumente vom 8. Juni 2023 (PDF, englisch)
- Anklageschrift gegen Trump u.a. wegen Verschwörung zum Betrug an den USA vom 1. August 2023 (PDF, englisch)
- Anklageschrift gegen Trump u.a. wegen versuchten Wahlbetrugs in Georgia vom 14. August 2023 (PDF, englisch)
- Abschlussbericht des Sonderstaatsanwalts Smith an Justizminister Garland vom 7. Januar 2025 über die Ergebnisse seiner Ermittlungen gegen Donald Trump (PDF, englisch)

## Dokumentationen

### Auf Englisch
- BBC News: Capitol riots: A visual guide to the storming of Congress; 7. Januar 2021
- BBC News: US Capitol riots: Footage shows Nancy Pelosi seeking help; 14. Oktober 2022
- New York Times, Khavin, Willis u. a.: Day of Rage: An In-Depth Look at How a Mob Stormed the Capitol; 30. Juni 2021

#### Aufzeichnungen der Anhörungen des Untersuchungsausschusses
- 1. Hearing vom 9. Juni 2022; Transkript des 1. Hearings
- 2. Hearing vom 13. Juni 2022; Transkript des 2. Hearings
- 3. Hearing vom 16. Juni 2022; Transkript des 3. Hearings
- 4. Hearing vom 21. Juni 2022; Transkript des 4. Hearings
- 5. Hearing vom 23. Juni 2022; Transkript des 5. Hearings
- 6. Hearing vom 28. Juni 2022; Transkript des 6. Hearings
- 7. Hearing vom 12. Juli 2022; Transkript des 7. Hearings
- 8. Hearing vom 21. Juli 2022; Transkript des 8. Hearings
- 9. Hearing vom 13. Oktober 2022; Transkript des 9. Hearings (inoffiziell, von National Public Radio - NPR - veröffentlicht)
- Abschlusssitzung vom 19. Dezember 2022; Transkript der Abschlusssitzung (inoffiziell, auf dem Blog von rev.com veröffentlicht)

### Auf Deutsch
- NZZ-Redaktion: Wir haben … rekonstruiert. Eingebunden im Artikel von Jan-Werner Müller am 14. Januar 2021. Ein 9 Min-Video-Dokumentation mit Grafiken zu den Orten der jeweiligen Filmausschnitte. (Conradin Zellweger, Markus Stein, David Hess)
- Dagmar Gallenmüller, Gaston Saša Koren (Regie): Der Sturm aufs Kapitol – Ein amerikanisches Trauma oder 231 Minuten. Was geschah am Capitol Hill?; entstanden in Zusammenarbeit von ZDF und Arte; erste Ausstrahlung am 4. Januar 2022
- Jamie Roberts (Regie): Sturm auf das Kapitol – Der Angriff auf die US-Demokratie (englischer Originaltitel: Four Hours at the Capitol); entstanden in Zusammenarbeit von HBO, BBC (Erstausstrahlung des Originals 20. Oktober 2021); Deutsche Fassung durch den SWR, erste Ausstrahlung in Deutschland am 6. Januar 2022[441]
- arte.tv (2. Januar 2024): Der Feind im Inneren – US-Veteranen gegen die Demokratie (84 min)[442]
- WDR: Im Auge des Sturms - Das Kapitol am 6. Januar 2021. Doku-Hörspiel von Maxi Obexer über die Vorgänge in Senat und Repräsentantenhaus (Erstausstrahlung am 7. Januar 2024)

### Sachbücher
- Pierre Birnbaum: Tears of History: The Rise of Political Antisemitism in the United States. Aus dem Französischen von Karen Santos Da Silva. Columbia University, New York 2023, ISBN 978-0-231-20960-1, S. 105–156 (= 3. From the Jew Deal to the Storming of the Capitol).
- Liz Cheney: Oath and Honor. A Memoir and a Warning, Little, Brown and Company, New York 2023, ISBN 978-0-316-57206-4
- Michael Hochgeschwender: Donald Trump - der Millardär als authentischer Möchtegerndespot. in: André Krischer, Barbara Stollberg-Rilinger (Hrsg.): Tyrannen. Eine Geschichte von Caligula bis Putin, Verlag C.H. Beck, München 2022, S. 294–309
- Charlotte Klonk: Revolution im Rückwärtsgang. Der 6. Januar 2021 und die Bedeutung der Bilder. Köln, Verlag der Buchhandlung Walther und Franz König, 2022.

### Graphic Novels
- Gan Golan und Alan Jenkins: 1/6. What if the Attack on the US Capitol succeeded? Ausgabe 1. OneSixComics, Cambridge, MA 2023.
- Gan Golan und Alan Jenkins: 1/6. What if the Attack on the US Capitol succeeded? Ausgabe 2. OneSixComics, Cambridge, MA 2023.

### Zeitungsberichte
- Larry Buchanan, Lazaro Gamio, Christina Kelso, Dmitriy Khavin, Lauren Leatherby, Alicia Parlapiano, Scott Reinhard, Anjali Singhvi, Derek Watkins, Karen Yourish: How a Pro-Trump Mob Stormed the U.S. Capitol. (Berichte der New York Times, 6. Januar 2021)
- Lauren Leatherby, Arielle Ray, Anjali Singhvi, Christiaan Triebert, Derek Watkins, Haley Willis: How a Presidential Rally Turned Into a Capitol Rampage. Visualisierte Zeitschiene des Ereignisses der New York Times. 12. Januar 2021.